# Architecture aux Pays-Bas

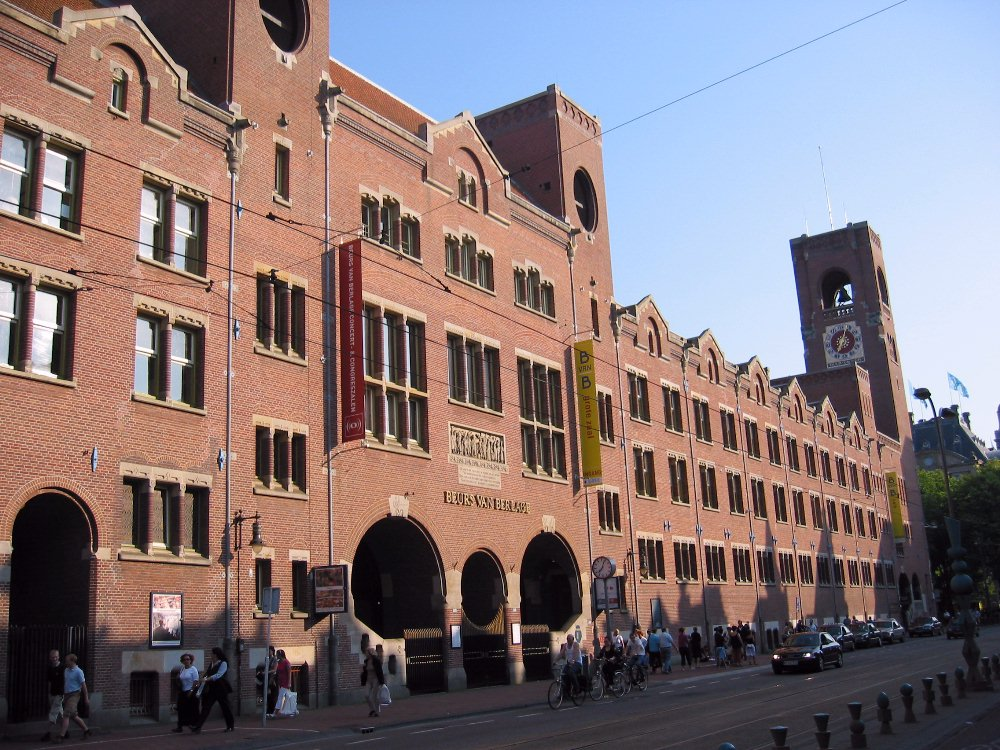
La bourse d'Amsterdam, construite par Hendrik Petrus Berlage en 1903.

L'architecture aux Pays-Bas comprend l'histoire de l'architecture dans le territoire actuel des Pays-Bas, excluant de fait la Belgique, souvent intégrée dans la dénomination de Pays-Bas. Le caractère propre de l'architecture néerlandaise a longtemps été nié, pourtant la richesse de la création architecturale des Pays-Bas du Moyen Âge jusqu'à nos jours prouve le contraire. L'architecture des Pays-Bas présente jusqu'au XIXe siècle d'importantes similitudes avec celle de la Flandre puisque ces deux territoires disposaient d'une culture commune jusqu'à la Renaissance. Cependant, la Hollande protestante, commerçante, pastorale et libre depuis le XVIIe siècle ne ressemble pas à la Flandre catholique, industrieuse et longtemps soumise à l'étranger. Plus concrètement, contrairement à l'architecture flamande, l'usage de la pierre dans la construction aux Pays-Bas a toujours été limité puisqu'elle n'est présente qu'en très faible quantité sur le territoire, poussant les néerlandais à s'accommoder d'une architecture majoritairement de brique, employée jusque dans le pavage des routes.
Si l'architecture néerlandaise ne peut être réduite à un style particulier, elle se distingue par son esprit pratique et son rejet du superflu, caractère développé du fait du contexte très particulier dans lequel cette architecture s'inscrit, étant donné que les Pays-Bas sont constamment menacés par les flots, que les Néerlandais ont su dompter grâce à leur ingéniosité et leur l'esprit d'innovation. Élie Faure écrivait ainsi dans son Histoire de l'art (tome paru en 1920) sur le rapport que les néerlandais entretenaient avec leur pays : « Ils ont lutté dix siècles pour s'emparer de ses boues, bâtir sur elles, relever leurs villes qui s'effondrent dans les tourbières ou qu'un raz de marée noie dans la vase et le sable mouvant. La vie leur fut trop dure, et maintenant elle est trop bonne à vivre pour qu'ils cherchent hors de ses aspects quotidiens l'éducation intellectuelle qu'elle peut donner à ceux qui vivent dans la liberté, l'oisiveté, les excitations passionnelles des pays méridionaux et que tourmentent les besoins d'une imagination laissée à elle-même ou la volonté torturante d'en réprimer les excès. ».

## Moyen Âge central et tardif

### Architecture romane

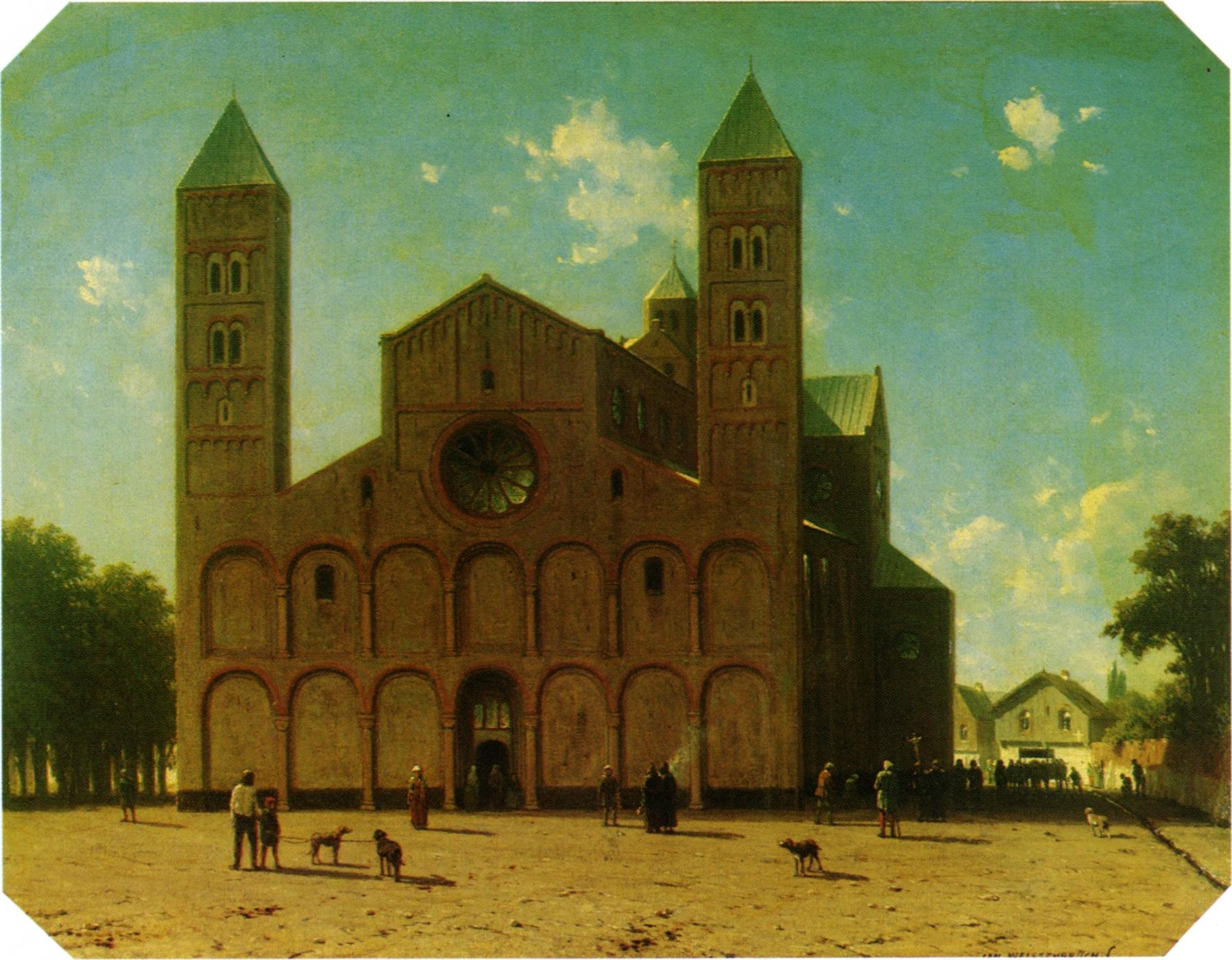
L', datant du XIe siècle.

De source écrite, il est certain que des églises de pierre ont été édifiées dès le début du VIIIe siècle à Maastricht mais celles-ci ont disparu depuis longtemps. Il subsiste cependant certains exemples des églises carolingiennes élevées aux Pays-Bas, à l'image de la basilique Saint-Servais de Maastricht ou encore la chapelle du « Walkhof » de Nimègue.
Les Pays-Bas sont compris à partir de la période romane dans une région architecturale qui s'étend de l'entrée du Rhin dans le défilé près de Bingen jusqu'à son embouchure dans la mer du Nord, dénommée la région Bas Rhin-Meuse, aujourd'hui partagée en quatre États, mais formant au Moyen Âge une unité artistique. L'architecture romane couvre une période allant du milieu du Xe siècle jusqu'à la fin du XIIe siècle environ (le gothique s'étant imposé plus lentement dans les Pays-Bas septentrionaux).
Dans le territoire néerlandais, il subsiste notamment comme édifice important l'église Saint-Pierre d'Utrecht (nl), constituant le dernier exemple bien conservé de basilique romane à colonnes dans la région Bas Rhin-Meuse. Les espaces de cette église sont élevés, et les colonnes à chapiteau carré sont élancées, ce qui imprime une forte impression sur le visiteur. Il existait également à Utrecht une église romane, dédiée à Sainte-Marie, qui était particulièrement importante. Aujourd'hui disparu, cet édifice était à tribunes et voûtes en travées doubles avec des ogives rectangulaires, et présentait des similitudes avec des églises lombardes. Ainsi, l'architecture néerlandaise du Moyen Âge ne présente pas encore de singularité affirmée, elle est surtout soumise aux influences régionales. La basilique Notre-Dame-de-l'Assomption de Maastricht est un monument important de style roman, sous influence allemande. Cette dernière se traduit par des avant-corps plus développés et la présence de tours occidentales.

### Architecture gothique

#### Architecture religieuse

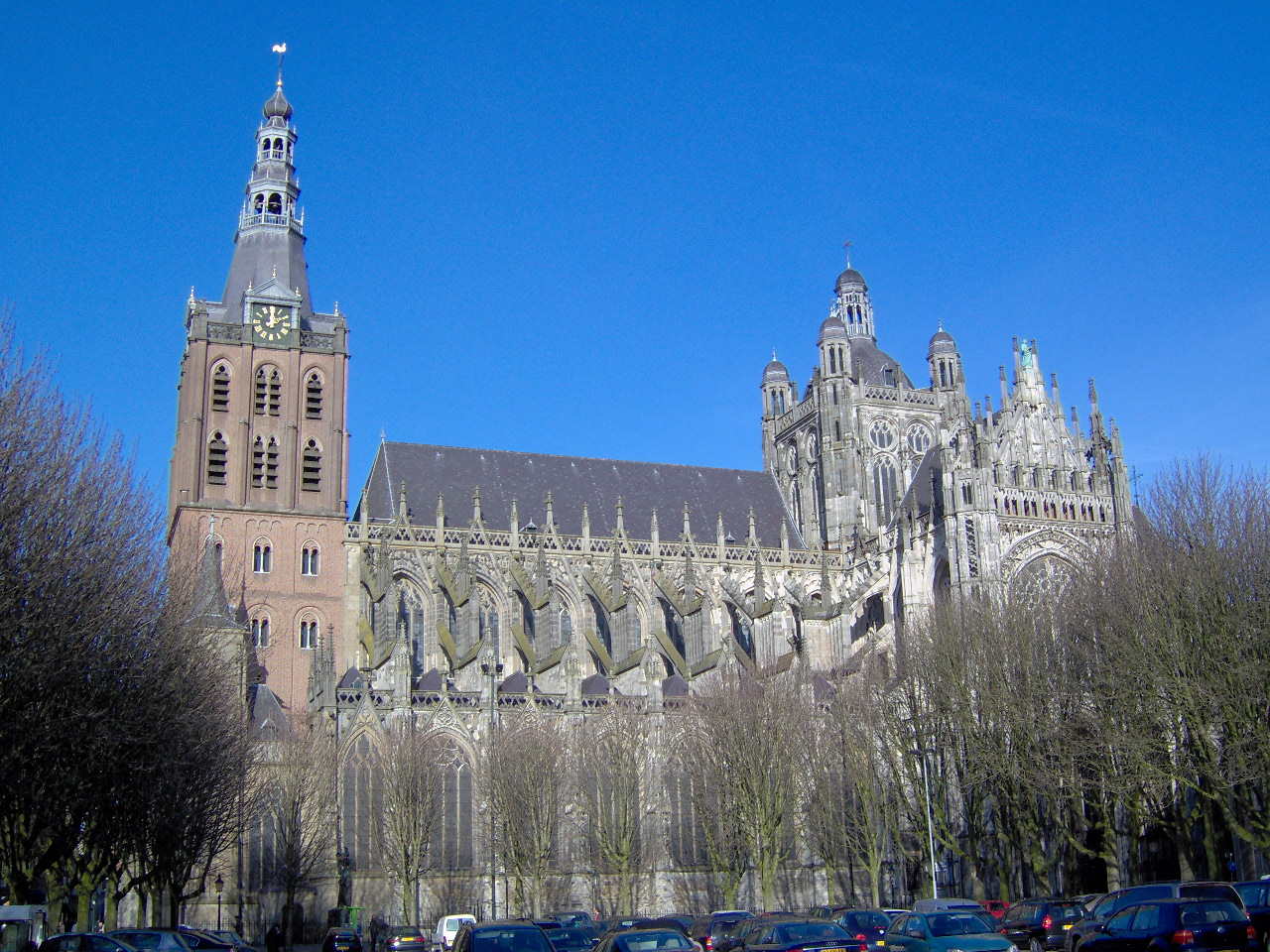
La cathédrale de Bois-le-Duc.

L'architecture gothique, née au milieu du XIIe siècle, est d'origine française, mais les néerlandais surent l'adapter aux spécificités géographiques et culturelles de leur territoire. Durant la période gothique, la structure des édifices religieux tendait alors se simplifier, et peu de grandes constructions étaient alors réalisées (malgré des exceptions telles que la cathédrale d'Utrecht commencée en 1254 ou encore la cathédrale de Bois-le-Duc commencée en 1280). L'ornementation tendait également à se réduire, cela étant en grande partie lié à l'emploi presque exclusif de la brique dans l'architecture ainsi qu'à l'esprit sobre et réaliste qui régnait aux Pays-Bas septentrionaux, par ailleurs sous influence allemande.
C'est à partir de l'époque des ducs de Bourgogne (Pays-Bas bourguignons) qu'une architecture plus imposante voit le jour, mais, du fait de la prédominance de la brique, elle ne s'enorgueillit généralement pas de sculptures. Cependant, la monumentalité intérieure des églises hollandaises était bel et bien recherchée, malgré la simplicité de leur aspect extérieur,.
Le Nord des Pays-Bas (ainsi que le Danemark par ailleurs) entretenait constamment des échanges avec la côte ouest de la France en raison du développement du commerce maritime. Ainsi, ces mêmes églises de brique presque dénuées d'ornements s'inspirent généralement des modèles angevins, dont les caractéristiques sont une nef à vaisseau unique, des travées carrées et des voûtes d'ogive bombées. Cette influence se retrouve par exemple dans l'église cruciforme de Stedum dont l'abside présente de très importantes similitudes avec celle de la cathédrale d'Angers. La présence d'un chevet carré, de fenêtres géminées se retrouve également à Zuidbroek, à Noordbroek, ou encore à Winschoten. L'influence franco-flamande très présente aux Pays-Bas (septentrionaux) est souvent teintée de particularités locales ; cette influence est très lisible à la cathédrale d'Utrecht, dont la finesse des sculptures des chapiteaux et des modillons révèle ces inspirations.

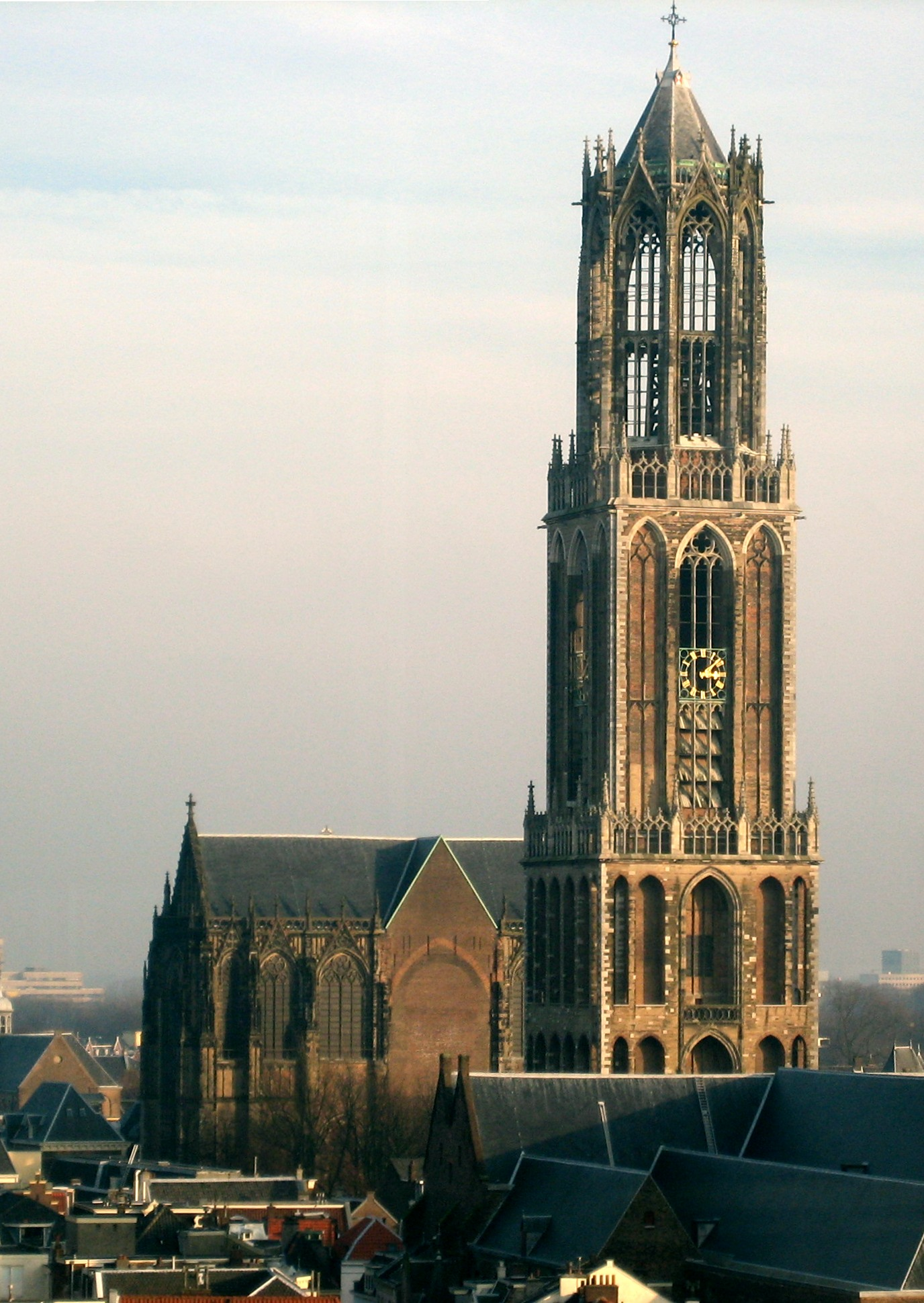
La cathédrale d'Utrecht.

Toutefois, les bâtisseurs de cathédrales néerlandais ne se contentaient pas d'imiter les modèles méridionaux, mais tentaient bel et bien de les surpasser, et à défaut de pouvoir les égaler en taille, c'est par la richesse du décor que les constructeurs exprimaient cette rivalité. C'est ainsi que la cathédrale Saint-Jean de Bois-le-Duc, reconstruite à partir des années 1370 par son passage d'église paroissiale à collégiale en 1366, tente d'assimiler les apports des modèles du XIIIe siècle que sont les cathédrales d'Amiens et de Cologne en y incluant un décor foisonnant s'inscrivant, dans la dernière tranche des travaux, dans le gothique flamboyant (le chevet appartenant encore au gothique rayonnant). Cette cathédrale eut une influence remarquable sur d'autres églises de la région, décelable notamment dans les collégiales Saint-Pierre de Louvain et Sainte-Waudru de Mons, construites respectivement à partir de 1400 et de 1450. Certaines originalités distinguent certaines églises des Pays-Bas septentrionaux, à l'exemple de la Nieuwe Kerk de Delft, dont le chœur, construit de 1453 à 1476, comprenant une claire-voie dont les arcades sont occupées sur les deux tiers par des niches, à l'origine partiellement masquées par un remplage. Une autre singularité émergera lors de l'interprétation par les bâtisseurs néerlandais de la formule du clocher unique proéminant qui était alors caractéristique du gothique germanique. En effet, les tours néerlandaises sont couronnées par un édicule octogonal, et non par une flèche dont le modèle ajouré était particulièrement apprécié dans les provinces plus orientales de l'Empire. C'est la cathédrale d'Utrecht qui donnera le ton, par son clocher érigé à partir du XIVe siècle, dont l'incidence sera sensible lors de la construction de la tour de Notre-Dame de Breda de 1468 à 1509. Cette dernière est de plus ornée d'un bulbe en bois, remplacé en 1702 par un bulbe de forme différente. Mieux encore, nombreuses sont les tours conçues dès l'origine comme des blocs quadrangulaire, l'absence de flèche ou d'édicule octogonal ne signifiant pas un inachèvement.
En dépit de l'adoption de la formule flamboyante à la cathédrale de Bois-le-Duc, les Pays-Bas se singularisent aux XIVe siècle et XVe siècle par le relatif rejet des innovations décoratives et architecturales du gothique flamboyant, préférant s'en tenir au modèle de l'église rayonnante encore tout à fait adapté au programme exigé par les commanditaires. Cette méfiance à l'égard de cette nouvelle manière de bâtir, qui transgressait les anciennes règles par son extravagance, explique la persistance du style rayonnant alors même que l'Europe entière (exception faite de l'Angleterre) avait adopté le gothique flamboyant dont les excès ne tarderont pas à être critiqués avec virulence par les précurseurs de la Renaissance florentine.
Les hallenkirche, sanctuaires germaniques, influencent grandement les bâtisseurs gothiques néerlandais, dans la construction d'églises rurales disposant d'une nef à trois vaisseaux de hauteur égale, de voûtes d'ogive consolidées par des liernes (ayant bien souvent un rôle plus ornemental que structurel) ainsi qu'un chevet simple, sans déambulatoire. Ces petites églises présentent des ressemblances avec les modestes églises romanes de la Frise, nommées terpen, juchées sur des buttes.

##### Sculpture sur bois
Etant donné que de nombreuses églises virent le jour durant la période gothique, il fallut les orner de statues religieuses. Ces dernières, fabriquées en bois et dont les néerlandais tout comme les flamands s'étaient fait une spécialité, étaient exportées en France, en Allemagne et en Scandinavie. C'est aux XIVe siècle et XVe siècle que cet art connut son apogée. Les statues étaient le plus souvent polychromes, mis en couleurs par des peintres véritables, leurs traits étaient parfois relevés avec de la feuille d'or. Claus Sluter, né vers 1350 à Haarlem, étaient l'un des rares sculpteurs à exécuter des œuvres originales et personnelles ; il influença grandement la sculpture occidentale du Moyen Âge tardif. Adriaen van Wesel (nl), provenant d'Utrecht, était également un sculpteur de renom.

#### Architecture civile

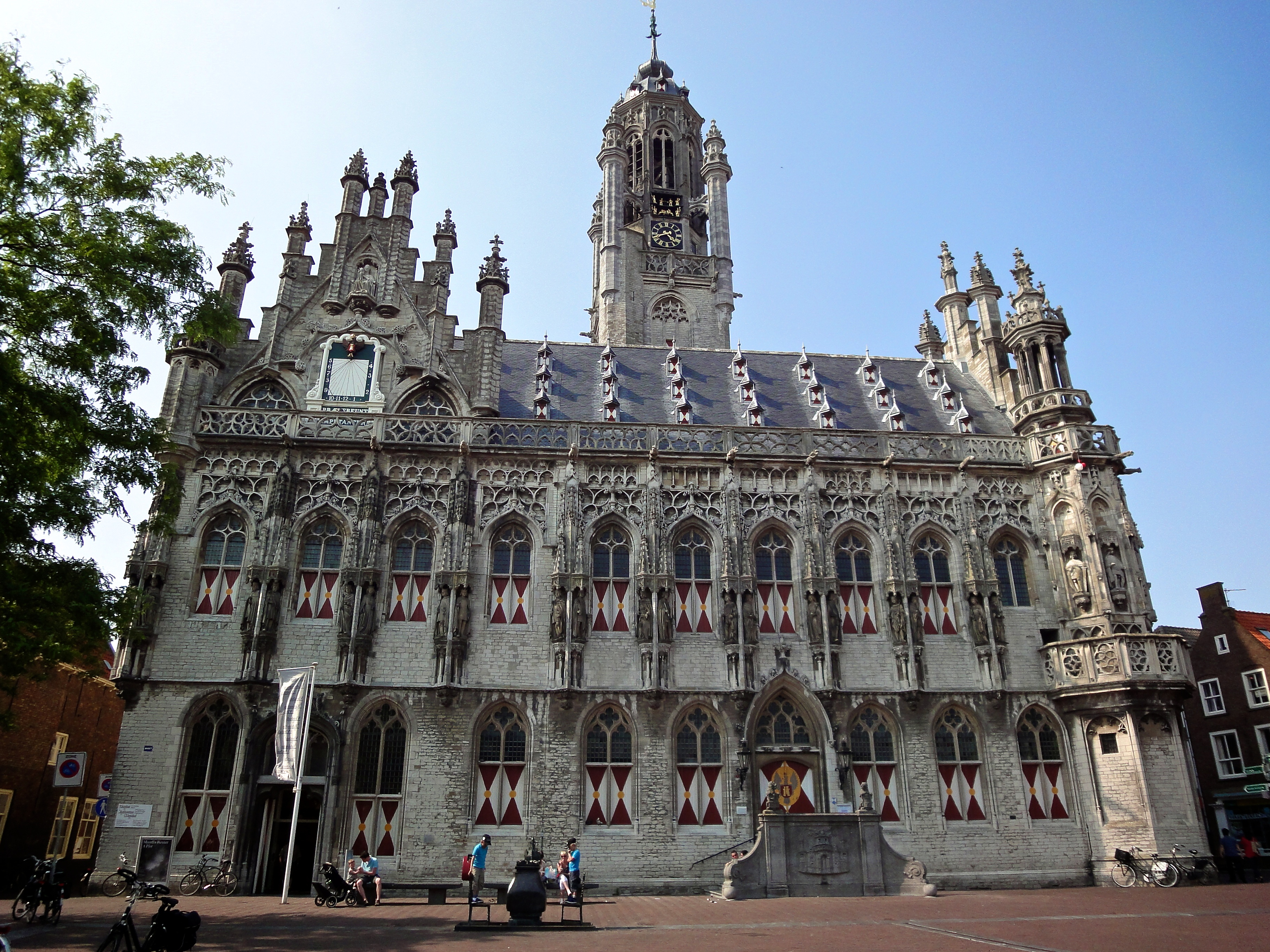
L'hôtel de ville de Middelbourg de style gothique flamboyant, construit de 1452 à 1520.

Le développement des villes a entraîné la construction d'un nombre important de halles, de beffrois, de greffes et d'hôtels de ville, dignes représentants de la richesse et de l'orgueil d'une commune. Les dimensions des hôtels de ville aux Pays-Bas méridionaux et septentrionaux étaient imposantes à la fin du Moyen Âge et comportaient bien souvent un beffroi qui constituait alors un symbole de l'acquisition des libertés communales. Leur ornementation gothique foisonnante ne différait pourtant pas de celle des cathédrales construites à la même époque. L'hôtel de ville de Middelbourg, construit au XVIe siècle et dont le beffroi mesure 55 mètres de haut constitue un bel exemple d'hôtel de ville gothique. Les gildehuis (maisons de guildes) pouvaient  associer alors les fonctions communales, symbolisées par le beffroi, avec les fonctions corporatives et marchandes, bien qu'il soit plus fréquent dans les Pays-Bas septentrionaux de voir un édifice spécialement employé comme maison de corporation, à l'instar du Waag d'Amsterdam, qui était originellement une porte de ville.
Les beffrois tout comme les clochers des églises prirent à la période gothique des proportions et une hauteur jusqu'alors inconnues, et souvent même plus importantes aux Pays-Bas que dans d'autres régions d'Europe. Rendue possible par l'arrivée du style gothique (dont la verticalité est une caractéristique) et par l'évolution des techniques constructives (indissociable par ailleurs de ce nouveau style), la forte présence de ces hautes tours peut également s'expliquer par l'importance de l'horizon dans des pays aussi plats, mettant en valeur toute construction élevée.
Malgré toutes ces recherches menées durant les époques romane et gothique, il faut réellement attendre la Renaissance pour que l'activité artistique prenne son essor, et que l'architecture soit l'objet de plus vastes ambitions.

## Renaissance

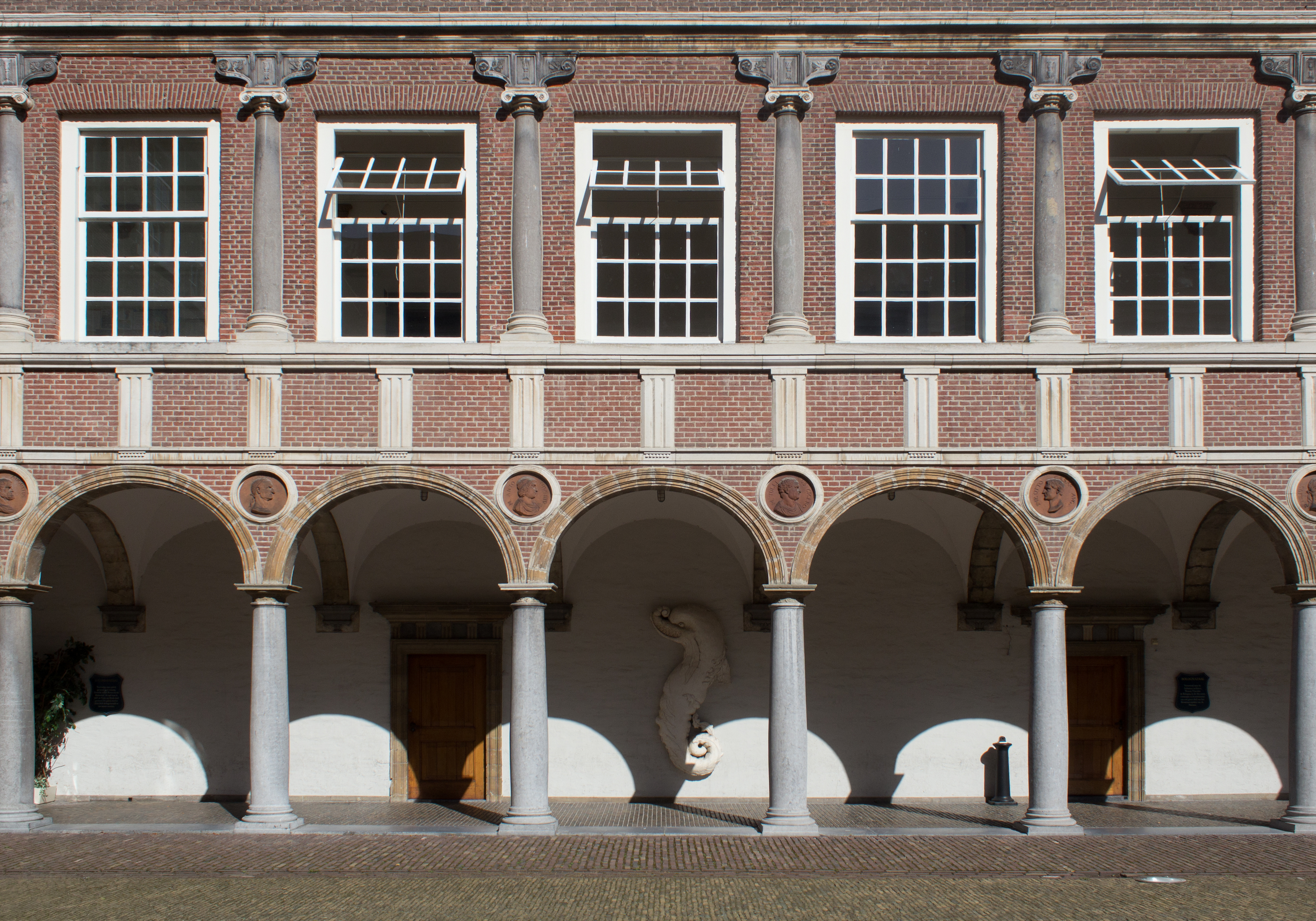
Façade de la cour du, construit vers 1536.

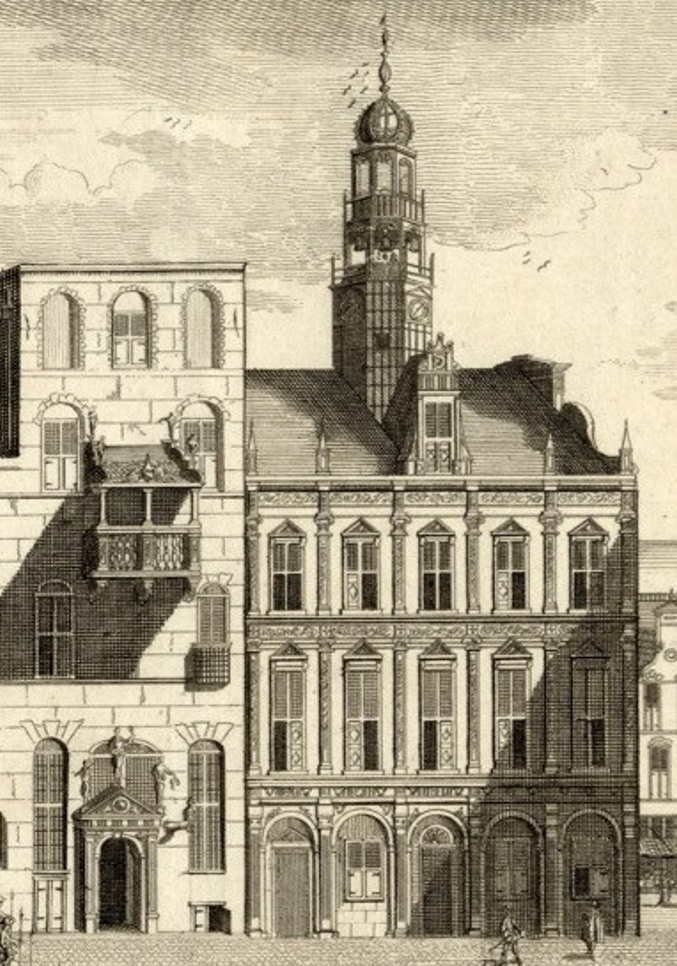
Détail d'une gravure représentant l' construit par en 1547.

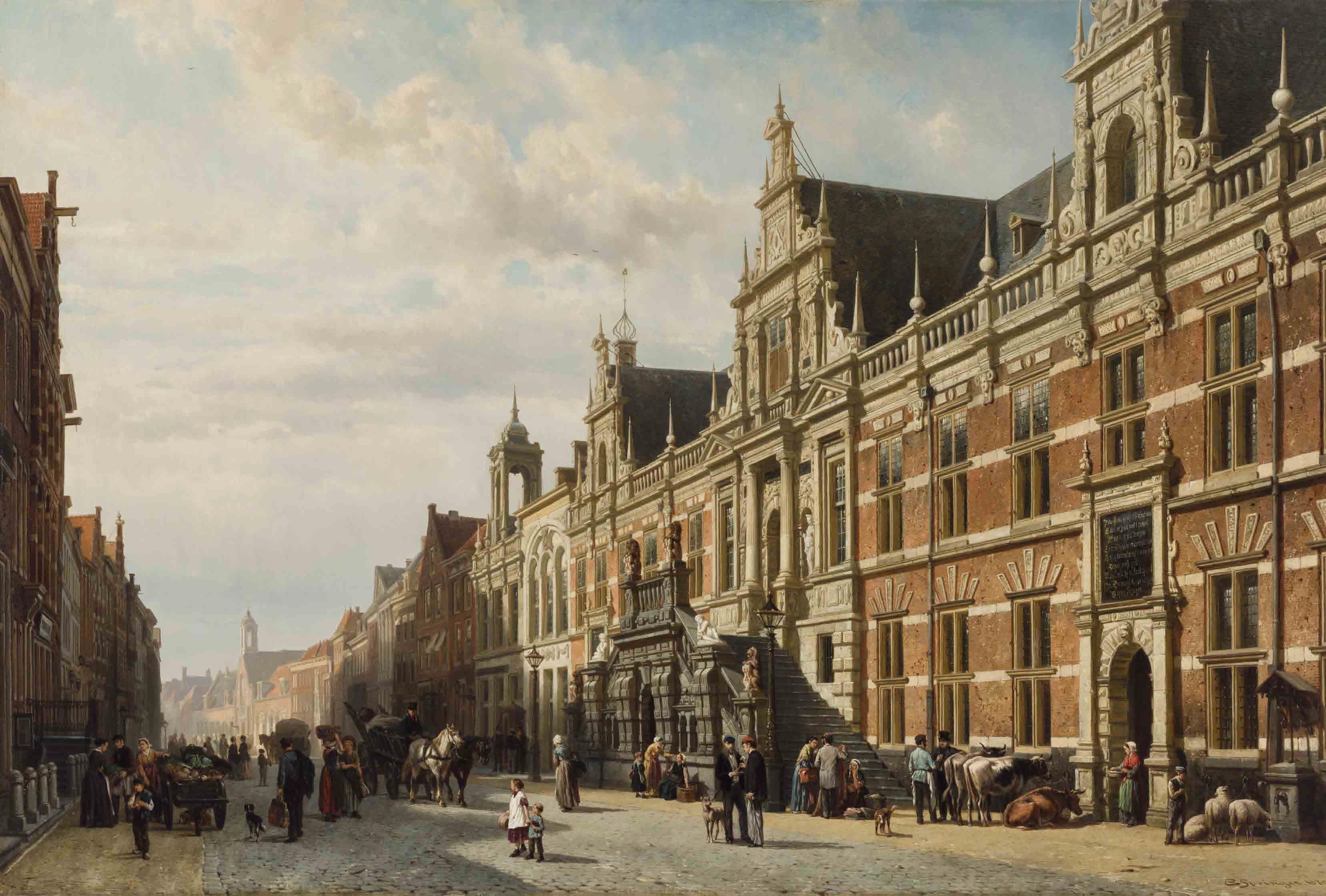
L'hôtel de ville de Leyde achevé en 1600 par Lieven de Key, peinture de Cornelis Springer en 1870 (Het stadhuis te Leiden).

La Renaissance constitue à la fin du XVe siècle et au XVIe siècle une période de bouleversement culturel, accompagné d'une grande effervescence artistique, qui se traduit également dans la construction étant donné que la conception même de l'architecture était amenée à changer.
Durant cette période, de 1566 à 1579, les néerlandais, devenus en grande partie protestants (en majorité calvinistes), devront lutter contre les Espagnols, ceux-là soucieux d'annihiler cette nouvelle religion vue comme une hérésie. C'est également la lutte pour l'indépendance, et les Pays-Bas la paieront cher, puisque le pays ne sera plus à l'issue des combats qu'une terre dévastée par la guerre, mais du fait des destructions importantes dans certaines villes, ces dernières durent fournir un formidable effort de reconstruction, qui renouvela parfois totalement le paysage urbain de certaines cités. Ces luttes aboutiront à la création de la république des Provinces-unies en 1581, fédérant 7 provinces et formant une entité indépendante de la monarchie espagnole.
L'opposition entre une Flandre catholique et les Provinces-unies protestantes doit toutefois être nuancée, au regard des larges communautés catholiques subsistant dans les Pays-Bas septentrionaux, notamment en Hollande, où elles se concentrent surtout à Haarlem, mais également à Utrecht ou encore à Bréda.

### La lente assimilation de formules ornementales nouvelles
Cependant, malgré le bouillonnement artistique et intellectuel survenu avec la Renaissance, en architecture, une compréhension étroite de cet apport le limita trop souvent à l'inclusion d'arabesques, de grotesques ou de beaux frontispices à l'antique au sein d'une architecture restée fidèle à elle-même. En effet, la Renaissance ne fut pas toujours bien comprise par les bâtisseurs qui n'en percevaient que le sens ornemental et non pas architectural à proprement parler, les efforts fournis par les architectes tout comme les commanditaire afin de suivre ce qui n'était perçu que comme une mode italienne dans le goût du jour conduisait bien souvent à des erreurs d'interprétation. De plus, les édifices bâtis à cette époque présentaient systématiquement un ou plusieurs pignons droits ou à gradins profondément liés aux traditions constructives et ornementales néerlandaises. Le décor, souvent pittoresque, assimilable aux productions allemandes, a donc subi bien plus de changements que la manière d'édifier et de distribuer les édifices ; ainsi par exemple, un des derniers architectes gothiques, Rombaut Keldermans (en), se mit à orner ses édifices de conception médiévale d'ornements antiques. Ce sont Sébastien van Noyen et Guillaume van Noort (nl) qui s'évertuèrent les premiers à renouveler le répertoire ornemental de l'architecture néerlandaise, introduisant les pilastres ornés de grotesques, les frontons à coquille. La composition des façades évolua également grâce à eux, l'inspiration provenait des châteaux de la Loire où la division des façades en panneaux était particulièrement marquée Les entrelacs de pierre étaient particulièrement prisés au Pays-Bas, formés par des lanières de cuir enlacées, en motif de cuir découpé, qui pouvaient dessiner le profil délicat d'un pignon chantourné.
Contrairement aux autres territoires européens, peu de constructions monumentales ou luxueuses ont été élevées aux Pays-Bas. Le beau n'était en effet recherché dans l'architecture civile que par la simplicité, la sincérité des formes et par le jeu subtil des proportions. Malgré cela, aux Pays-Bas, il n'y a pas eu à proprement parler de phase classique ou sévère dans l'architecture de la Renaissance, à l'exemple de l'architecture de Philibert Delorme en France, puisque le classicisme hollandais ne s'imposa qu'une fois la Renaissance achevée, bien que ce classicisme ait pu être esquissé par des architectes comme Hendrik de Keyser, concepteur notamment de l'ancienne Bourse d'Amsterdam (nl) construite entre 1608 et 1611.

#### Les recueils de modèles
Comme presque partout en Europe, les catalogues de planches architecturales imprimées ont été d'une grande utilité dans l'assimilation des nouveaux principes architecturaux, ou à défaut des formules ornementales antiquisantes. Architectura, publié à Anvers en 1563 par le peintre et architecte néerlandais Hans Vredeman de Vries, en constitue un exemple célèbre. De Vries commença à publier des recueils de modèles à partir de 1555, son Architectura sera traduit en français en 1577. Il y évoque notamment les particularités locales néerlandaises : « Nous avons d'autres conditions dans nos anciens Pays-Bas, surtout dans les villes marchandes où les terrains sont étroits et coûteux », préconisant ainsi la réinterprétation des modèles italiens par les architectes nordiques. De même, il encourage également l'usage de la polychromie architecturale, par l'emploi concomitant de la pierre et de la brique, se référant aux traditions constructives et décoratives des Pays-Bas.

### Architecture civile et génie civil

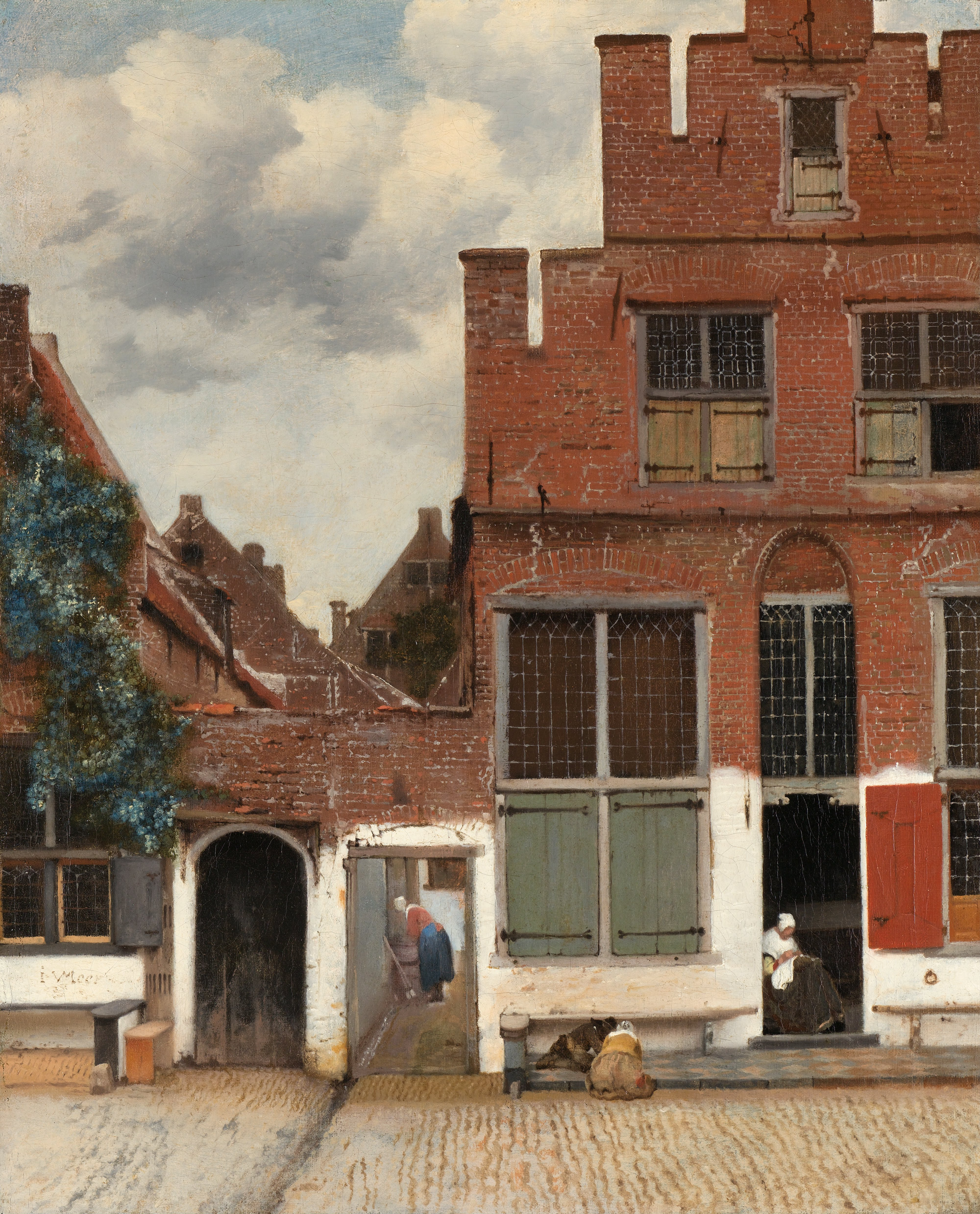
La Ruelle, peinte par Vermeer vers 1658, représentant une ruelle ainsi qu'une maison datant de la Renaissance, aujourd'hui détruite, de Delft.

Le château de Breda (nl) est un exemple d'architecture civile de la Renaissance aux Pays-Bas, il fut bâti vers 1536 sur les plans d'un architecte italien originaire de Bologne qui importa de fait un classicisme encore très rare à cette époque dans les contrées septentrionales.

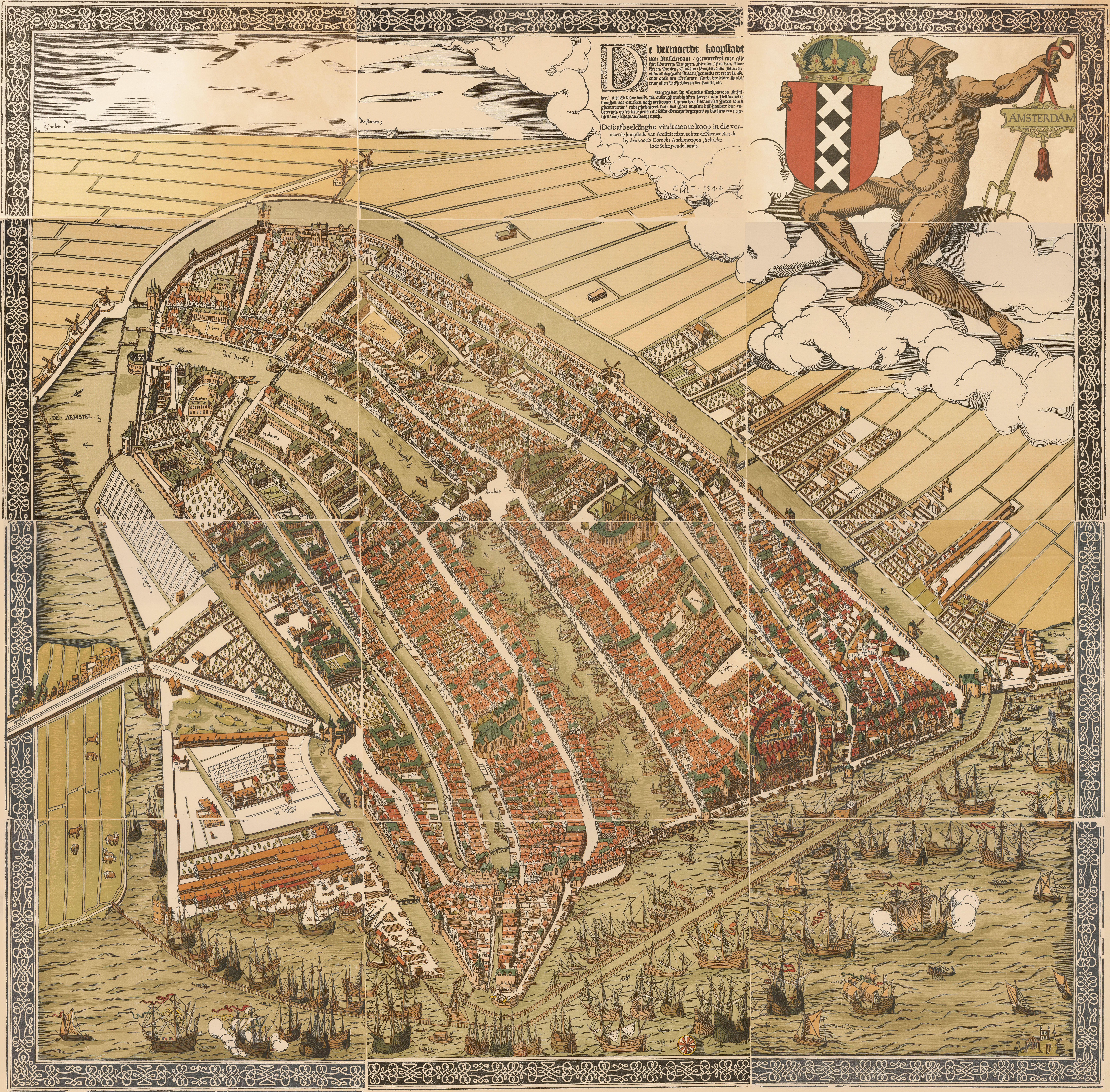
Gravure sur bois représentant Amsterdam en 1544.

L'architecture civile connut un premier essor au XVIe siècle, du fait du développement du commerce dans les principales villes, mais également du fait d'une immigration importante vers le nord des Pays-Bas, à cause des guerres de religion et de la révolte contre les Espagnols. Cette poussée démographique due à l'immigration de flamingants et de francophones issus des provinces du Sud ainsi qu'à l'essor du commerce entraina le doublement de la population de Leyde au XVIe siècle, et un accroissement important du nombre d'habitants à Amsterdam à cette même époque. C'est durant cette période que les villes commencèrent, dans une optique de réaménagement urbain, à creuser en leur sein des canaux, servant au drainage des terres et au transport de marchandises et de personnes. Sur le plan d'Amsterdam présenté ci-contre, l'importance des canaux au sein de la ville est manifeste. Le plus important d'entre eux était celui de l'Amstel, traversant la ville en son centre, avec au nord le Damrak, formant un véritable port intérieur, au sein de la ville (la zone fut asséchée ultérieurement). Quant au canal ceinturant la ville, le Singel, il faisait à l'origine partie intégrante du système défensif, au-delà duquel s'étendit la ville à partir du XVIe siècle. Cependant, c'est au XVIIe siècle que se développeront pleinement ces réseaux de canaux, avec notamment le percement à Amsterdam de l'Herengracht, du Keizersgracht et du Prinsengracht.
Ces canaux étaient bordés d'étroites maisons construites en brique, cependant il se rencontre le plus fréquemment de nos jours des maisons du XVIIe siècle, du XVIIIe siècle ou encore du XIXe siècle, mais les édifices datant de la Renaissance sont bien plus rares. La Ruelle (ou Façade de maison hollandaise), peinte vers 1658, représente ainsi l'archétype de la maison hollandaise de la Renaissance, construite en brique, au rez-de-chaussée crépi de blanc, s'enorgueillant d'un pignon découpé et de fenêtres vitrées à petits carreaux. Une harmonie naturelle entre les teintes rouges et sombre en avant d'un ciel chargé se dégage de cette œuvre, si caractéristique du paysage urbain néerlandais.

#### Poldérisation
C'est aussi à partir de la Renaissance que la poldérisation, employée depuis le Moyen Âge, fut pleinement mise en œuvre et permit de récupérer de nombreuses terres. Ainsi, plus de 45 000 hectares furent mis en valeur entre 1565 et 1615. Les polders stricto sensu ne sont pas considérés comme intégrant le domaine du génie civil, contrairement aux canaux de drainage, aux écluses et aux digues nécessaires à leur création. À la suite d'incursions successives de la mer du Nord en Hollande et en Zélande entre le XIIe siècle et le XIVe siècle, les cultivateurs durent élever des digues destinées à fortifier les dunes existantes, ce travail fut poursuivi ardemment à la Renaissance mais il n'était possible que d'enlever l'eau en excès dans les terrains marécageux. L'assèchement sera rendu possible par la construction de moulins à vent, mais qui ne seront employés qu'à partir du XVIIe siècle, permettant notamment le pompage des lacs intérieurs,,.

### Édifices religieux
Le protestantisme, d'obédience calviniste, qui gagna les Pays-Bas à partir de la première moitié du XVIe siècle eut une influence notable sur l'évolution de l'architecture. Cela se traduisit par le dépouillement des églises de tout ornement (tout décor peint fut enduit, les vitraux retirés) et les nouvelles constructions, y compris profanes, firent disparaître le décor exubérant qui avait pu s'afficher au début de la Renaissance. Un nombre très élevé d'œuvres d'art furent détruites lors du déchaînement des iconoclastes à partir de 1506 ; les églises n'ont pas été nécessairement démolies, mais les statues, les vitraux, les tableaux qu'elles abritaient ont été systématiquement détruits. Lorsque le protestantisme s'installa définitivement aux Pays-Bas à partir de 1536, les églises catholiques furent transformées en temples protestants, mais les églises gothiques se prêtaient mal à leur nouvelle affectation car le temple ne se constitue que d'une grande salle, et n'a donc pas besoin de bas-côtés, des chapelles ou d'un chevet. Les parois des églises gothiques transformées sont nues et blanches, les chapelles et le chevet ont été détruits ou bien simplement fermés. Dans la nef et le transept, les bancs sont disposés en amphithéâtre. Bien souvent, les arcatures, les bases, les fûts, les chapiteaux des colonnes sont masqués ou bien mutilés.

### Édifices publics

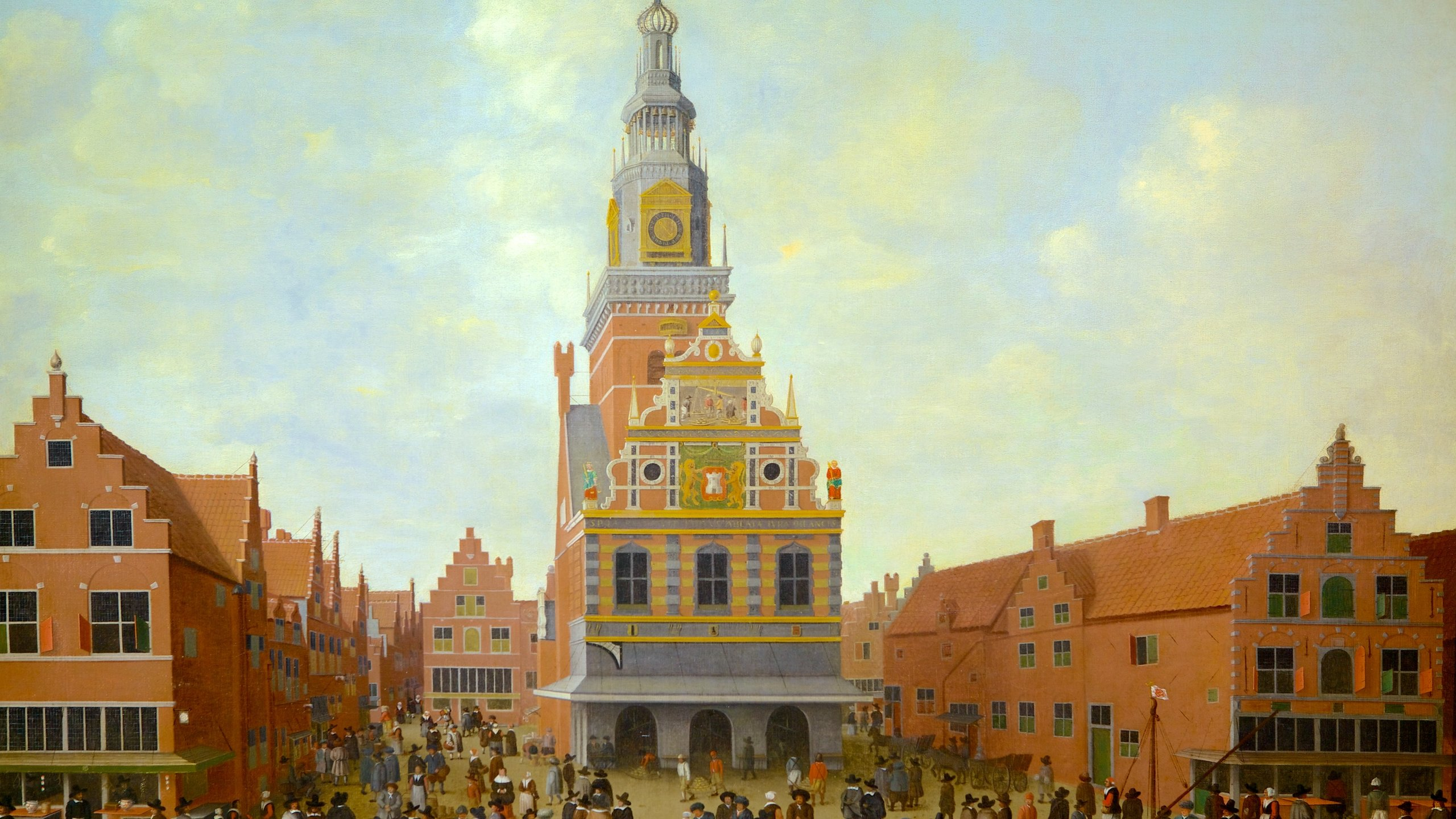
Le Poids public d'Alkmaar, cet édifice a été construit à la fin du XVIe siècle, peintre inconnu.

La halle aux viandes (Vleeshal) de Haarlem, construite en 1603.

La bourse d'Amsterdam construite entre 1608 et 1611 par Hendrik de Keyser, peinte par Job Berckheyde vers 1670, toile conservée au Musée Boijmans van Beuningen, à Rotterdam.

Si l'architecture néerlandaise était encore tributaire de ses voisins au début de la Renaissance, vers la fin du XVIe siècle, elle commence à se démarquer et à prendre un chemin singulier. De nouveaux édifices publics voient le jour, tels que les maisons des poids et mesures (Stadswaage), les hôtels de la Monnaie (s’Ryks Munt), les Bourses des fromages (Käsewaag) ou encore les halles aux viandes (Vleeshal). Les monuments les plus importants seront les hôtels de ville, les poids publics et les marchés généraux, qui seront parés d'un décor très riche, dont l'ornementation tendant vers le baroque se concentrera au niveau des pignons à gradins ou à volutes, à l'exemple de la Vleeshal (halle aux viandes) de Haarlem, construite en 1603 par Lieven de Key. Dans cette dernière, l'architecte prit soin d'animer la façade par l'usage conjugué de la brique et de la pierre, cette dernière étant employée en bossages au niveau des encadrements de la porte, des fenêtres et des chaînages d'angle. Située sur le vieux marché (Oude Grœn Markt) entre l'église Saint-Bavon et l'hôtel de ville, la Vieille Boucherie constitue le monument le plus célèbre d'Haarlem. Une description en est donnée dans un article du Tour du Monde daté de 1895, elle s'accompagne d'une curieuse interprétation architecturale : « Les lignes des frises s'incurvent à leurs extrémités en forme de proue, sur lesquelles se dressent une quantité de pyramidions à tige frêle, à base renflée. De grosses têtes d'animaux [de bœufs et de moutons] placées au-dessous de ces frises donnent à l'ensemble un caractère très accentué d'art oriental, qu'on dirait inspiré par les temples de Java ou d'Angkor. ». L'Indonésie (comprenant l'île de Java) ne deviendra progressivement colonie hollandaise qu'à partir de 1605, et il faut attendre 1750 pour que l'île de Java soit dominée par les néerlandais. Quant aux temples d'Angkor, ils ne seront redécouverts par les Européens qu'à partir des années 1860.
C'est également durant la Renaissance que sont construits l'hôtel de ville d'Utrecht (nl)(1547) et surtout celui de Leyde, en 1595, par Lieven de Key. Leyde connaissait alors une période de grande prospérité (due à son activité florissante de commerce du textile), et se devait d'exposer sa puissance en modernisant ses édifices publics, dont le plus important est bien sûr la mairie. Lieven de Key dessina alors pour cette dernière une nouvelle façade dont le décor exubérant emprunte ses motifs à la Renaissance italienne réinterprétée selon le goût hollandais (comprenant des ornements classiques, comme des colonnes et pilastres cannelés, des frontons triangulaires, des balustrades, alliés à un décor issu des traditions locales, tels que les opulents pignons à volutes qui marquent les entrées).

#### Usage des matériaux
Lorsqu'un édifice devait être agrémenté de sculptures, les Néerlandais employaient le plus souvent un grès jaune, simple à travailler pour des ornements qui ne demandent pas beaucoup de finesse d'exécution, comme les pilastres, les bandes, les corniches. Ces pierres, qui étaient extraites de carrières allemandes, se divisaient en deux types : le grès dur et brun, provenant des carrières de Dullewanger, et le grès clair et tendre, provenant de Brême. La construction et la décoration en brique était parfaitement maîtrisé par les constructeurs néerlandais dans un pays où la pierre manque absolument. La brique pouvait être employée comme une mosaïque polychrome, ou bien utilisée en saillie, pour former des moulures simples, des bandeaux ou des corniches plus élaborées. La pierre pouvait cependant avoir sa place dans les chaînages d'angle, sur les bandeaux ou encore sur les archivoltes des arcs. Il peut y avoir un certain air de parenté entre les édifices construits à la Renaissance dans les régions du Nord de l'Europe (nord de la France, Pays-Bas, Angleterre, Allemagne, Suède), puisque se généralise alors l'emploi d'un appareil polychrome en brique et en pierre et de bossages rustiques, ainsi que l'accent mis sur les lucarnes et les pignons. Un décor foisonnant ainsi qu'un compartimentage des façades permet de rattacher beaucoup de ces réalisations au maniérisme nordique, qui se développe essentiellement à partir de 1565, constituant la dernière phase dans l'architecture de la Renaissance avant le passage à l'architecture classique.

### Mobilier
C'est à partir du XVIe siècle que les intérieurs cossus hollandais commencent à s'orner de carreaux de Delft disposés sur les murs qui accompagnent les traditionnelles boiseries en chêne. Les meubles néerlandais de la Renaissance prennent leur inspiration des modèles italiens, mais font preuve d'une grande finesse d'exécution. Les grands coffres issus des traditions médiévales prédomine encore, ils sont souvent flanqués de demi-colonnes, et s'accompagnent souvent de motifs à profils d'hommes et de femmes cernés de rinceaux et de feuillages. Les fauteuils prennent quant à eux plus de légèreté, avec l'apparition des pieds tournés, les accotoirs s'incurvent et reposent désormais généralement sur des colonnettes. D'autres meubles prennent davantage d'importance, comme les grandes tables à rallonges à pieds tournés et renflés, les lits d'angle ornés de lambris formant des panneaux décorés d'arabesques, les sièges à haut dossier au décor de marqueterie géométrique, présentant encore quelques réminiscences gothiques. L'influence espagnole est assez peu importante et ne se remarque que dans le détail de sculptures géométrisantes.

### Liste d'architectes néerlandais de la Renaissance
Jacob van Aaken (nl) ; Joost Jansz. Bilhamer (nl) (1541-1590) ; Cornelis Bloemaert (±1540-1593) ; Cornelis Frederickszn (nl) ; Jan Heyns (nl) ; Alaert du Hamel (1449-±1509) ; Lieven de Key (±1560-1627) ; Hendrick de Keyser (1565-1621) ; Guillaume van Noort (nl) (?-1556) ; Hans Vredeman de Vries (1527-±1607).

## XVIIesiècle

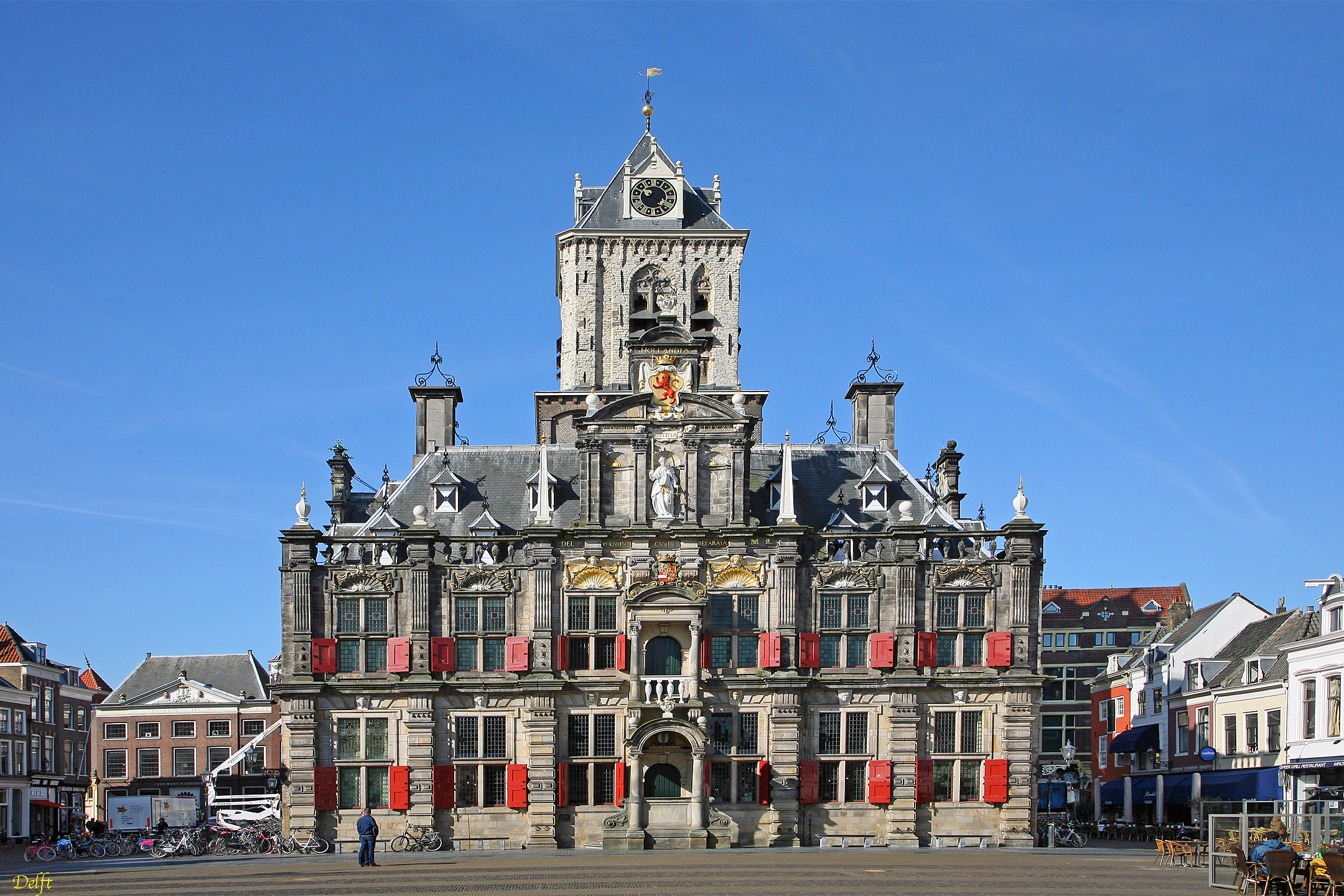
Hôtel de ville de Delft, reconstruit en 1618 par Hendrik de Keyser. Il s'y retrouve tout le répertoire décoratif de la Renaissance, l'architecte ne se plie pas encore aux règles strictes du classicisme hollandais.

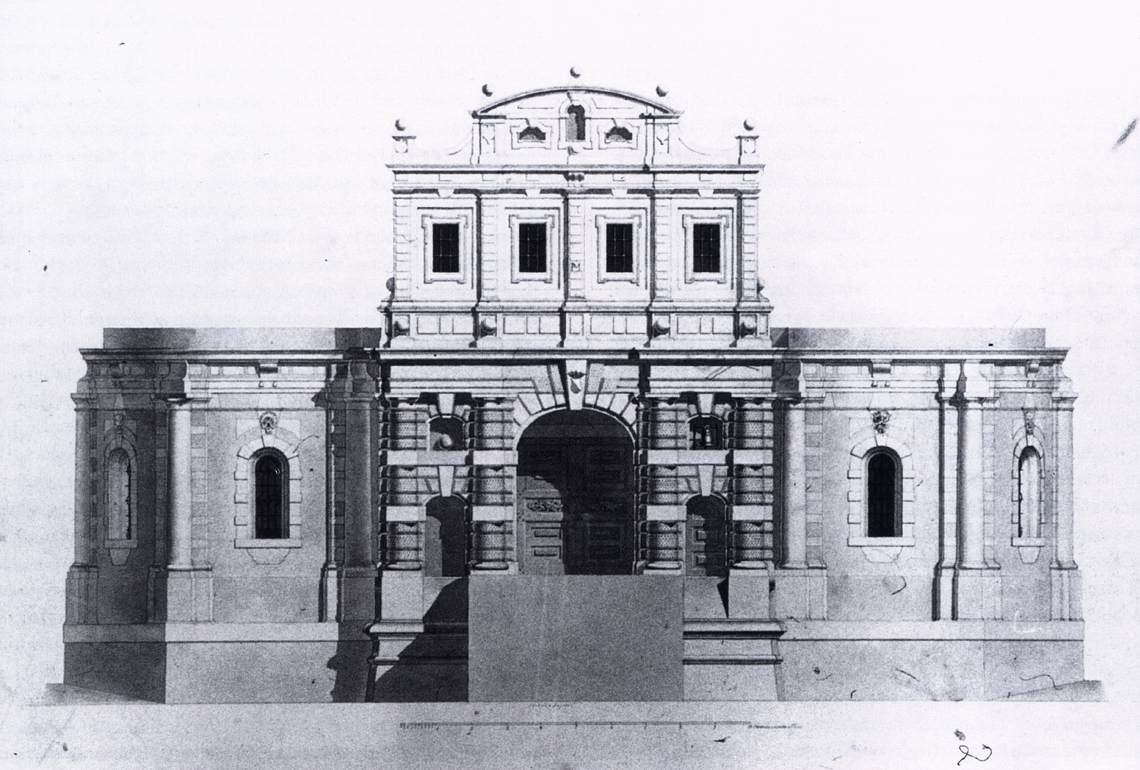
Elévation de la (1621-1625).

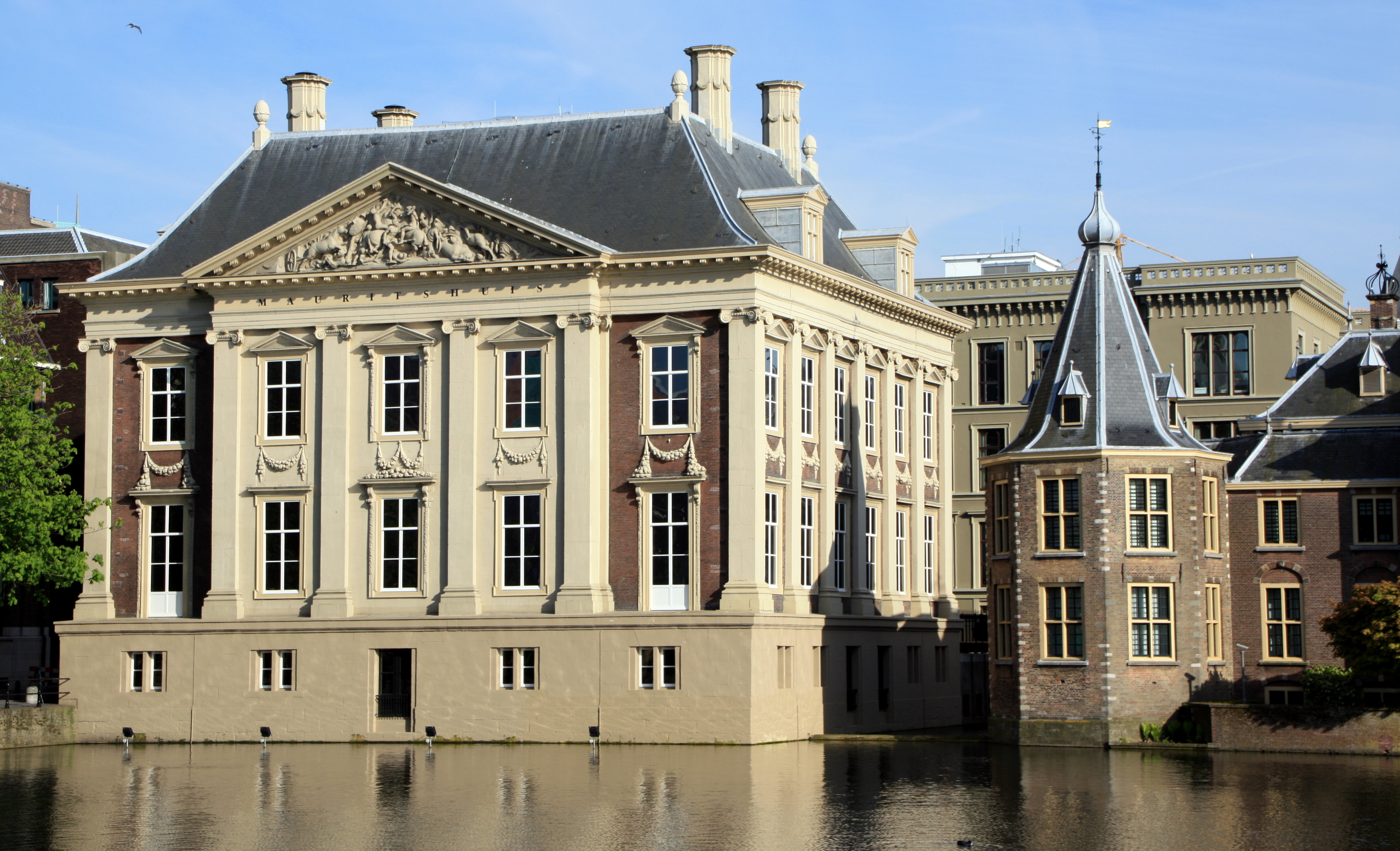
La Mauritshuis, à La Haye, construit en 1644, d'inspiration paladienne.

Au XVIIe siècle, le siècle d'or hollandais, la peinture tend à prendre le pas sur tous les autres arts. Néanmoins, c'est durant ce siècle que va se développer en architecture le classicisme hollandais, incarné par Jacob van Campen, qui prédominera aux Pays-Bas durant presque trois siècles. Le classicisme hollandais ne couvre théoriquement que le XVIIe siècle, et prend fin avec la phase tardive (1665-1700) désignée sous le nom de style Strakke. Cependant, l'architecture du XVIIIe siècle et d'une grande partie du XIXe siècle constituent un prolongement de cette architecture très adaptée au caractère tempéré des néerlandais. Malgré la grande place donnée à la peinture, l'activité des constructeurs néerlandais au XVIIe siècle est très importante, étant donné la puissance et la richesse qu'acquièrent à cette époque les Provinces unies, qui viennent tout juste de se libérer du joug espagnol. Par ailleurs, la guerre de Quatre-Vingts ans (1568-1648) entre les Provinces-Unies réunies par l'Union d'Utrecht de 1579 et les Provinces du sud catholiques fait des ravages aux Pays-Bas septentrionaux, favorables à la liberté de conscience. La Hollande, c'est-à-dire les Provinces-Unies, devient au XVIIe siècle la nation la plus riche d'Europe, par ailleurs Amsterdam devint au cours de ce siècle le nouveau centre de crédit du continent et c'est dans la nouvelle banque centrale publique fondée en 1609 que s'échangeaient les actions des grandes compagnies coloniales anglaises, hollandaises et françaises, ainsi que les prêts octroyés par la ville et l'État. Ainsi, comme l'écrivait l'historien anglais Barbour en 1963 : « Là où on investissait les capitaux hollandais, on asséchait les marécages, on ouvrait des mines, on exploitait des forêts, on faisait tourner des moulins, et on créait des compagnies marchandes. ».

### Développement d'un classicisme architectural
Si l'influence du baroque romain au XVIIe siècle est très sensible dans les Pays-Bas méridionaux catholiques, c'est l'influence de l'architecture vénitienne, celle qui a été marquée par Andrea Palladio et par Vincenzo Scamozzi, qui va bien mieux s'acclimater aux Pays-Bas septentrionaux alors majoritairement calvinistes, et qui bien sûr ne souhaitent pas adopter l'architecture de la contre-réforme. L'architecture classique française jouera également un rôle important dans la redéfinition de l'architecture néerlandaise. Cette volonté de parvenir en architecture à un classicisme strict n'est pas tant un désir de se conformer aux canons esthétiques de l'antiquité gréco-romaine qu'un souhait d'ajuster la construction à l'austérité et la sobriété de la nouvelle religion protestante, mais également d'exposer la rupture des Provinces-Unies avec le féodalisme incarné par l'architecture baroque, le rappel du classicisme à l'Antiquité classique pouvant aussi bien évoquer la République romaine que la démocratie athénienne. Ce classicisme se manifesta dès les années 1620, avec la porte Sainte-Catherine d'Utrecht (nl), aujourd'hui détruite, et prend réellement son essor à partir de la mort du prince Maurice de Nassau en 1625, qui marque la fin d'une époque pour les Pays-Bas septentrionaux et l'entrée véritable de ces derniers dans le XVIIe siècle.

### Édifices religieux
Les édifices religieux prennent également le parti classique, comme à la Nouvelle église luthérienne d'Amsterdam (nl) construite en 1668 par Adriaan Dortsman (en) sur un plan circulaire est, avec sa haute coupole, un compromis entre baroque et classicisme austère. À la Nouvelle église de Haarlem (nl), bâtie en 1645, Jacob van Campen opte au contraire pour un plan en croix grecque inscrit dans un carré. Les temples, construits en grand nombre, voient leur type fixé par Hendrick de Keyser, qui opte pour le plan centré. Ce modèle spécialement créé pour les églises protestantes essaimera non seulement en Hollande mais également le long des régions côtières allemandes, jusqu'à Dantzig (Gdańsk). La Westernkerk d'Amsterdam, construite par Hendrik de Keyser en 1620 sur un plan en croix grecque, a en fait servi d'exemple. Ces temples, d'aspect sévère, aux formes simplifiées, présentaient un décor à l'antique, à l'opposé des quelques églises baroques qui sont construites. Cependant, ce décor s'inspire encore, dans la première partie du XVIIe siècle, du vocabulaire ornemental souvent fantaisiste de la Renaissance. C'est toutefois le plan et le projet d'ensemble de de Keyser qui, au-delà du décor, a eu une influence prépondérante sur l'architecture religieuse protestante néerlandaise,.

### Édifices publics

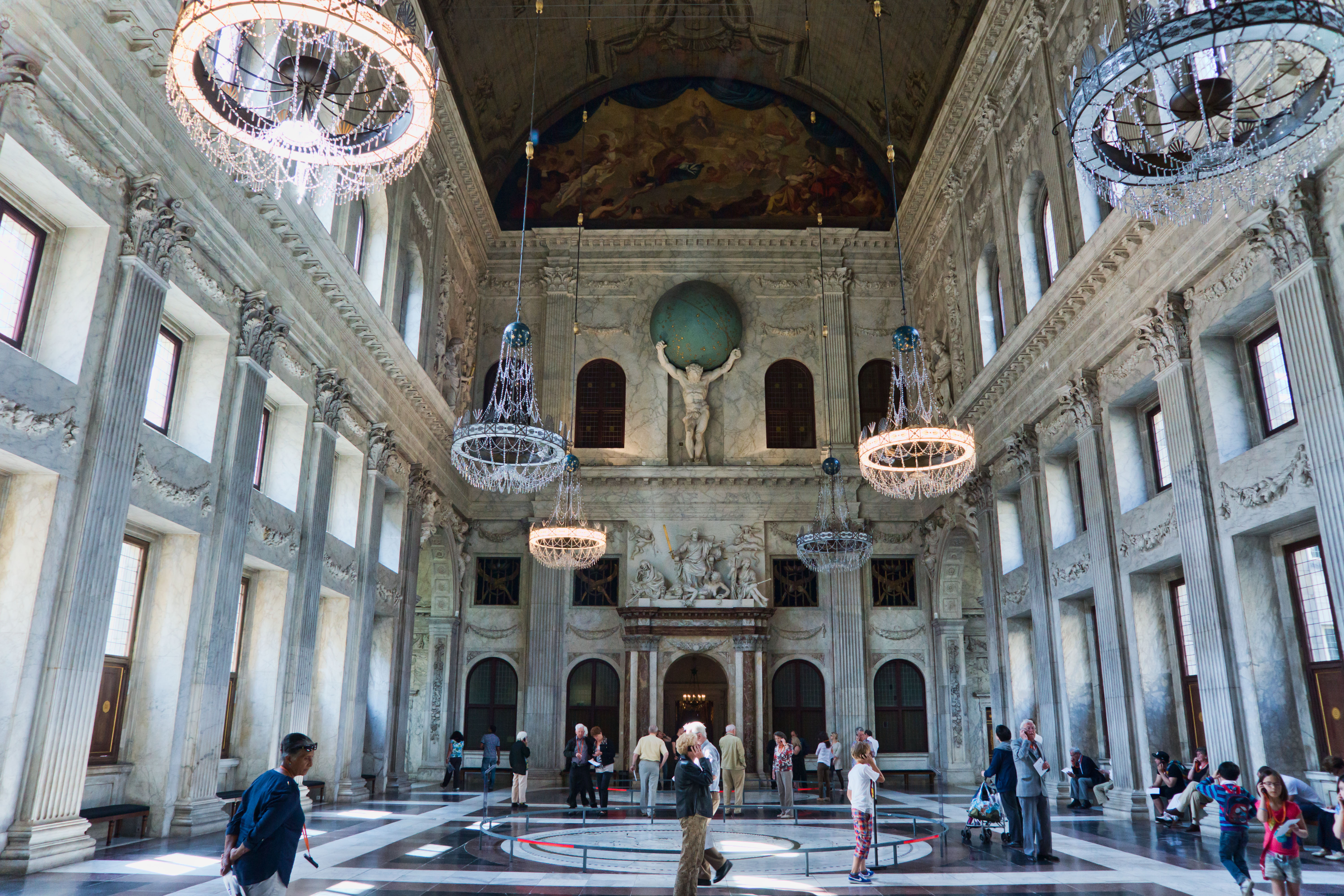
L'hôtel de ville d'Amsterdam (1648-1665), vue de la salle principale (Burgerzaal) conçue en longueur comme une basilique antique, à laquelle la décoration classique faite d'un ordonnancement de pilastres corinthiens fait également écho.

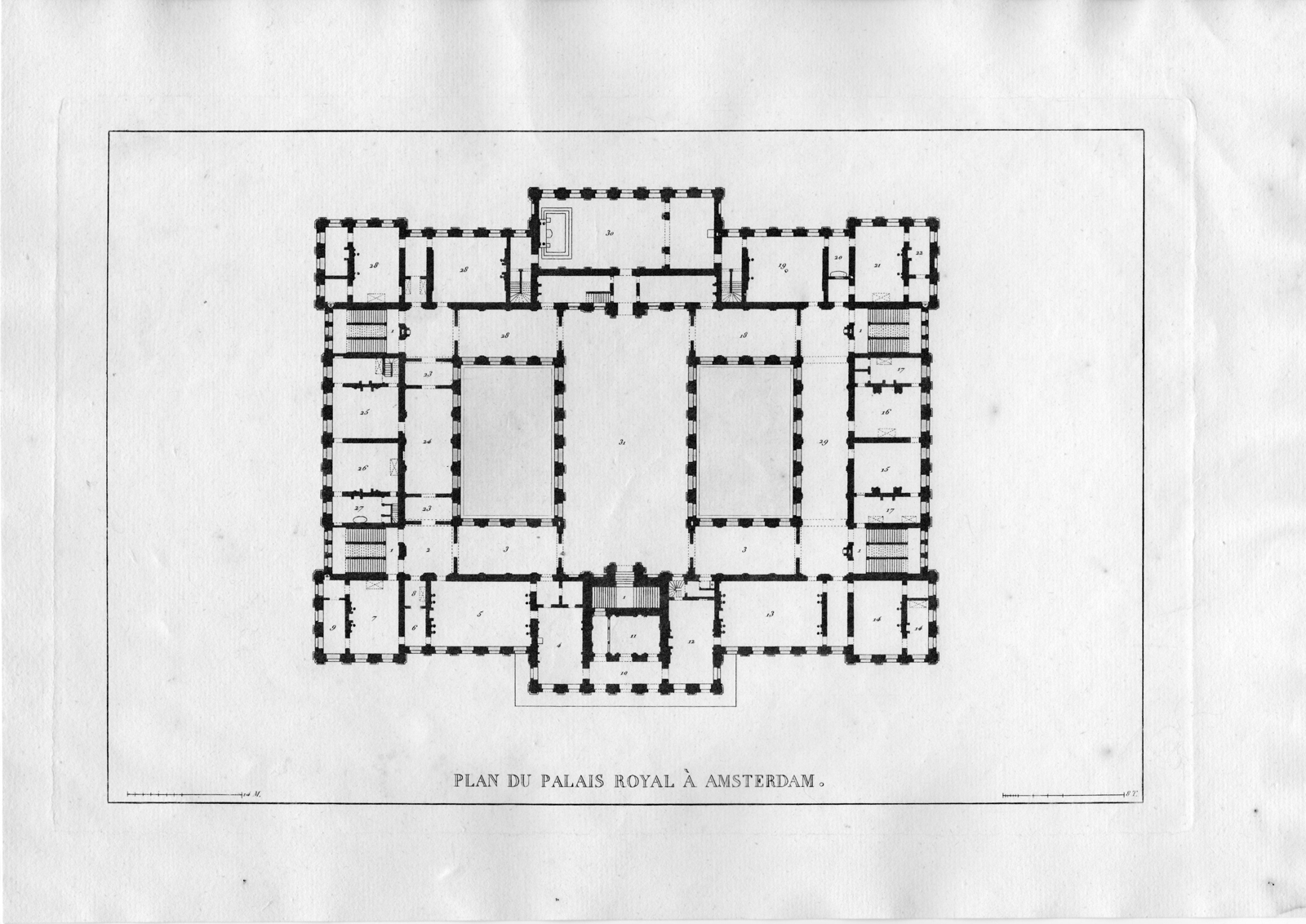
Plan du rez-de-chaussée de l'hôtel de ville d'Amsterdam.

À l'hôtel de ville d'Amsterdam (construit à partir de 1648), chef-d'œuvre de Jacob Van Campen, ce dernier doit adapter l'inspiration des maîtres vénitiens à un programme de grande ampleur. Dans cet édifice, Van Campen fait preuve de beaucoup de retenue ornementale, alors que l'usage de la pierre lui aurait permis de garnir les façades d'un décor abondant, fréquent dans les provinces du Sud. Ici, il choisit de mettre en valeur la partie centrale par un grand fronton, et à l'intérieur, de ne pas céder à la théâtralisation excessive de l'espace, en adoptant une logique de distribution claire, et en ne créant pas d'entrée grandiose en conformité avec l'esprit démocratique hollandais. Cet édifice permet également d'affirmer la puissance sans équivoque d'Amsterdam au sein des Provinces-Unies, et même à l'échelle mondiale, puisque c'est à partir du XVIIe siècle qu'Amsterdam devient véritablement le plus grand entrepôt du monde et le pivot du commerce international grâce à la situation de son port, au centre des échanges avec la Scandinavie et les pays de la Baltique, servant également de plaque tournante pour les céréales de la Baltique, le hareng de la mer du Nord, les peaux et le bois de Russie. Pour la conception de cet hôtel de ville, Jacob van Campen s'inspirait certes de l'architecture d'Andrea Palladio, à l'instar d'Inigo Jones en Angleterre, mais était surtout marqué par son disciple, Vincenzo Scamozzi, auteur du traité Idea dell'architectura universale paru en 1615. Les réalisations de l'architecte anglais Inigo Jones étaient en effet légèrement antérieures à celles de Jacob van Campen, ainsi ce dernier a pu, en raison de la proximité entre l'Angleterre et les Pays-Bas, être influencé par Jones tout comme les architectes anglais se sont plus tard inspirés des productions néerlandaises, notamment de celles de l'architecte Philip Vingboons (cette inspiration se retrouvait en fait dès la Renaissance et les similitudes entre architecture anglaise et néerlandaises sont nombreuses).
Il existe aux Pays-Bas de nombreux exemples de cette architecture classique qui va rester en faveur jusqu'au milieu du XIXe siècle. Ainsi, dans les prospères cités néerlandaises fleurissent de nombreux édifices classiques, comme l'hôtel de ville d'Enkhuizen, réalisé en 1686 par Steven Vennecool (en). Delft et Haarlem, deux villes dont le commerce et l'industrie étaient en plein essor, connurent le même phénomène de modernisation des édifices publics, la mairie de Delft fut par ailleurs reconstruite après un incendie par Hendrik de Keyser en 1618, et la mairie de Haarlem s'enorgueillit en 1633 d'une façade classique dessinée par Lieven de Key, l'architecte de l'hôtel de ville de Leyde. Le poids public de La Haye, décoré par Rombout Verhulst de bas-reliefs illustrant des scènes de la vie hollandaise, peut également être cité.

### Palais

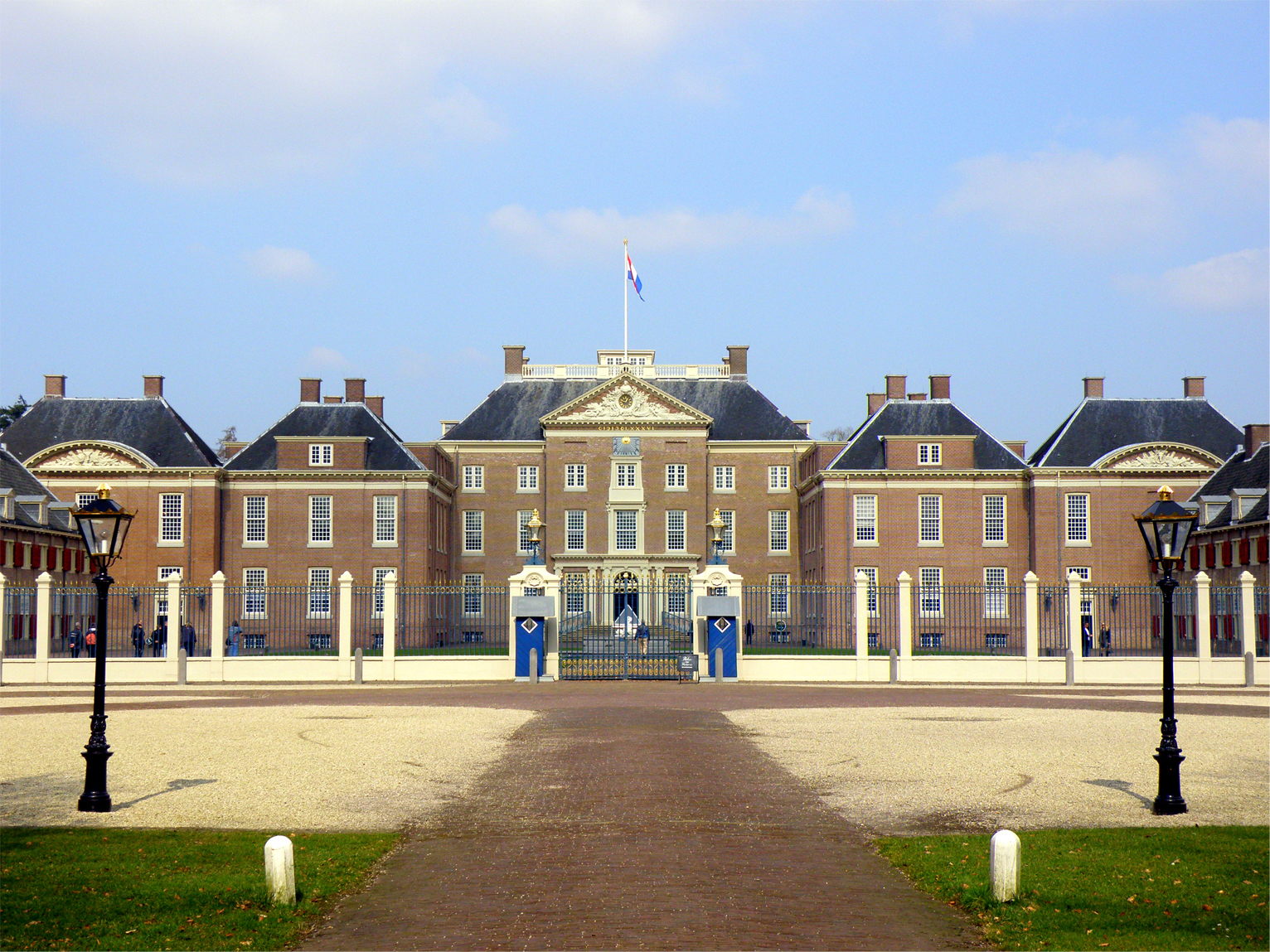
Le palais Het Loo, construit en 1686 à Apeldoorn (ailes latérales ajoutées en 1689).

Les palais de l'aristocratie aux Pays-Bas se singularisent par leur discrétion et leur sobriété presque sévère ainsi que par leur plan s'étendant en longueur. Cependant, le classicisme ne prend pas toujours le pas sur les traditions constructives, ainsi aucune saillie (comme les lourdes corniches fréquentes dans les palais italiens) ne vient masquer le grand toit, qui garde par ailleurs un rôle décoratif en plus d'être utilitaire. Les édifices civils sont alors généralement inspirés de l'architecture palladienne, comme à la Mauritshuis de La Haye par Jacob van Campen et Pieter Post, inspiré des villas construites par Palladio avec son ordonnancement classique comprenant des travées marquées par des pilastres d'ordre ionique colossal qui forment au centre de la façade donnant sur le canal un portique couronné d'un fronton. Malgré la modestie de cette construction, l'architecture classique (dont la Mauritshuis est le premier véritable exemple) permet d'affirmer la place nouvelle de La Haye, qui tente alors de s'imposer comme cité influente.

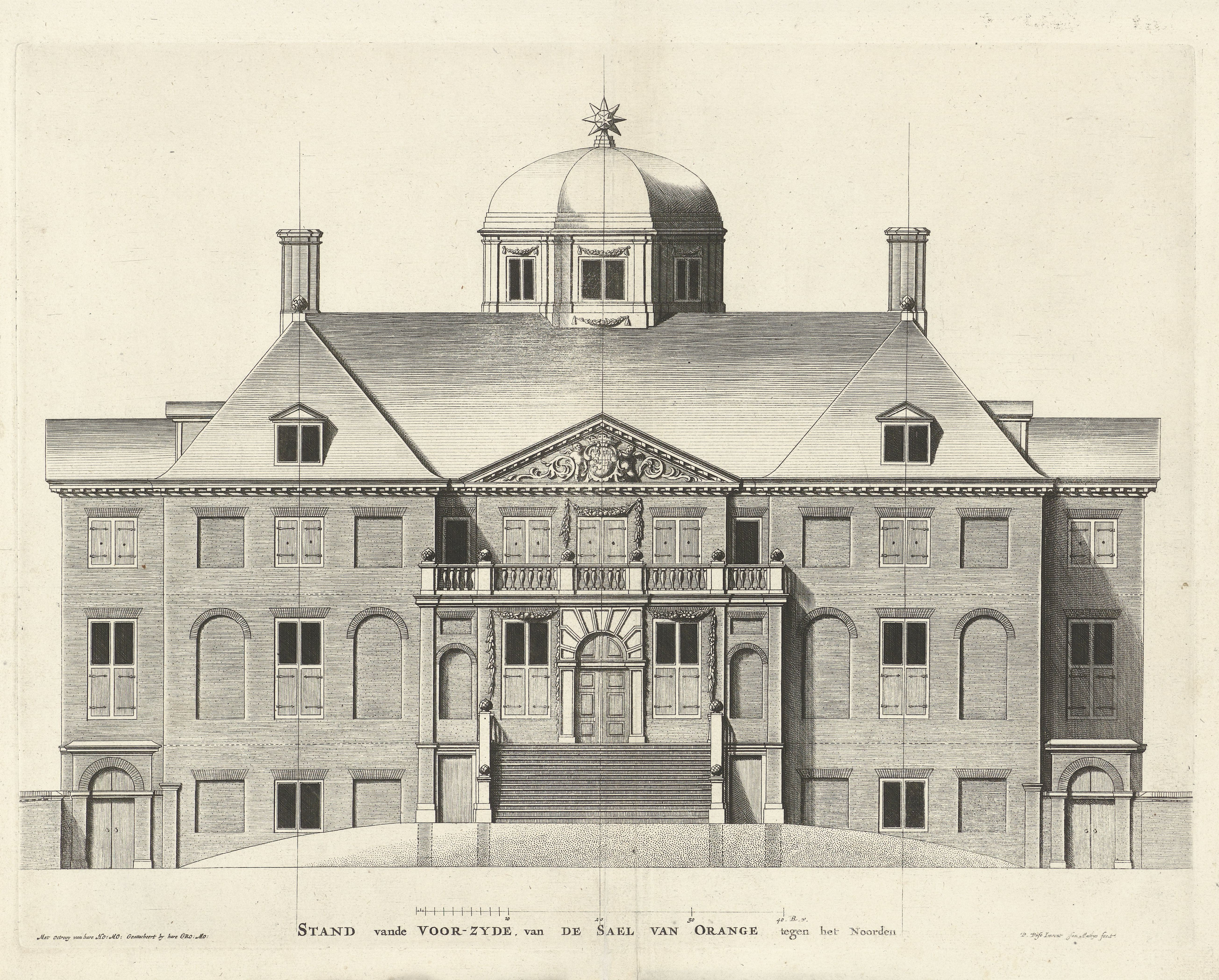
Façade avant de la Huis ten Bosch par Jan Matthysz. D'après un dessin de Pieter Post, 1655.

C'est par ailleurs à La Haye que sera édifié dans ce style classique hollandais, le palais Noordeinde (1639-1645), également réalisé par les architectes Jacob van Campen et Pieter Post, ainsi que la Huis ten Bosch, palais conçu par Post à partir de 1645 pour l'épouse de Frédéric Henri de Nassau. L'Oudezijs Voorburgwal, demeure construite en 1674 à Amsterdam par Philips Vingboons superpose quant à elle en façade deux rangées de pilastres doriques et ioniques selon les règles classiques sans autre ornementation qu'un alignement de guirlandes comme jonction entre les deux derniers étages, guirlandes également présentes sur le tympan du modeste fronton couronnant la partie centrale.

C'est à la fin du XVIIe siècle que Daniel Marot, huguenot réfugié aux Provinces-Unies après la révocation de l'édit de Nantes en 1685, introduira le style Louis XIV à La Haye, où il s'installe et où il conçoit la Trêveszaal au Binnenhof de 1696 à 1698. Il construira à Amsterdam la partie centrale de l'hôtel Huguetan en 1734, devenue Bibliothèque royale. Marot publiera également un recueil complet de gravures qui eut une grande influence sur la voie que prit par la suite le classicisme hollandais, se muant en une émanation baroque sévère, digne et puissante, toujours d'inspiration palladienne et scamozzienne. Cette architecture aura un grand succès auprès des constructeurs de palais amstellodamois et haguenois, en effet ces maisons patriciennes reprennent le type palatial et comportent ainsi de grandes cages d'escalier et des façades où l'usage de la pierre (ou d'un décor en stuc) est privilégié. 

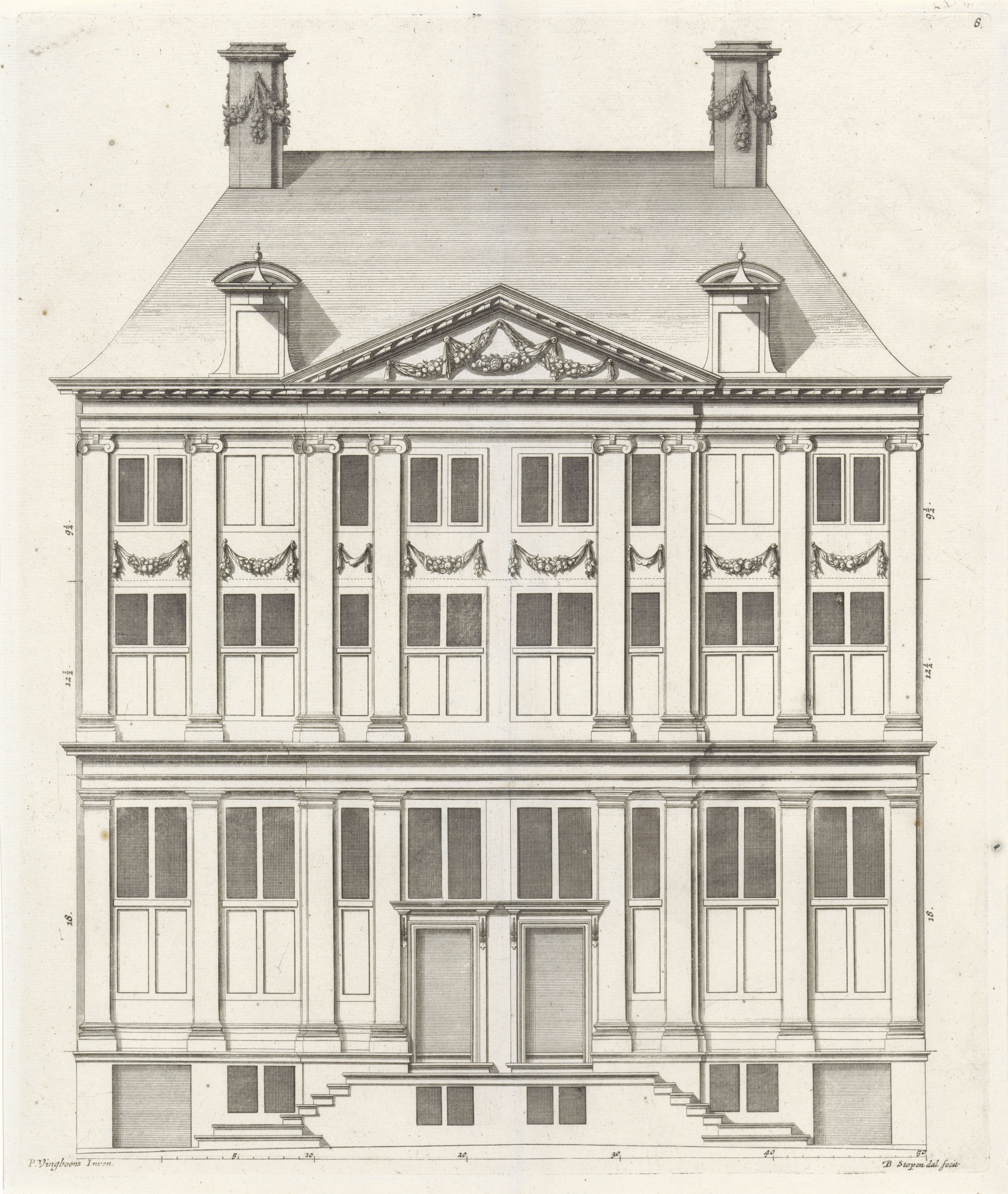
Palais de l'Oudezijs Voorburgwal, construit par Philips Vingboons à Amsterdam en 1674.

Des résidences de campagne d'inspiration palladienne sont également construites à travers le pays, mais en petit nombre, comme le Palais Het Loo, réalisé en 1686 par Jacob Roman (nl) et Daniel Marot pour le prince Guillaume III d'Orange, futur roi d'Angleterre, et qui se distingue par la modestie de son programme en comparaison avec les palais baroques bâtis partout en Europe à cette époque. Le palais, conformément au modèle palladien, est constitué de quatre niveaux, dont un sous-sol à deux-tiers de hauteur du niveau du sol, et son entrée principale est surélevée et accessible par un bel escalier. Si Het Loo dispose d'une cour d'honneur créées par des ailes construites en 1689 permettant d'apprécier l'édifice, la sobriété qui se dégage de cette construction donne l'impression d'une aimable dignité, d'une richesse contenue et offre un cadre austère.

### Architecture domestique

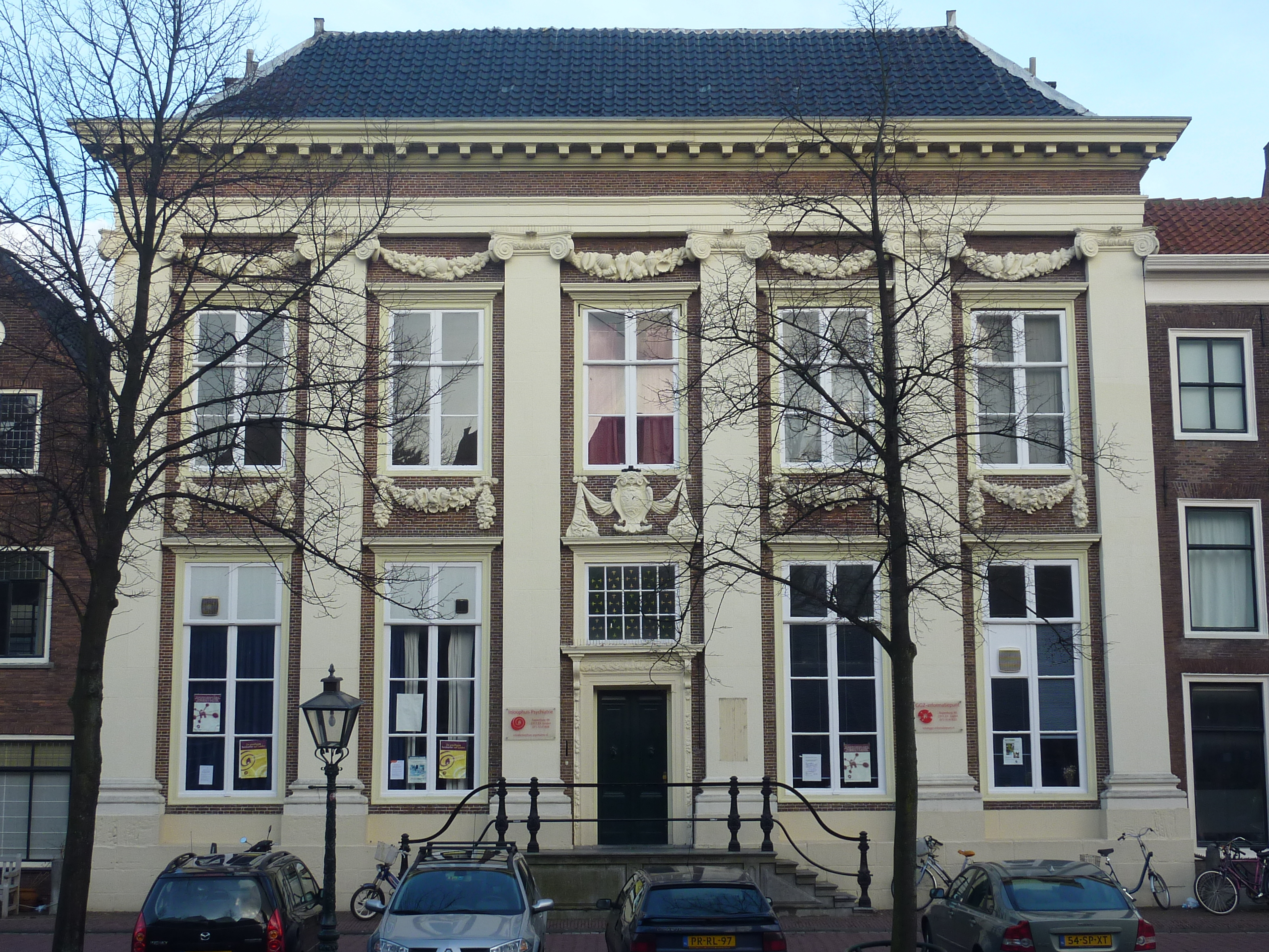
La (maison de Leyde), construite en 1641 par Arent van Gravesante.

Au XVIIe siècle, les villes néerlandaises, poursuivant alors leur expansion urbaine, se structurent souvent autour de réseaux de canaux dont se dotent les principales cités commerçantes (à l'exemple des ceintures de canaux d'Amsterdam), canaux le long desquels s'élèveront de nombreuses maisons construites dans le style classique hollandais, conservant cependant certaines spécificités traditionnelles.
Il y a en outre quelques innovations dans l'architecture domestique, puisque deux types généraux de maisons apparaissent alors. Le premier type est celui de la maison moyenne à pignon, comprenant une suite de chambres le long d'un corridor, et ornée dans la partie haute de sa façade d'un décor en bois ou en pierre d'inspiration française (mascarons, corbeilles, armoiries garnies de fleurons), mais interprété librement. Le second type de maison est plus important, et comprend deux suites de chambres distribuées par un corridor central. La façade, plus large, abandonne alors le pignon pour la corniche, souvent couronnée d'une balustrade (massive ou ajourée) et plus tard, d'un fronton, souvent accompagnés de statues ou de vases. Ces maisons plus imposantes, quoique toujours en brique, emploient davantage la pierre sur leurs façades, permettant un développement plus important du décor. Certains de ces hôtels peuvent être assimilés à de véritables palais, de taille réduite certes, séparés de la rue par une grille en fer forgé délicatement ouvragée.
Le pignon à gradins se transforme à cette époque pour se classiciser, et prend alors le nom de « pignon à col » (Halsgevel (nl)), permettant d'y inclure plus facilement des statues ou des ornements classiques aux extrémités. Mais à la fin du siècle, l'architecture néerlandaise tend à perdre ses spécificités pour se plier aux courants internationaux (l'influence française est alors prépondérante, elle le sera encore plus au XVIIIe siècle). De nombreuses maisons d'habitation (ainsi que quelques villas) seront construites par les architectes talentueux qui émerge en ce siècle d'or et qui prenne le relais de Jacob van Campen : Pieter Post, Arent van Gravesante (nl) ou encore Philips Vingboons.

#### Description d'une maison-type

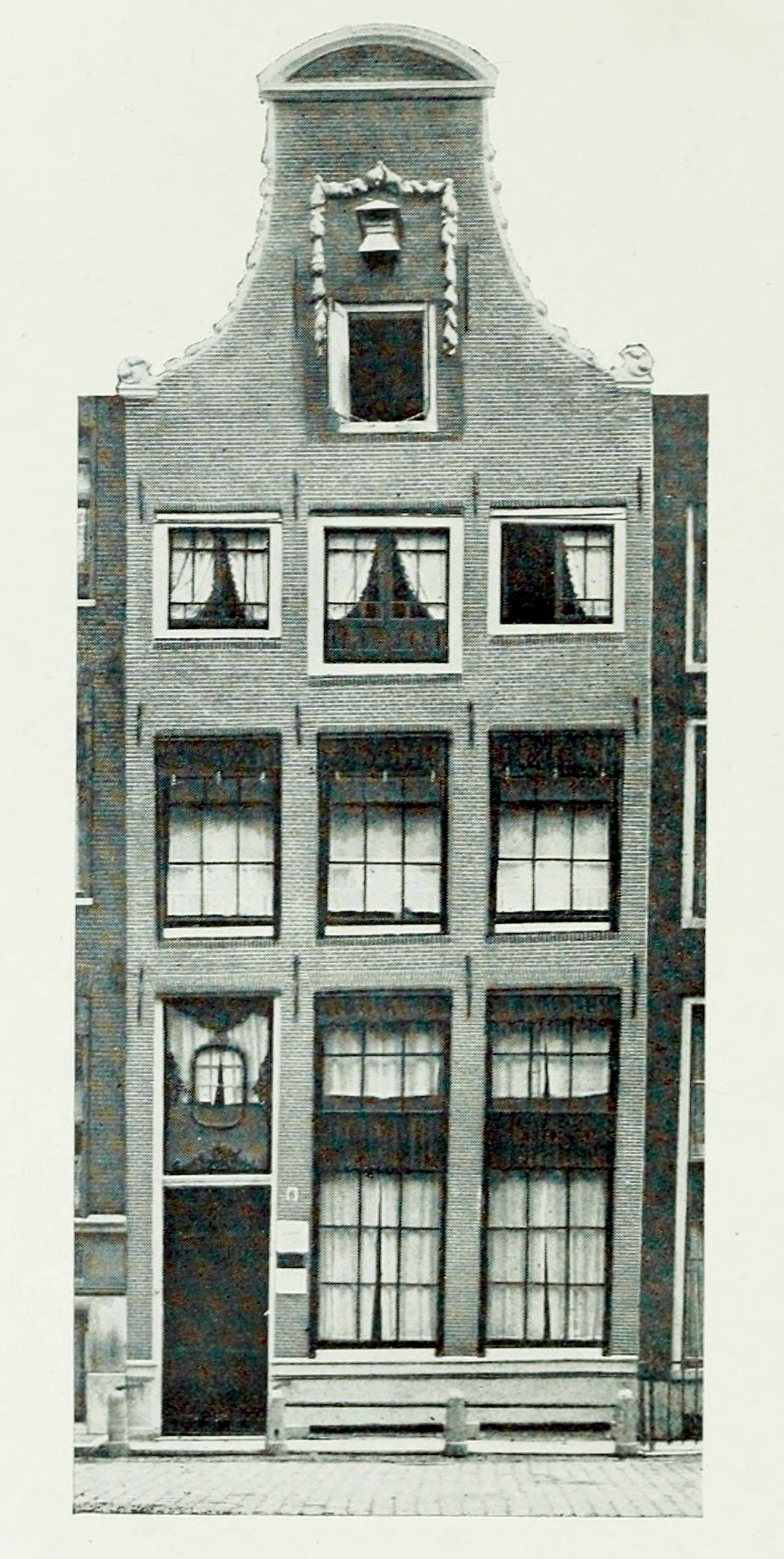
La maison de Descartes à Amsterdam, datant de 1634.

Les maisons hollandaises sont souvent conçues selon un plan similaire, mais en fonction de la taille de la maison, les constructeurs sont amenés bien sûr à choisir entre les deux types cités précédemment. Ce plan se compose au rez-de-chaussée de deux salles de dimensions égales, simplement séparées par une cloison mobile, permettant de créer une seule et grande pièce. L'escalier menant au sous-sol et à l'étage supérieur se trouve en face de la porte d'entrée. Le sous-sol abrite la cave, la cuisine, une salle de bains et des pièces privées. On peut y accéder depuis la rue, grâce à un fossé d'une largeur d'environ 1 mètre 50. L'étage supérieur accueille un cabinet et des pièces privées, réparties tous les deux au sein de deux grandes salles répondant aux salles du rez-de-chaussée. Ce niveau peut constituer un étage-type répété plusieurs fois. Les combles abritent un magasin. Le pignon, percé d'une ouverture donnant sur le magasin, est équipé d'un poteau muni d'une poulie permettant le chargement et le déchargement de marchandises (transportées par bateau lorsque la façade donne sur un canal). Le rez-de-chaussée est un niveau ouvert à la rue, car les pièces qu'il abrite sont destinées à être vues, aussi les grandes fenêtres ont-elles leur appui très bas, naturellement ornés de jardinières aux fleurs colorées.
Les fenêtres hollandaises sont à guillotine, l'usage veut que l'habitant ouvre la fenêtre uniquement pour regarder à l'extérieur, les fenêtres n'étaient que rarement ouvertes si l'habitant ne s'y trouvait pas. Ces maisons sont bien sûr entièrement construites en brique, pour les murs, et en bois (généralement de sapin) pour les planchers, la charpente, les menuiseries et les encadrements de fenêtre. Les briques sont d'un ton foncé, rouge ou jaune, et leur longueur varie de 16 à 24 centimètres, leur largeur de 8 à 12 centimètres et leur épaisseur de 4 à 6 centimètres. Puisque les Néerlandais construisaient auparavant leur maison selon un modèle très précis, il n'y avait, jusqu'au XXe siècle, que très peu de règlements de voirie.

### Diffusion de l'architecture néerlandaise
Alors que les contrées germaniques demeurent dépendantes des architectes étrangers pour la conception de programmes ambitieux et que les ravages de guerre de Trente Ans entament sévèrement les forces vives de la plaine hanséatique, certains architectes néerlandais font le choix de se mettre au service de la bourgeoisie et de l'aristocratie allemandes. Ce sont les grands centres de commerce qui accueilleront ces Néerlandais calvinistes qui présentent de nombreuses affinités d'esprit avec l'élite luthérienne allemande et les réfugiés calvinistes français, parmi lesquels figurent également des architectes, tels que Charles Dieussart et Charles du Ry. Willem van den Block (en) a ainsi contribué à diffuser le maniérisme néerlandais dans les provinces baltes ; son fils Abraham, né à Königsberg, poursuivra en qualité d'architecte et de sculpteur l'œuvre de son père. Ainsi, Dantzig, qui constitue alors un port très fréquenté, s'enorgueillira aux XVIIe et XVIIIe siècles de somptueux édifices bourgeois érigés dans un style voisin voire analogue à la manière hollandaise. À Berlin également, malgré la prééminence de l'influence française, l'architecture néerlandaise se diffuse grâce au travail de Rutger von Langerfeld (de), originaire de Nimègue, qui réalisa la Dorotheenstädtische Kirche (de) en 1687. Enfin, au XVIIIe siècle, la ville voisine de Potsdam alors en pleine expansion verra naître un quartier hollandais sous la direction du néerlandais Johan Bouman.

### Mobilier
Bien souvent au XVIIe siècle, les ébénistes s'inspirent du décor architectural pour leurs meubles qui acquièrent cependant, malgré les influences italiennes et espagnoles, une originalité propre. Les intérieurs hollandais voient l'apparition des grandes armoires, auparavant réservées aux membres du clergé. Ces armoires offrent souvent un aspect austère, la Beeldenkast constitue l'armoire la plus remarquable (elle s'orne souvent de cariatides qui en cernent les portes à marqueterie géométrique en ébène). Les sièges à haut dossier aux pieds tournés se perpétuent, mais présentent une influence espagnole au niveau de l'assise. Une spécificité hollandaise seront les chaises et les fauteuils foncés de canne, ils auront un grand succès en France durant la Régence. A la fin du siècle, chaque province se met à produire un type particulier d'armoire, on trouve ainsi l'armoire de la Gueldre à montants cannelés ou encore l'armoire d'Utrecht aux vantaux couronnés d'un arc bordé d'incrustations en ébène.

### Poldérisation
La poldérisation, amorcée quelques siècles plus tôt, ne permet de prendre réellement à la mer de nouveaux territoires qu'à partir du XVIIe siècle avec l'invention du moulin de pompage à vent et le développement d'infrastructures de drainage de l'eau. Ce sont alors des polders d'assèchement qui sont formés, par le biais du pompage de l'eau des lacs intérieurs, permettant de créer des terres agricoles. Ce nouveau type de polder est cerné de digues ainsi que d'un canal circulaire, nommé le ringvaart. Les moulins de pompage sont devenus caractéristiques des campagnes néerlandaises littorales, et étaient généralement construits en brique.

### Liste d'architectes néerlandais duXVIIesiècle
Claes Dircx van Balckeneynde (nl) (1600-1664) ; Bartholomeus van Bassen (±1590-1652) ; Cornelis van Boles (nl) (1658-1735) ; Elias Bouman (nl) (1636-1686) ; Salomon de Bray (1597-1664) ; Jacob van Campen (1596-1657) ; Peter Jansz. van Cooten (nl) ; Adriaan Dortsman (nl) (1635-1682) ; Tylman van Gameren (1632-1706) ; Arent van Gravesante (nl) (±1610-1662) ; Willem van der Helm (nl) (1628-1675) ; Pieter de Keyser (nl) (±1595-1676) ; Thomas de Keyser (±1596-1667) ; Allert Meijer (nl) (1654-1722/1723) ; Jacobus Roman (nl) (1640-1716) ; Paulus Moreelse (1571-1638) ; Maurits Post (nl) (1645-1677) ; Pieter Post (1608-1669), Cornelis Ryckwaert (nl) (±1652-1693) ; Daniël Stalpaert (1615-1676) ; Steven Vennecool (nl) (1657-1719) ; Ghijsbert Theunisz. van Vianen (nl) (±1612-±1707) ; Justus Vingboons (nl) (±1620-±1698) ; Philips Vingboons (±1607-1678) ; Adriaen van der Werff (1659-1722).

## XVIIIesiècle

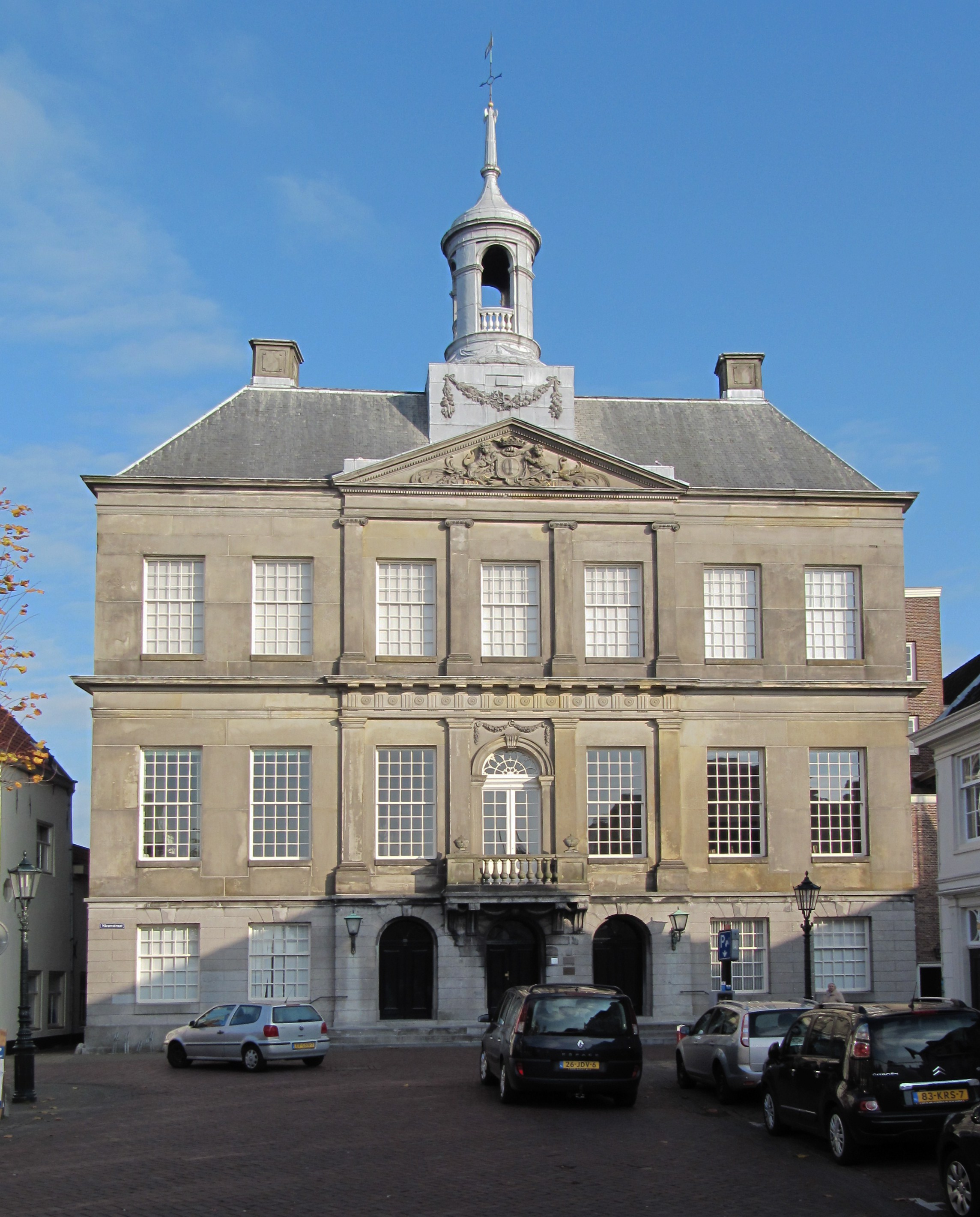
L'hôtel de ville de Weesp, construit entre 1772 et 1776 dans un néo-classicisme très imprégné de palladianisme.

Au XVIIIe siècle, l'architecture est en quelque sorte le parent pauvre de l'art néerlandais. En effet les villes étant déjà pourvues de grands édifices dédiés aux services multiples de l'administration municipale, d'églises et de portes, la nécessité de construire ne se faisait plus sentir. D'autant plus qu'il s'agissait alors pour la Maison d'Orange de parvenir à maintenir en état ses nombreux châteaux. Mais quelques monuments intéressants sont bâtis, comme l'hôtel de ville de Weesp (1772-1776) par Jacob Otten Husly d'Amsterdam, qui, dans son caractère, montre plus de légèreté par rapport à l'architecture des décennies précédentes. Il y a également la porte de Muiden à Amsterdam, construite en 1770 par Cornelis Rauws, ainsi que la porte de Delft à Rotterdam, par Pieter de Swart (nl), élevée la même année. Dans l'architecture civile, le pignon tend à disparaître dès la seconde moitié du XVIIIe siècle, en faveur de la corniche à consoles.

### Rococo
Le style rococo, ou plutôt rocaille puisqu'il provient de France, prend un grand essor à partir du premier tiers du XVIIIe siècle dans l'architecture domestique néerlandaise. Si ce style tient effectivement une influence plus grande dans la décoration intérieure, l'aspect extérieur des nombreuses maisons construites ou reconstruites à cette époque est également amené à évoluer. Les façades de briques, déjà ornées d'un pignon la plupart du temps ou bien d'une corniche fortement moulurée s'il s'agit d'un mur-gouttereau, se voient désormais garnies de décorations rocailles concentrées en certains points de la façade, notamment au niveau du chambranle de la porte principale ainsi que de la fenêtre qui la surplombe, de manière à accentuer la travée centrale par une débauche d'ornements en bois ou en stuc. La corniche prend plus d'ampleur et s'accompagne désormais d'une frise rythmée par une série de petites consoles aux formes tourmentées. Le pignon disparait sur les maisons urbaines, mitoyennes, mais reste populaire en campagne ou dans les petites villes, là où les maisons sont isolées. Il se contourne, prend des formes chantournées, c'est-à-dire prend le tracé d'une moulure périphérique formé de courbes et de contre-courbes, parfois en doucines-affrontées,.

### Néoclassicisme
L'architecture néoclassique émergea aux Provinces-Unies à partir de 1760 environ, du fait de la prédominance de l'influence française. L'architecture religieuse est la première concernée, du fait du modèle pris par Jacques-François Blondel, directeur de l'Académie royale d'architecture, de la chapelle du château de Versailles, construite par Jules-Ardouin Mansart. Ainsi, la structure architecturale et le décor de l'église Sainte-Rosalie construite de 1777 à 1779 à Rotterdam par Jan Guidici reprennent le modèle de cette chapelle.
L'influence française se fait de plus en plus grande tout au long du XVIIIe siècle ; ainsi le Palais Lange Voorhout à La Haye, construit vers 1760 par Pieter de Swart, est représentatif de ce goût français international (imprégné de style rocaille) qui tend à supplanter le goût national. Cette mode s'illustre également dans l'hôtel du gouverneur de la province à Bois-le-Duc, tout comme dans deux ailes de palais bâtis à La Haye par l'architecte d'origine allemande Friedrich Ludwig Gunckel (nl), une aile datant de 1767 du palais de Nassau-Weilbourg et une aile datant de 1788 de la résidence officielle du prince-stathouder. Les maisons de campagne étaient généralement de forme très simple, en bloc carré, et dont la décoration des façades était directement issue des hôtels construits en ville. Le goût français est ici moins en vogue, bien qu'il soit tout à fait présent au Welgelegen (nl), bâti vers 1789 par l'architecte belge Jean-Baptiste Dubois au cœur d'une forêt des environs de Haarlem.

### Mobilier
Le mobilier néerlandais du XVIIIe siècle est empreint d'influences française et anglaise. Française tout d'abord grâce à l'arrivée importante d'huguenots en exil à la suite de la révocation de l'édit de Nantes en 1685. Le goût anglais se répand grâce à des échanges commerciaux intensifiés avec l'Angleterre. De ce fait, beaucoup de meubles étrangers sont importés à cette époque aux Pays-Bas, bien que l'activité des ébénistes ne faiblisse pas, ces derniers essayant d'introduire le style rocaille dans leurs créations. Les chinoiseries feront également leur apparition. La rigueur néo-classique de la fin du siècle ne sera adopté qu'avec réticence et avec un certain retard par rapport aux ébénistes français. Les styles anglais sont alors en faveur, avant d'être remplacé par le style Empire après la Révolution française.

### Liste d'architectes néerlandais duXVIIIesiècle
Arij van Boles (nl) (1694/1695-1776) ; Harmen van Boles (nl) (1689-1764) ; Jan Bouman (1706-1776) ; Auke Bruinsma (nl) (1749-1819) ; Abraham van der Hart (1747-1820) ; Jacobus van der Kloes (nl) (1730-1821) ; Daniel Marot (1661-1752) ; Jacob Otten Husly (1738-1796) ; Jacob Otten Husly d'Amsterdam (1738-1796) ; Cornelis Rauws (nl) (1736-1772) ; Philip Willem Schonck (nl) (1735-1807) ; François Soiron (nl) (1714-1779) ; Matheius Soiron (nl) (1722-1781) ; Abraham Martinus Sorg (nl) (1738-1825) ; Pieter de Swart (nl) (1709-1772) ; Leendert Viervant (1752-1801) ; Teunis Wittenberg (nl) (1741-1816).

### Le pignon dans l'architecture néerlandaise
Il existe plusieurs types de pignons dans l'architecture des Pays-Bas, les plus anciens étant le pignon droit (ou triangulaire) et le pignon à gradins, dont un des exemples les plus anciens est la Koornstapelhuis de Gand, datant de la fin du XIIe siècle. À partir de la Renaissance, et même dès la période gothique, de nouveaux pignons font leur apparition, mais n'ont évidemment qu'une fonction esthétique, le pignon droit étant le seul à n'être que purement utilitaire. Le type même du pignon méridional, c'est-à-dire celui de l'architecture gréco-romaine, est le fronton triangulaire. Cependant, à la Renaissance, le fronton ne sera pas employé aux Pays-Bas comme pignon, mais plutôt comme couronnement de pignon à gradins ou à volutes. Le fronton réapparaitra lors de la diffusion du halsgevel, un type de pignon né au XVIIe siècle plus adapté à l'architecture classique, souvent surmonté d'un fronton triangulaire ou curviligne. Par ailleurs au XVIIe siècle, des pilastres, qui semblent supporter ce fronton, sont parfois incorporés à ce type de pignon, toujours en référence à l'architecture classique.
Parmi les pignons recensés aux Pays-Bas, on distingue notamment :
- le trapgevel, le pignon à gradins. Le pignon à pinacles, apparu à la fin de la période gothique (aux XVe et XVIe siècles), est une variation du pignon à gradins visant à accentuer la verticalité de l'édifice, dans l'esprit de l'architecture gothique ;
- le puntgevel, le pignon droit, popularisé à la Renaissance car correspondant mieux aux canons classique importés d'Italie ;
- le tuitgevel, variation du pignon droit, très fréquemment employé dans les hangars. Le pignon, de forme triangulaire, se termine par un socle ;
- le rolwerkgevel, le pignon à volutes, caractéristique du maniérisme nordique (courant architectural de la Renaissance) ;
- le halsgevel, ou pignon en goulot, apparus au milieu du XVIIe siècle environ, et employés jusqu'à la fin du XVIIIe siècle ; le pignon en col surélevé (verhoogde halsgevel), popularisé en même temps que le véritable pignon à goulot n'est en fait qu'une transformation du pignon à gradins. Tous deux ont été développés par l'architecte Phillips Vingboons ;
- le klokgevel, ou pignon en cloche, dérivé du pignon en goulot, qu'il concurrence avec succès dès la fin du XVIIe siècle[45],[46];

Le pignon tombe progressivement en désuétude à partir du XVIIIe siècle, bien qu'au siècle dernier, le mur-gouttereau (lijstgevel, ou façade à corniche) prenait déjà une plus grande importance dans l'architecture domestique urbaine. Cependant, le pignon est resté populaire jusqu'au début du XIXe siècle, et le redeviendront lorsque l'historicisme détrônera le néoclassicisme dans la seconde moitié du siècle. Cependant, à partir de cette période, le répertoire formel du pignon cessera de s'élargir, les architectes se bornant à copier des modèles antérieurs, notamment ceux de la Renaissance (essentiellement les plus simples, c'est-à-dire des pignons droits et à gradins).

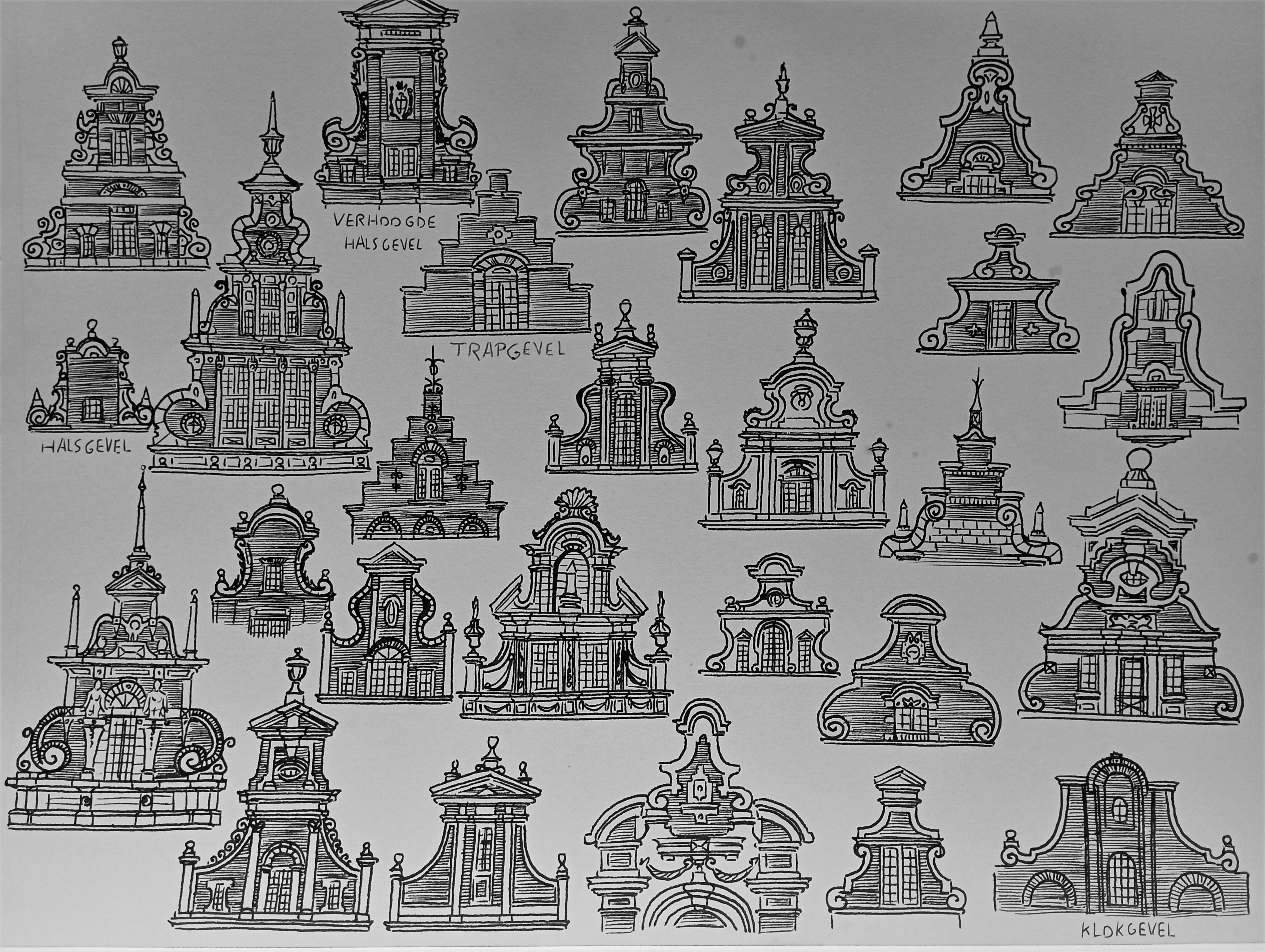
Dessins de pignons flamands et néerlandais, il s'agit d'un répertoire formel non exhaustif.
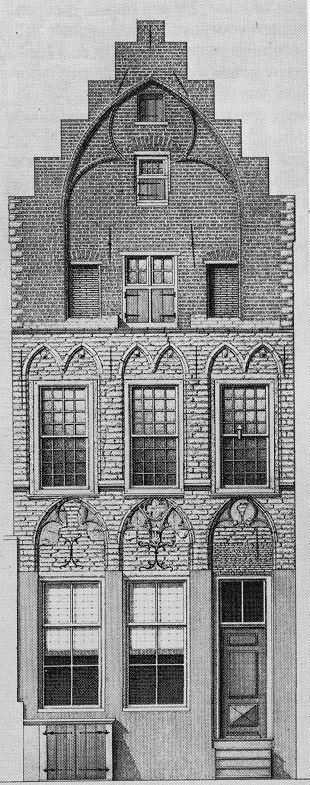
La Huis De Haan (nl), construite à Bruges dans la première moitié du XIVe siècle. Elle s'orne d'un pignon à gradins.
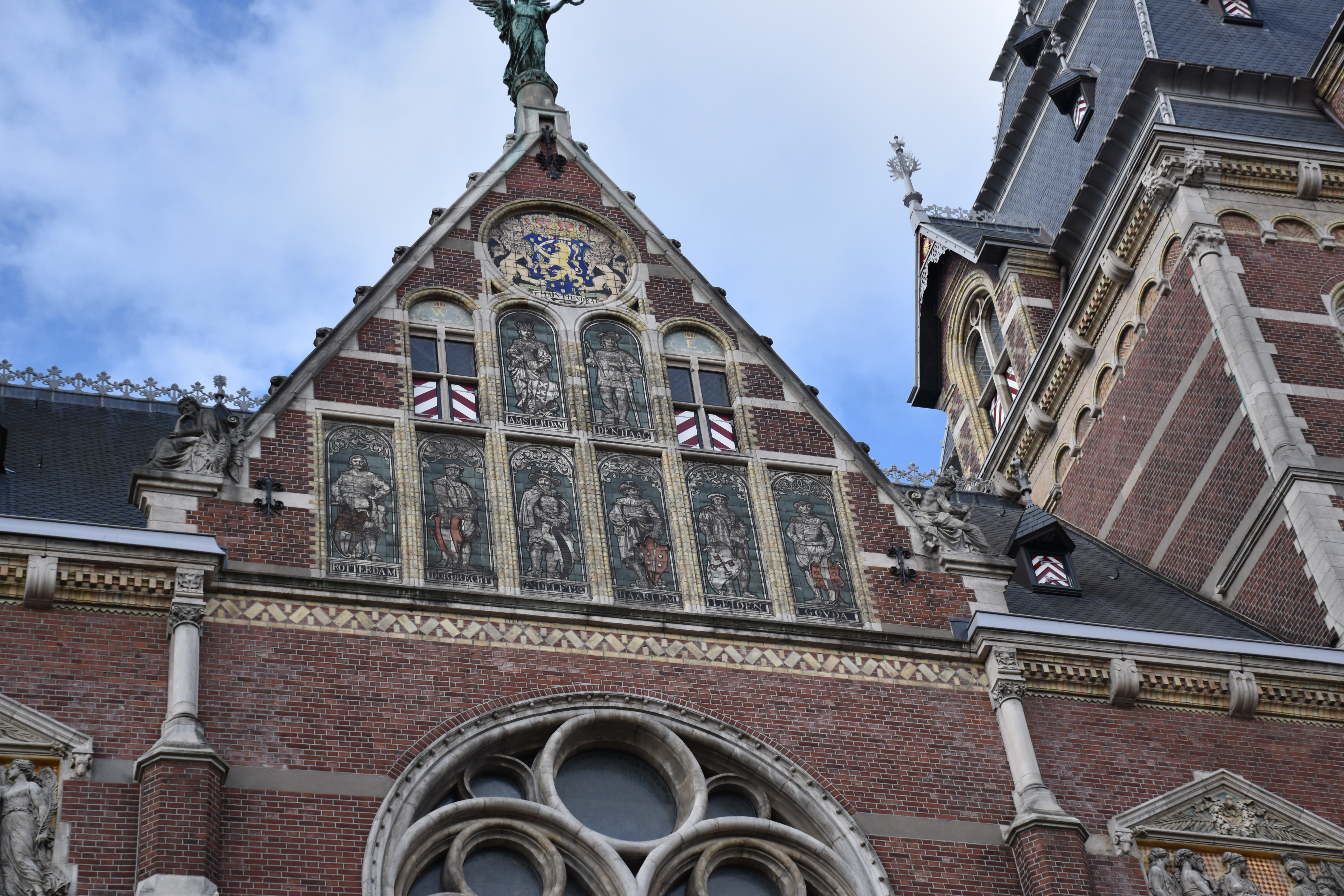
Pignon droit sur la façade nord du Rijkmuseum.
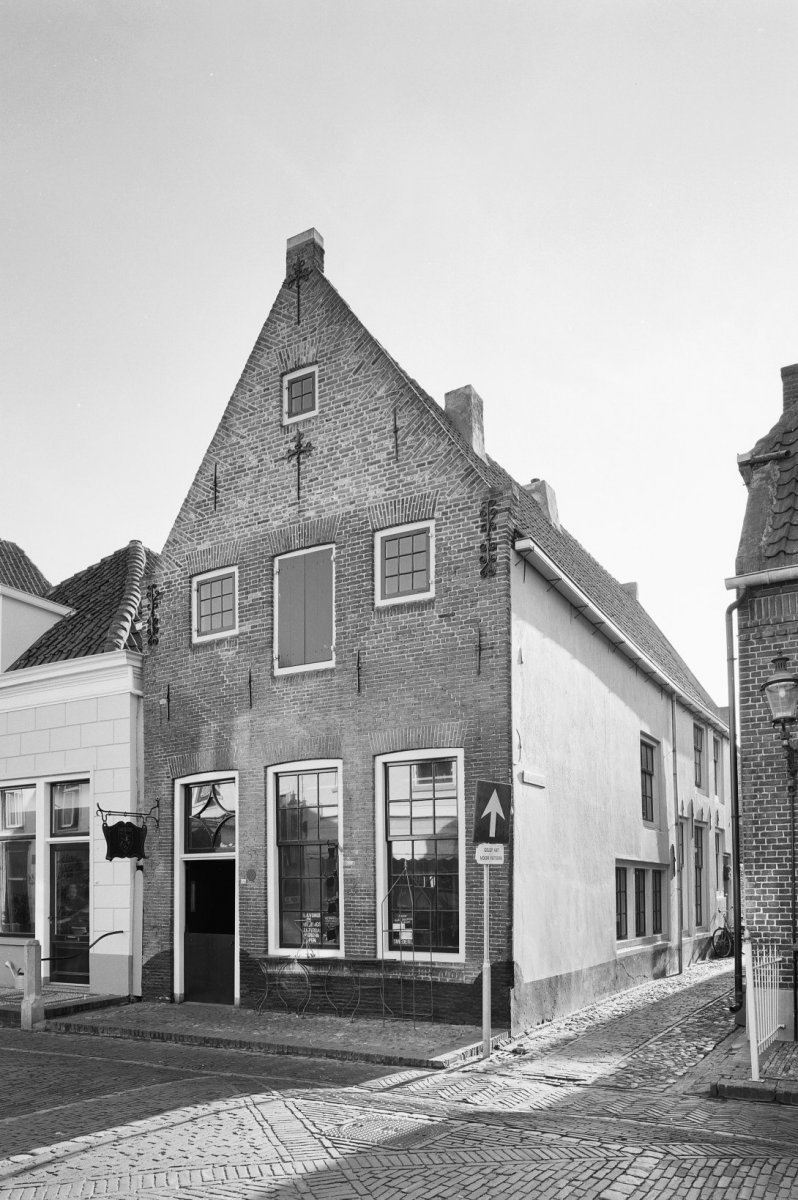
Tuitgevel, Elburg.
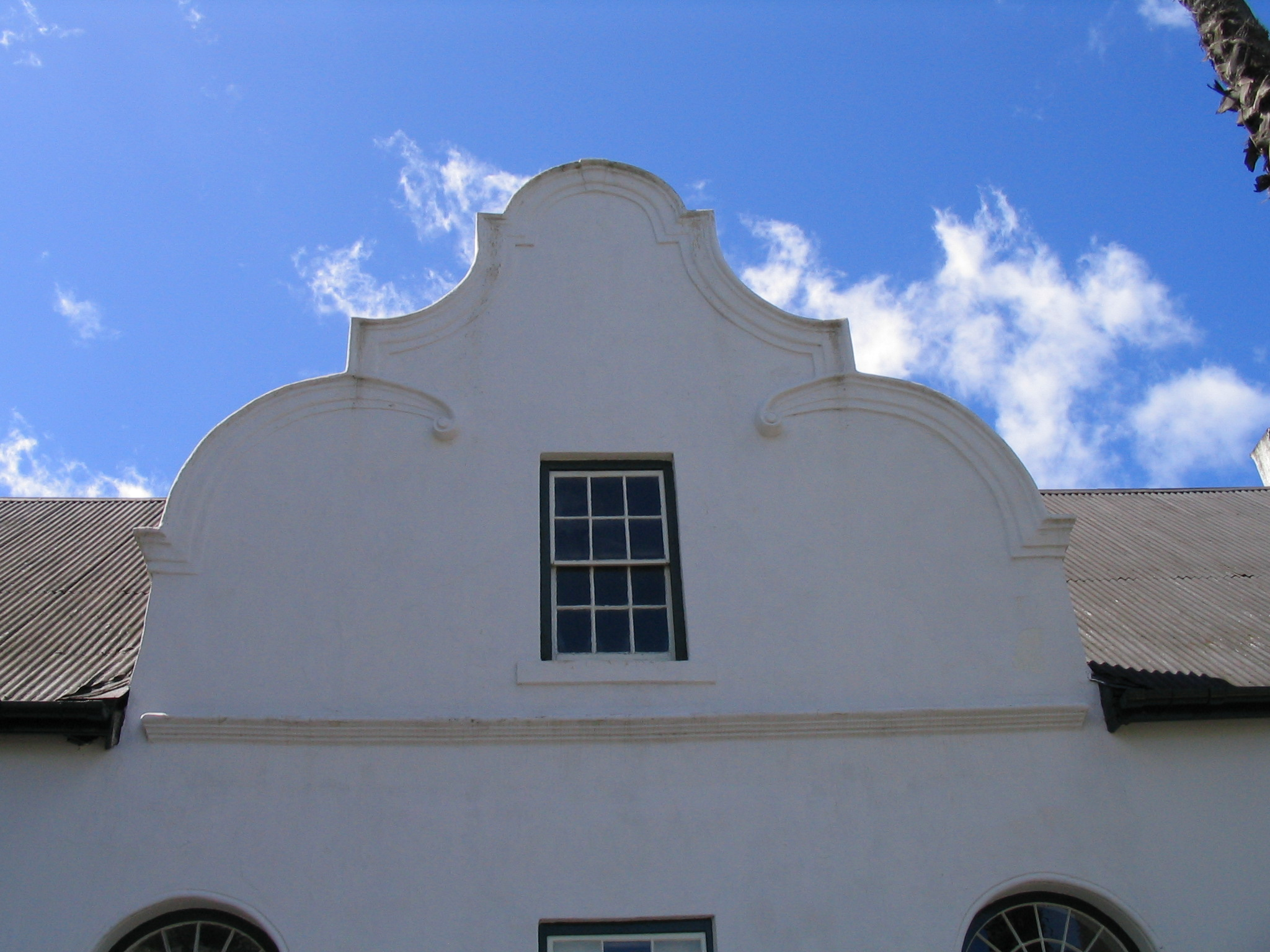
Rolwerkgevel, pignon à volutes, Morkel House, Afrique du Sud.
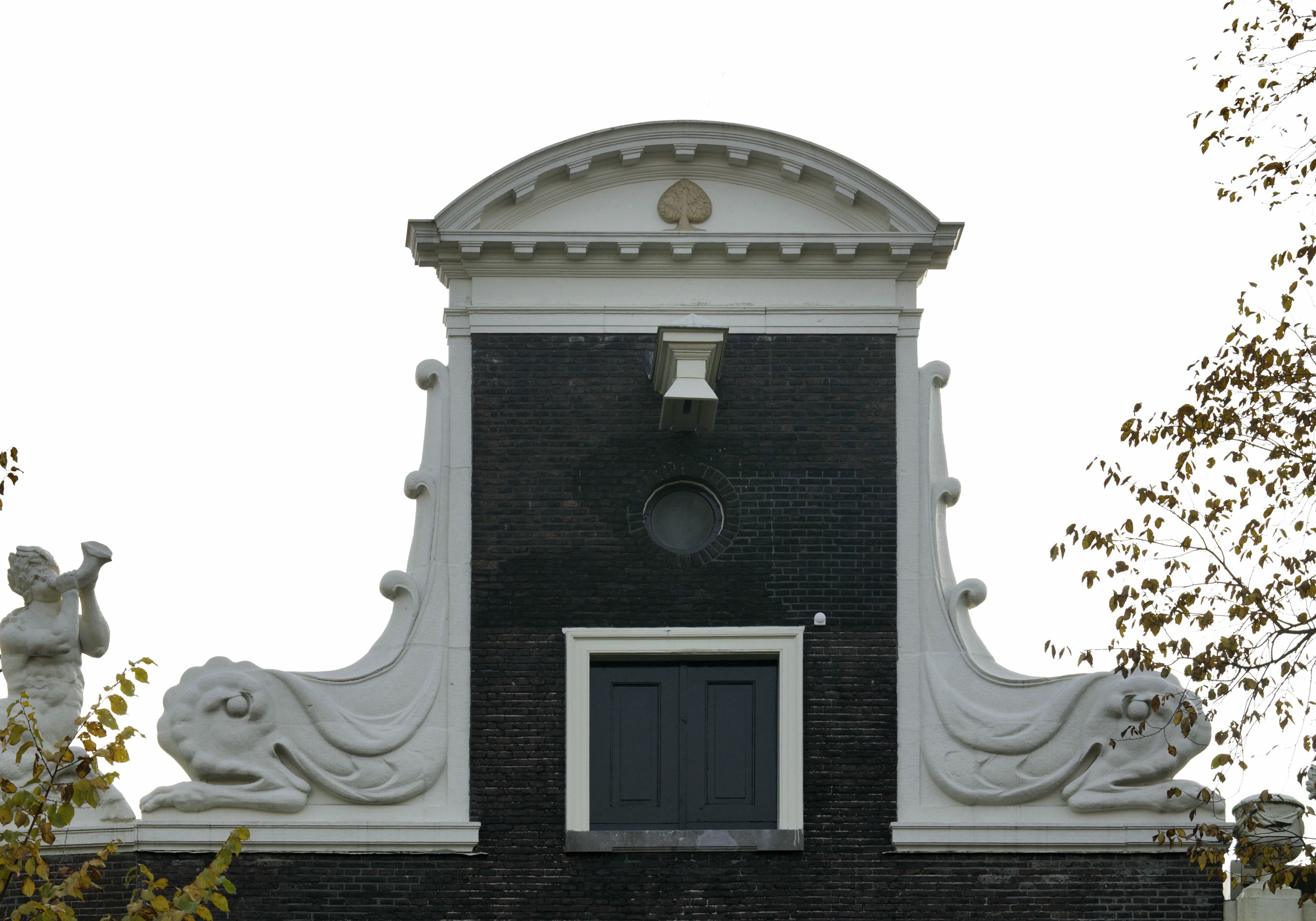
Halsgevel à Amsterdam.
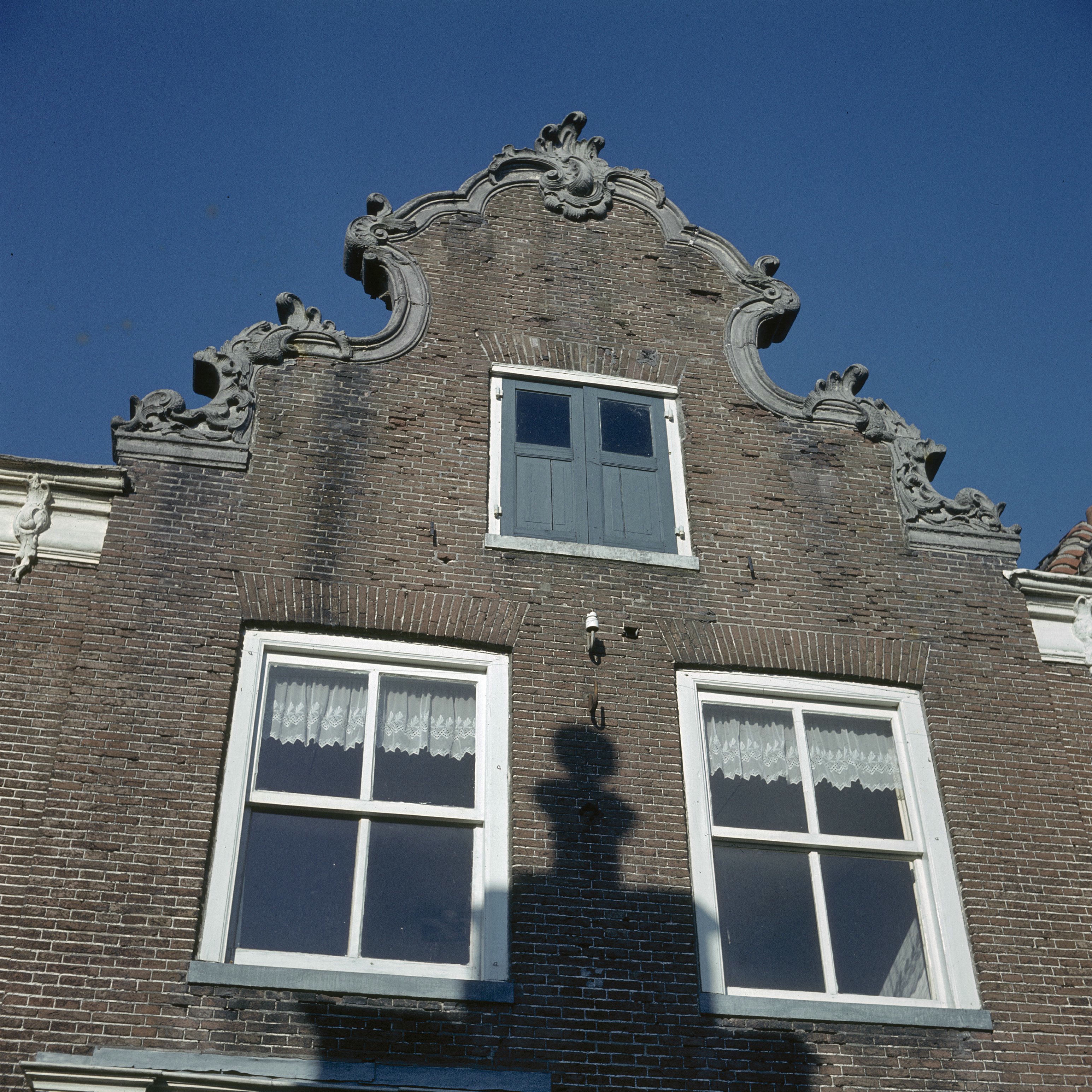
Un pignon chantourné de style rococo à Vollehnhove.
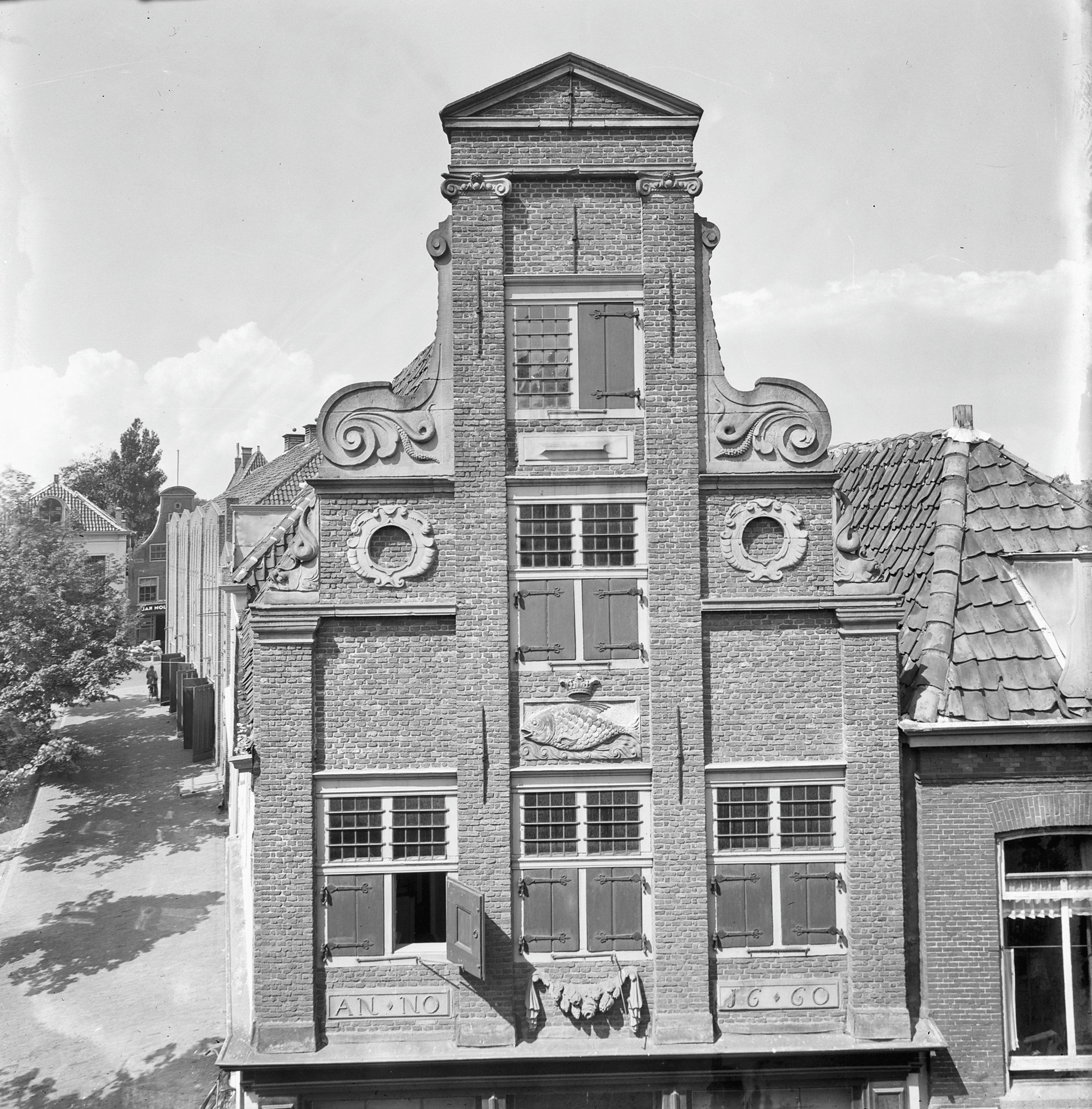
Verhoogde halsgevel, à Hoorn.
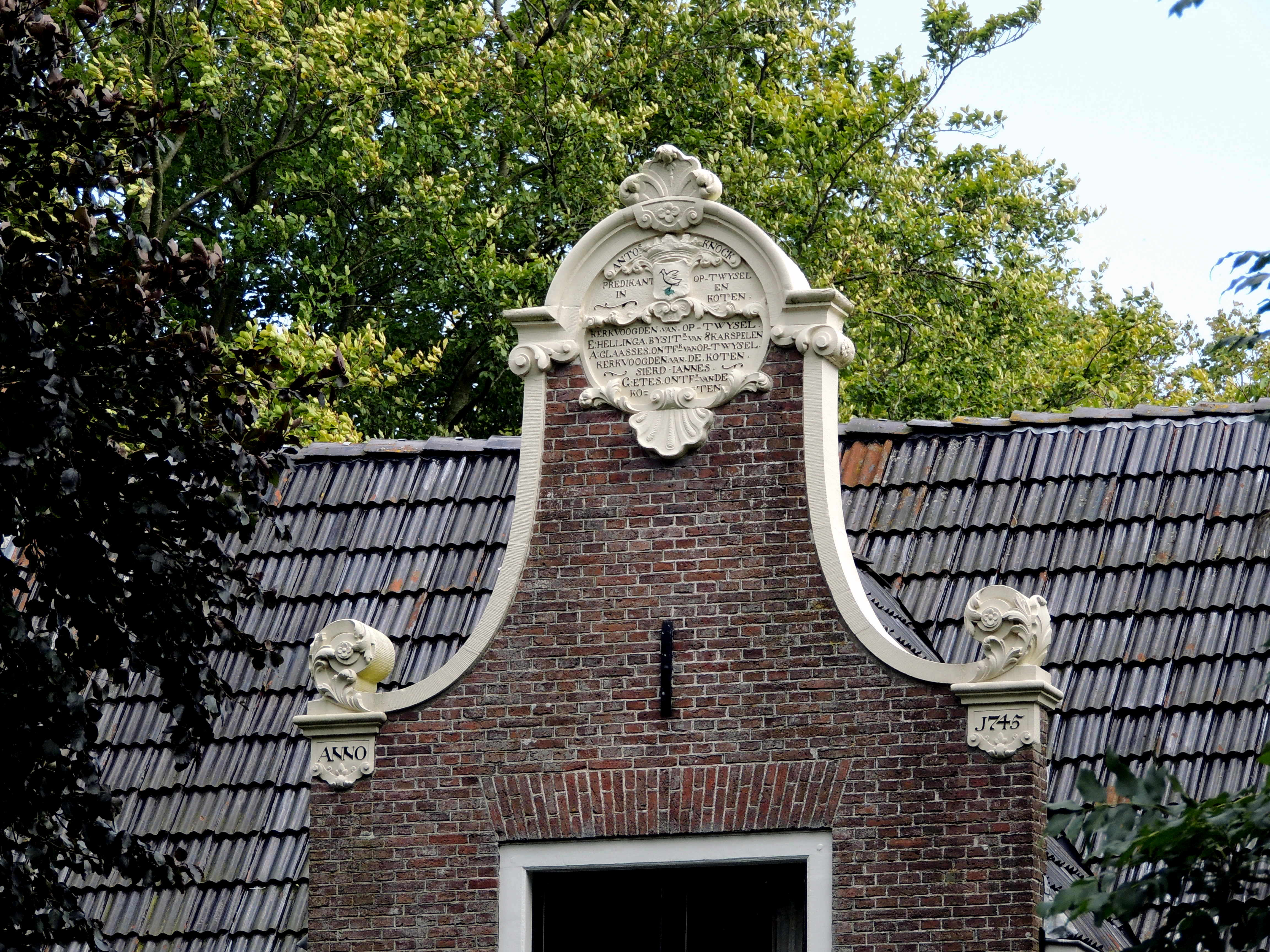
Klokgevel de style rococo.
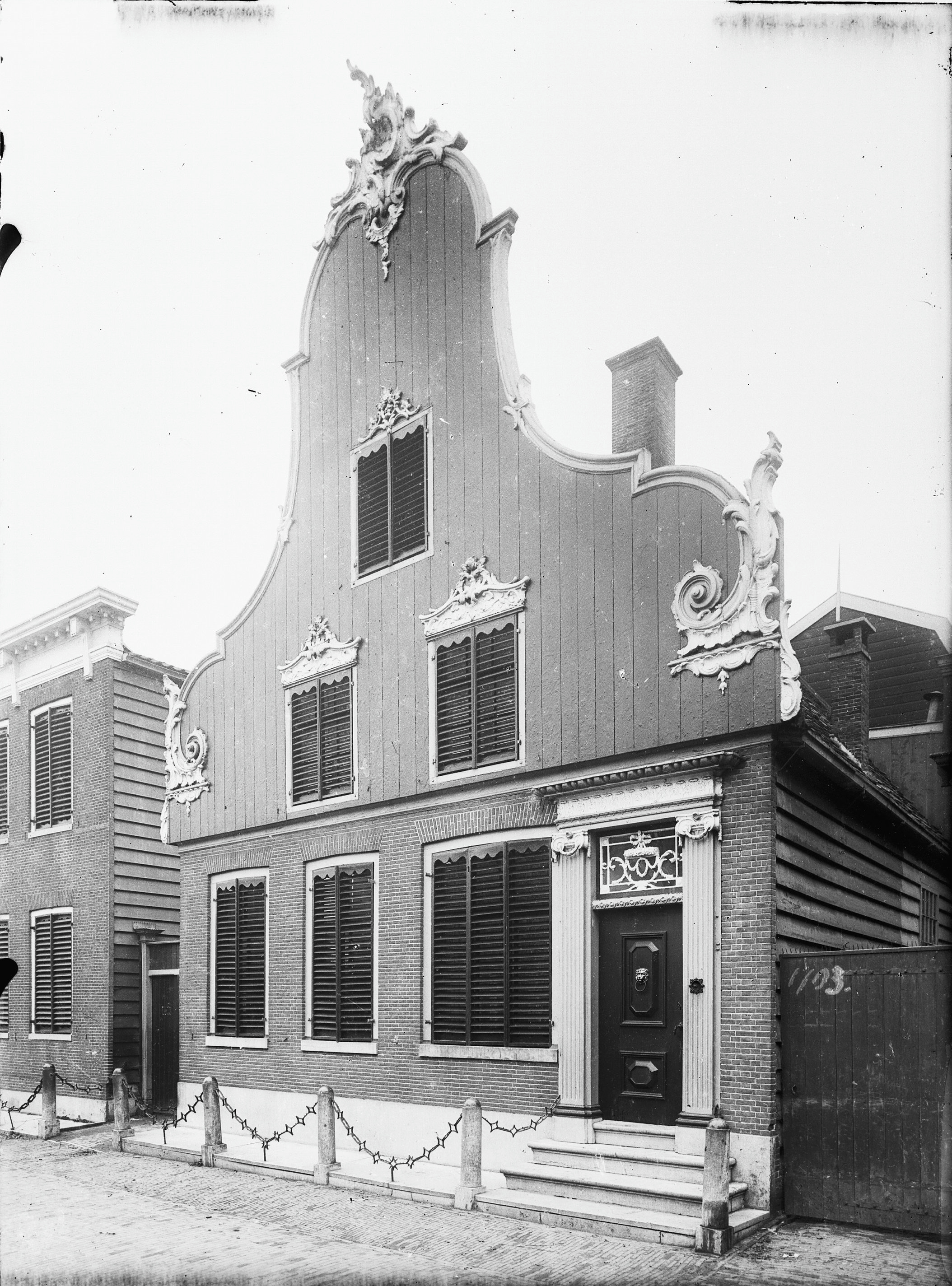
Kloksgevel en bois à Krommenie.

#### Le quartier hollandais de Potsdam
Après le décret d'agrandissement de Potsdam décidé par Frédéric-Guillaume Ier  en 1722 pour répondre à la croissance démographique due à l'installation d'une garnison et de nouveaux habitants attirés par des avantages fiscaux, il fallut organiser et rationaliser l'extension de la ville autour du Neuer Markt. La seconde phase d'agrandissement, entre 1733 et 1740, vit l'arrivée d'ingénieurs et d'architectes hollandais mandatés spécialement par le roi, qui avait été impressionné par la parfaite maîtrise de l'édification sur terrain marécageux par les constructeurs néerlandais. Frédéric-Guillaume avait eu l'occasion d'apprécier l'architecture hollandaise lors de voyages en 1700 et 1704-1705, et admirait la sobriété, la dignité et la propreté des demeures amstellodamoises. Son goût pour l'architecture de brique apparente, à l'opposé des édifices prussiens enduits, acheva de le convaincre de faire réaliser un quartier hollandais à Potsdam, alors qu'il venait de faire édifier son pavillon de chasse de Stern dans le pur goût néerlandais entre 1730 et 1732. Après qu'eut été élevée la première maison dans ce style par Jan Bouman entre 1733 et 1734, ce dernier s'attela en 1737 à la construction du quartier entier, assisté des ingénieurs Pierre de Gayette et Andreas Berger. Les premières maisons expérimentales avaient été édifiées entre 1734 et 1736, et à partir de 1737, ce ne sont pas moins de 134 maisons qui furent élevées jusqu'en 1740. Au sud du quartier avait été créé un lac artificiel au centre duquel une petite île abritait un pavillon d'agrément construit par Bouman en 1739 servant de belvédère, malheureusement la gloriette fut détruite en 1945.

## XIXesiècle
Les villes néerlandaises connaissent, comme partout en Europe au XIXe siècle, un grand développement, dû en partie à l'industrialisation du pays à partir de 1840 et surtout à l'essor du commerce international à partir de ces mêmes années. L'industrie ne pouvait pleinement se développer dans ce pays de marchands, étant donné que le territoire est dépourvu de suffisamment de houille et de minerai nécessaires au fonctionnement des usines. Les villes les plus industrielles se situent à proximité de la mer, dans les deux provinces de Hollande qui sont également les plus densément peuplées, tandis que l'intérieur du pays est presque dépourvu d'industrie, malgré l'importance des mines de charbon du Limbourg. L'extension des villes aux Pays-Bas se fait comme partout ailleurs au détriment des monuments anciens, notamment les portes, murailles, enserrant les villes, et qui doivent donc être détruites.
Il est à noter qu'aux Pays-Bas, contrairement aux autres pays d'Europe, très peu de théâtres et d'opéras ont été construits alors que ces derniers constituaient bien souvent dans les villes de France ou d'Italie les monuments les plus importants et les plus élaborés. En effet, le caractère des néerlandais ne se prêtait pas à certains plaisirs qui étaient pourtant caractéristiques à l'étranger de la montée de la société bourgeoise, déjà bien installée aux Pays-Bas depuis la Renaissance (qui n'a donc pas attendu le XIXe siècle pour s'imposer).

### L'apothéose de la brique
La brique eut une importance encore plus grande au XIXe siècle que durant les siècles précédents. A la fin du XIXe siècle, 500 à 600 millions de briques étaient fabriquées annuellement aux Pays-Bas, le plus souvent à la main. Durant la fabrication de la brique, l'argile était préparée à grande eau ; lorsque les briques étaient modelées, elles étaient placées au séchage dans de vastes hangars avant d'être cuites. L'usage de l'eau en Hollande, qui n'était par ailleurs pas en faveur en Angleterre, permettait pourtant d'obtenir des briques très résistantes, grâce à une meilleure cohésion de l'argile. La diversité des teintes permit au XIXe siècle de créer des jeux ornementaux à partir de la polychromie des briques, jaunes-grises si elles proviennent de Betuwe (Gueldre), grises de Frise, rouges de Groningue ou violines de Zélande, selon la terre employée et bien sûr leur cuisson. Par ailleurs, la production de briques se consacrait également à l'exportation de ces dernières à l'étranger ; Franeker en était un des centres principaux.

### Néoclassicisme

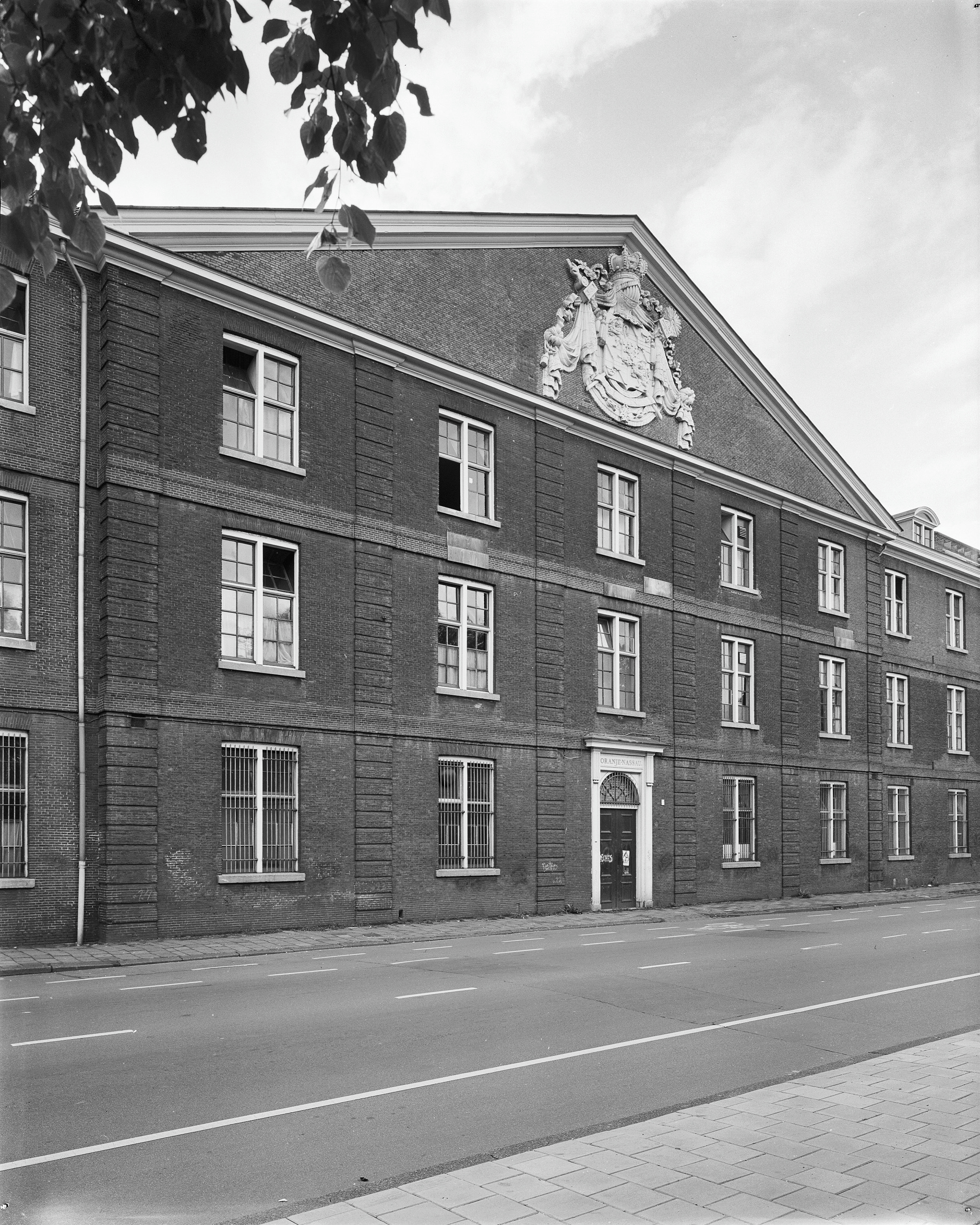
La caserne d'Orange-Nassau, construite à Amsterdam en 1813 par Abraham van der Hart.

L'architecture néerlandaise du début du XIXe siècle ne connait pas de changement brusque et poursuit une certaine continuité avec l'architecture classique développée au cours des deux siècles précédents, qui est à la source du néoclassicisme hollandais. La salle de bal du château de Knuiterdijk, construit en 1820 sur les plans de Jan de Greef (nl), trouve son inspiration dans la "salle égyptienne" dont la description était donnée par Vitruve. Déjà repris par Palladio et transmis aux architectes palladiens anglais, ce modèle est celui d'une salle hypostyle à trois vaisseaux élevée sur un plan basilical, conçue dans un style hellénistique et pourvue de fenêtres hautes.
Annexés par Napoléon Ier en 1810, après le règne éphémère de son frère Louis Bonaparte, les Pays-Bas voient le style Empire triompher, à l'image de la caserne d'Orange-Nassau construite à Amsterdam par Abraham van der Hart en 1813 dans un style simple, austère et rigoureux. Néanmoins, le style Empire perdurera après la chute de Napoléon, notamment à travers les édifices de Pieter Adams (nl) et d'Adriaan Noordendorp (nl), qui conçurent l'hôtel de ville de Rotterdam en 1823 et le Korte Voorhout (nl) de La Haye (employé comme palais de justice) en 1830 dans ce style.
L'architecture coloniale sera également marquée par ce néoclassicisme français, avec la popularisation du style Empire des Indes. Cependant, le néoclassicisme sévère, d'inspiration allemande, où la géométrisation et l'épuration des formes prennent une grande place, est rare dans un pays où les édifices monumentaux ne sont pas en faveur. Il en existe cependant de rares exemples, comme l'ancienne Bourse d'Amsterdam (nl), construite en 1845 par Jan David Zocher (nl), démolie lorsque la nouvelle fut édifiée en 1903, ou encore l'église Saint-Antoine d'Utrecht (nl), par Karel George Zocher (nl). Lorsque le néoclassicisme s'essouffle dans les années 1840, les architectes commencent à le mêler avec des éléments historicistes (le plus souvent issus de la Renaissance voire du gothique, avant que ne s'affirme le style néo-gothique), à l'image du palais de justice de Leeuwarden construit en 1846.

### Historicisme

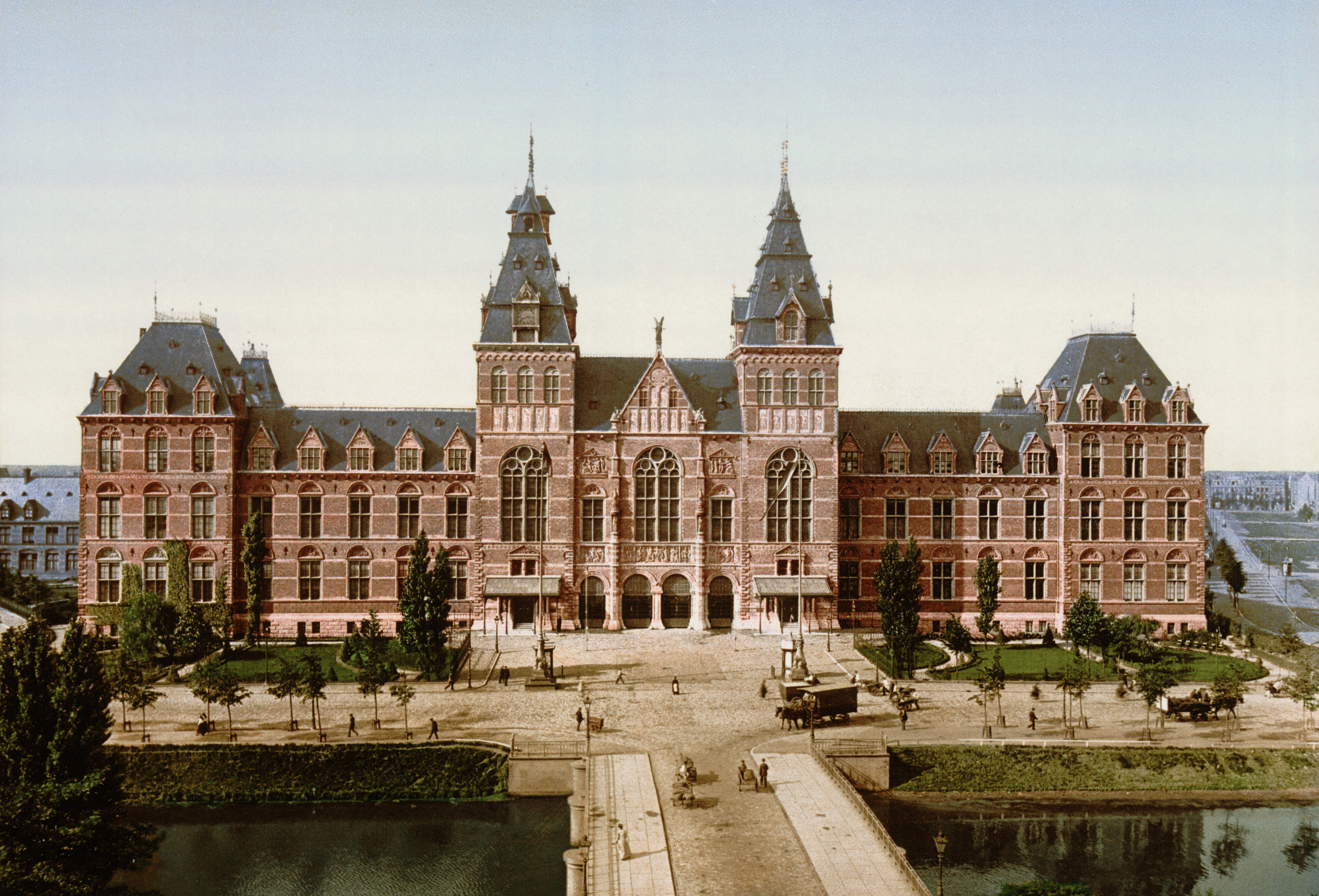
Façade avant du Rijksmuseum, vers 1895.

L'architecture néogothique, née en Angleterre au XVIIIe siècle, gagne progressivement toute l'Europe au XIXe siècle. Ce style, parvenu assez tardivement, s'exprime aux Pays-Bas à travers notamment la halle gothique du château de Knuiterdijk réalisée en 1840, ou encore la Willemskerk (nl) à La Haye, école d'équitation bâtie en 1845 par G. Brouwer l'aîné, dans un gothique d'inspiration anglaise, devenue église protestante en 1856. Toujours à La Haye, l'architecte W. N. Rose choisit le style néo-gothique modernisé pour la façade du palais de justice 1859-1862) au Plein.

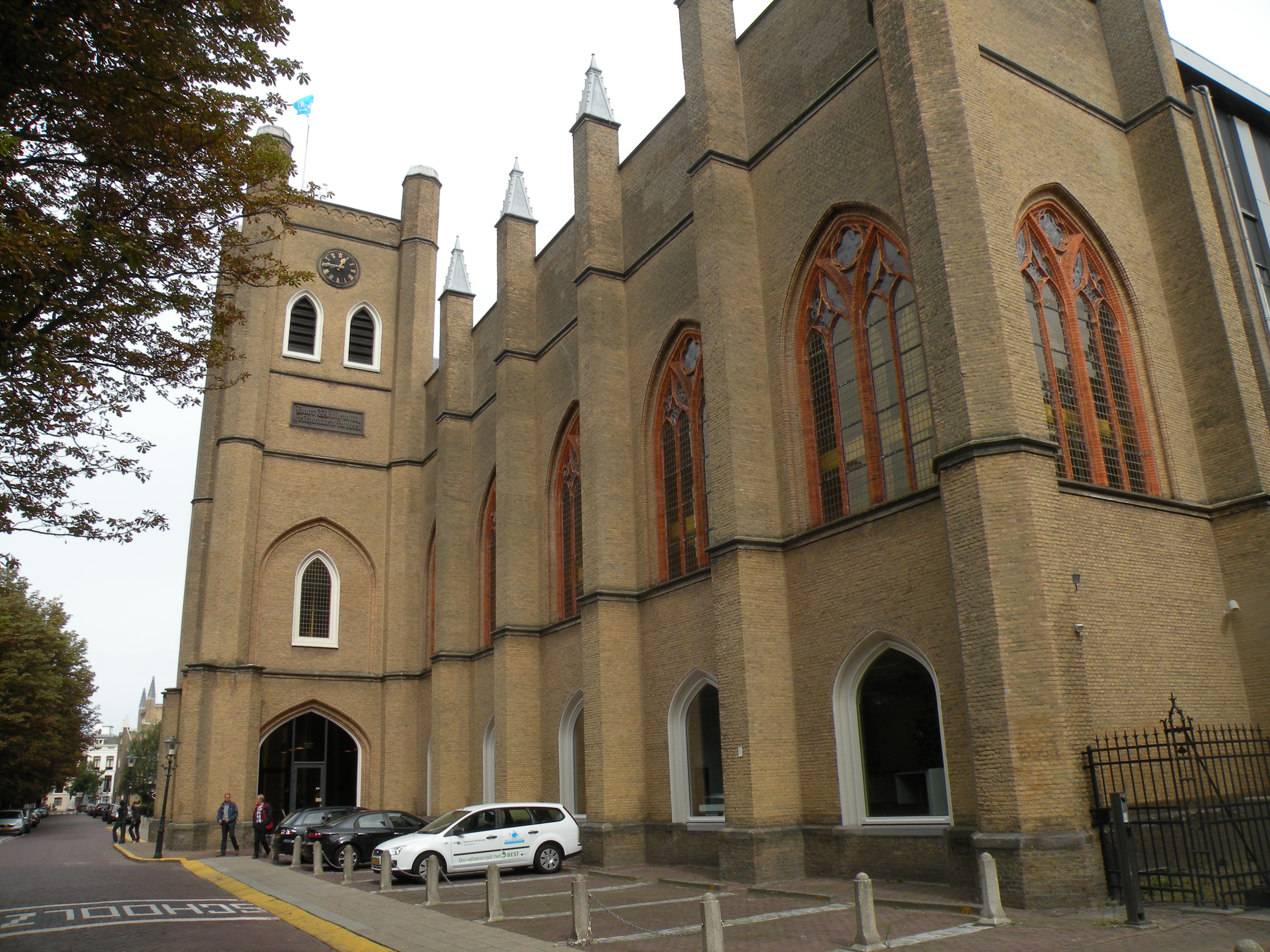
La Willemskerk à La Haye, construite en 1845 par Brouwer l'aîné.

Le néogothique, qui permettra la diffusion de l'architecture rationaliste grâce aux idées de Viollet-le-Duc popularisées par Pierre Cuypers, deviendra le symbole d'une architecture progressiste en opposition au néoclassicisme conservateur et international.

L'architecture néo-romane apparaît en Hollande à la même période que l'architecture néo-gothique, à l'exemple de l'église catholique de Hermelen construite en 1838. Cependant, ce style a pris un essor particulier aux Pays-Bas à la fin du XIXe siècle, s'agissant plus précisément du néo-roman tel qu'interprété par les architectes américains, notamment Henry Hobson Richardson, créateur du style roman richardsonien. 

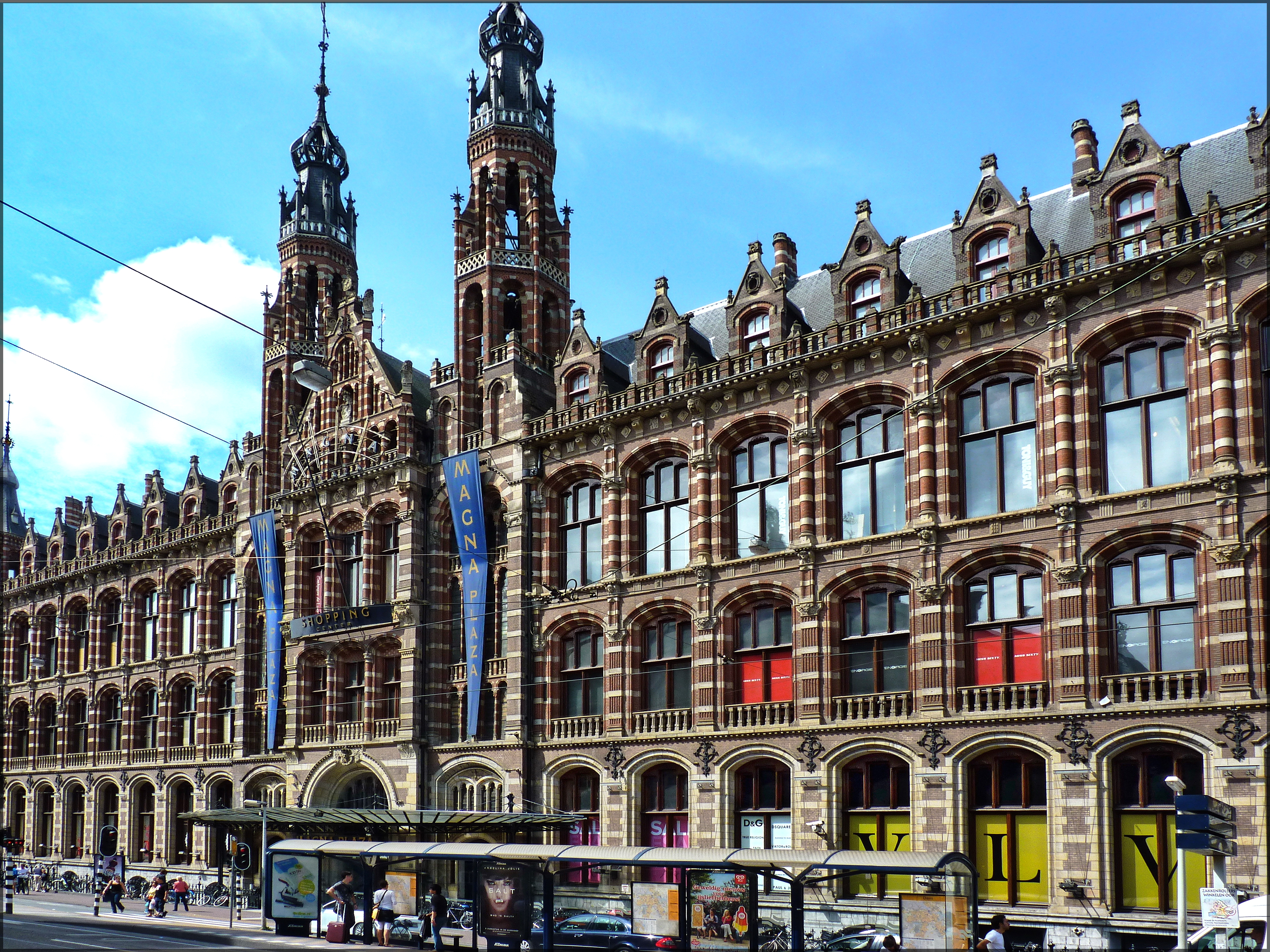
L'hôtel des postes d'Amsterdam construit en 1898 par.

Pierre Cuypers, influencé par Viollet-le-Duc, traduira cette inspiration dans une architecture rationnelle, employant avec sincérité les matériaux qu'il laisse apparents, obtenant des effets novateurs de polychromie, notamment dans les églises néo-gothiques qu'il construit en grand nombre. Il est en cela proche de contemporains comme les belges Victor Horta et Paul Hankar. Cuypers est surtout connu pour avoir réalisé le Rijksmuseum entre 1877 et 1885 et la gare centrale d'Amsterdam entre 1881 et 1889 dans un style néo-renaissance néerlandaise, obtenant de grands effets monumentaux. Le Rijksmuseum est un hommage à l'architecture traditionnelle hollandaise, sa façade est tout à la fois pittoresque et majestueuse, mais fut critiquée du fait de son décor exubérant. Il réalisa également le château de Haar dans les environs d'Utrecht en 1890. En puisant son inspiration dans l'architecture gothique, Cuypers ne cherche pas qu'à orner ses majestueuses réalisations, il en tire un parti rationnel et est un initiateur de l'esprit moderne dans l'architecture néerlandaise, à l'instar de Cornelis Peters (nl), auteur de l'hôtel des postes d'Amsterdam (1898) et du ministère de la justice à La Haye,.

### Berlage

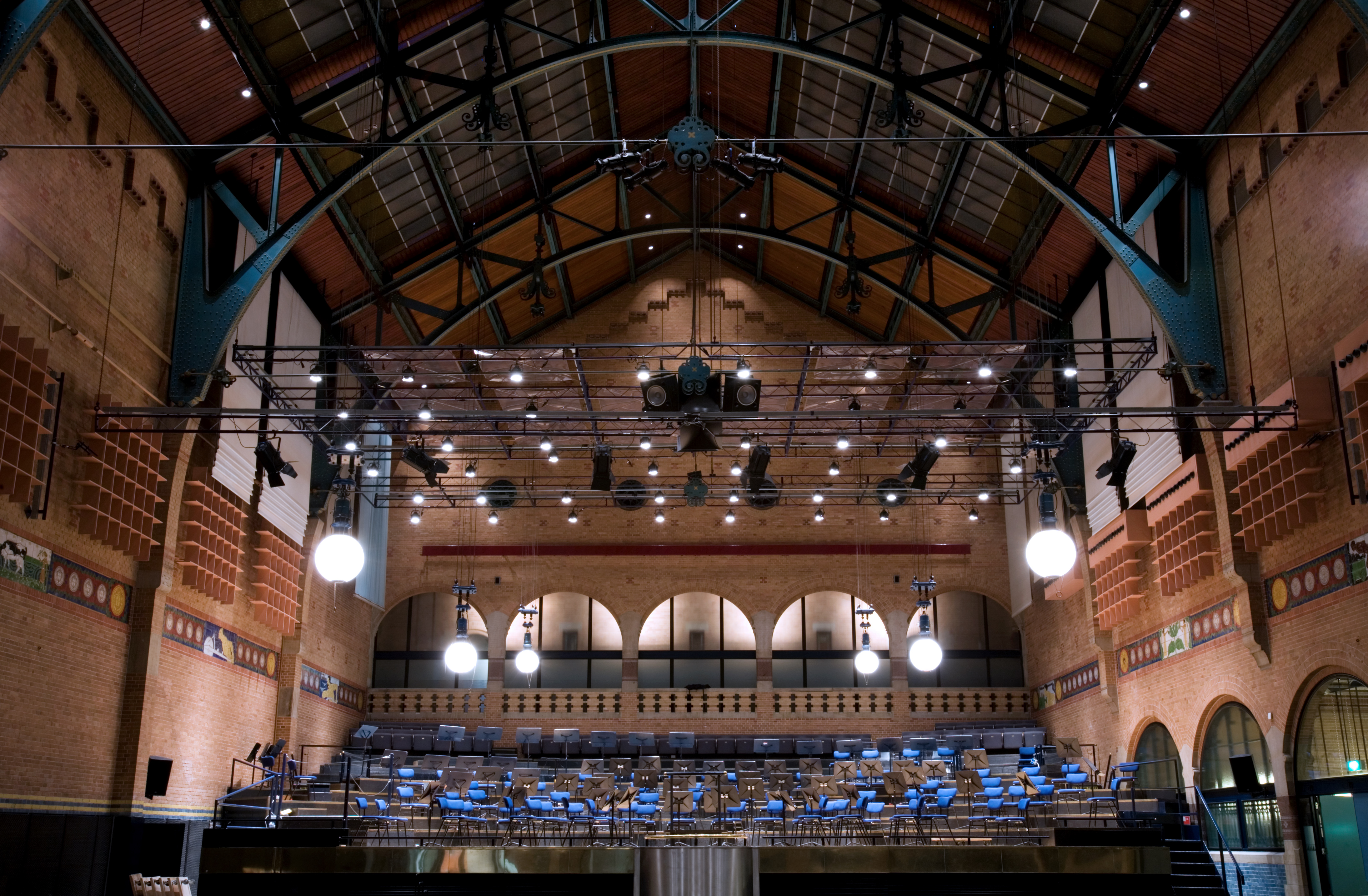
Intérieur de la salle de concert à la Bourse d'Amsterdam.

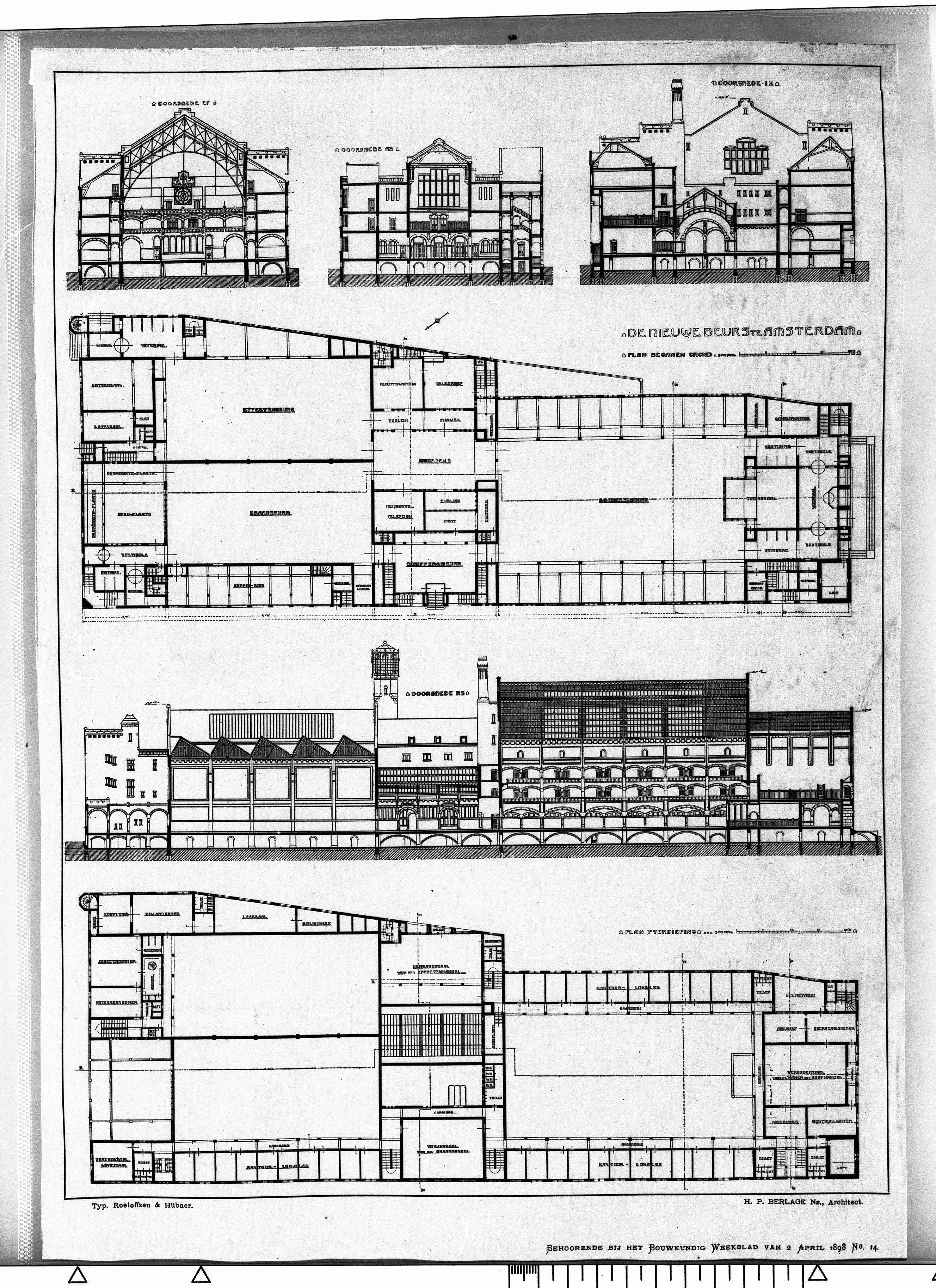
Plans de la Bourse d'Amsterdam de Berlage.

Hendrik Petrus Berlage, personnalité très forte, prendra la suite de Cuypers. A l'instar d'Otto Wagner, figure de la Sécession viennoise, Berlage souhaite connaître les héritages stylistiques (en particulier romans et gothique flamands) pour les comprendre mais ne pas les copier, car la compréhension des fondamentaux de l'architecture et leur interprétation afin de faire entrer cet art dans l'époque contemporaine est à la base du travail de Berlage. Ses écrits, paraissent en 1895, soit la même année que ceux d'Henry van de Velde et d'Otto Wagner.

#### La Bourse d'Amsterdam
S'il ne construit à Rotterdam que des maisons particulières d'aspect assez simples, garnies d'un décor assez libre et soigné, c'est par la Bourse d'Amsterdam qu'il réalise de 1898 à 1903 qu'il se révèlera comme meneur de l'école rationaliste. Cet édifice, dont l'apparence extérieure est d'une grande simplicité et d'une noble austérité, dispose, derrière ses murs épais, de vastes et lumineux espaces intérieurs, dont les couvertures en fer et en verre assurent une grande légèreté dans la conception spatiale, et expriment le désir de conformer l'édifice au développement technologique moderne. Il se retrouve dans cet édifice l'inspiration de l'école de Chicago que Berlage avait pu découvrir au cours d'un voyage aux États-Unis en 1897.
La sage décoration de ces espaces intérieurs n'est ainsi due qu'à la logique structurelle, renforçant cet esprit de solidité, ce caractère massif et cette volonté de ne pas fondre les matériaux dans un décor. Contrairement à son premier projet, Berlage prit la décision de ne pas envahir la Bourse de références historiques alors fréquemment employées dans tous les grands édifices publics, seules les tours carrées rappellent les beffrois des hôtels de ville médiévaux. Berlage permit dans cette œuvre la distinction entre l'aspect géométrique qui découle du dessins avec l'aspect physique qui résulte du choix des matériaux utilisés.
Sans renoncer totalement à l'historicisme, Berlage introduit une nouvelle façon d'aborder l'architecture, octroyant plus de liberté à l'architecte tout en maintenant les combinaisons traditionnelles par la possibilité de réinterpréter les héritages stylistiques qui auparavant agissaient comme un carcan. Par cet aspect, Berlage se rapproche grandement d'Otto Wagner qui entreprit le même travail avec l'architecture classique. Par ailleurs, tous deux ont pu réaliser cette métamorphose de l'historicisme grâce à la parfaite assimilation de ce dernier, permise par leurs nombreuses réalisations antérieures, qui étaient parfaitement conventionnelles.
La conception novatrice de cet édifice fit beaucoup d'émules, bien qu'en renonçant au pastiche historique il n'ait pas reçu une admiration unanime. C'est surtout l'esthétique sévère de la Bourse, cette architecture du mur très pesante, qui fut copiée dans beaucoup d'édifices privés, ce caractère étant particulièrement adapté à l'architecture des banques, mais fut aussi employée pour des magasins, des hôtels, des locaux de journaux. À Amsterdam surtout, certaines maisons particulières s'en inspirèrent également, surtout celles construites par les architectes Stock et Jan Verheul (nl). Cette popularisation de l'architecture de Berlage fut permise par la théorie et donc la méthode octroyée par celui-ci, tandis que Wagner produisit une architecture bien plus personnelle, difficilement réinterprétable. Par la suite, Berlage construira le siège de la compagnie d'assurances De Nederlanden à Amsterdam en 1910, avant d'entamer un voyage aux États-Unis entre 1911 et 1912, où il découvre le travail de Frank Lloyd Wright, qui l'inspirera beaucoup. Berlage participe également aux congrès du CIAM.

#### Nieuwe Kunst
L'Art Nouveau (le Nieuwe Kunst) a une certaine influence aux Pays-Bas, mais Berlage méprise dans ce mouvement les divers tendance décoratives, qui ne prendront pas véritablement racine aux Pays-Bas, les architectes néerlandais ayant un sens de l'ornementation très mesuré, et se méfiant des excès. La décoration intérieure fit des progrès, prenant un chemin singulier et libéré de l'emprise du passé, Karel Sluijterman (en) et Jac. van den Bosch (nl) sont des architectes décorateur ayant beaucoup œuvré en ce sens.

## XXesiècle

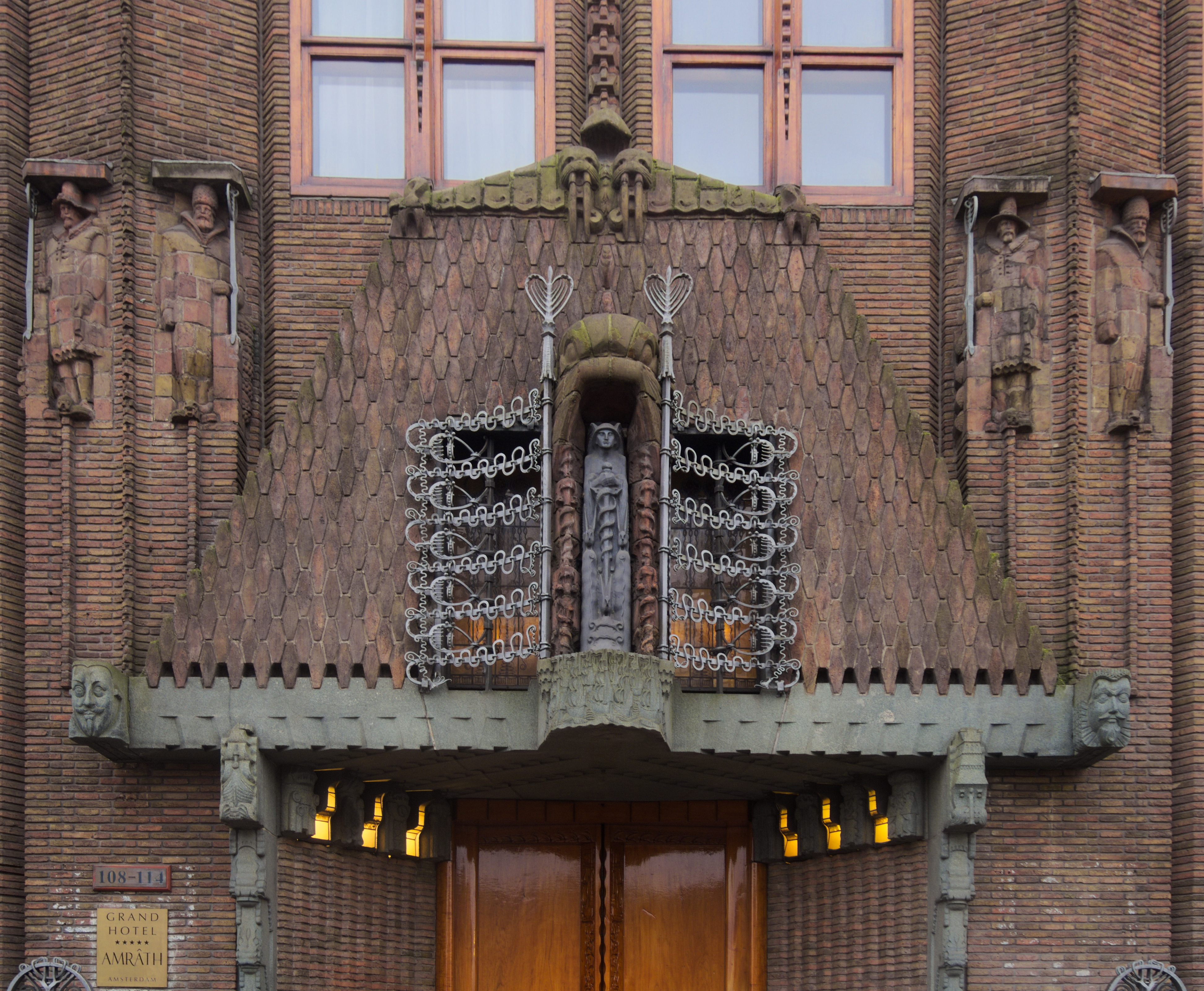
Détail de l'entrée du scheepvaarthuis (1913) à Amsterdam.

### 1900-1940
Au début du XXe siècle, au-delà des courants dominants, l'architecture néerlandaise est également composée de trajectoires personnelles et originales. Ainsi, Willem Marinus Dudok poursuit l'architecture rationnelle initiée par Berlage, il réalise notamment les quartiers modernes d'Hilversum, ainsi que son hôtel de ville, en 1928. Bien qu'influencé par le Frank Lloyd Wright, De Stijl et Berlage, Dudok poursuit par ses réalisations une voie personnelle, qui aura une grande influence sur les architectes anglais de l'entre-deux-guerres. Jacobus Johannes Pieter Oud suivra le même chemin, en concevant plusieurs plans pour le réaménagement du centre-ville de Rotterdam, ainsi qu'en réalisant l'immeuble de la Shell à La Haye. L'attraction pour l'architecture américaine se poursuivra au début du XXe siècle, en effet Wright aura une grande influence sur les architectes néerlandais, certain n'hésitant pas pour leurs propres réalisations à piocher dans certains de ses projets.

### Loi sur le logement et l'urbanisme de 1901

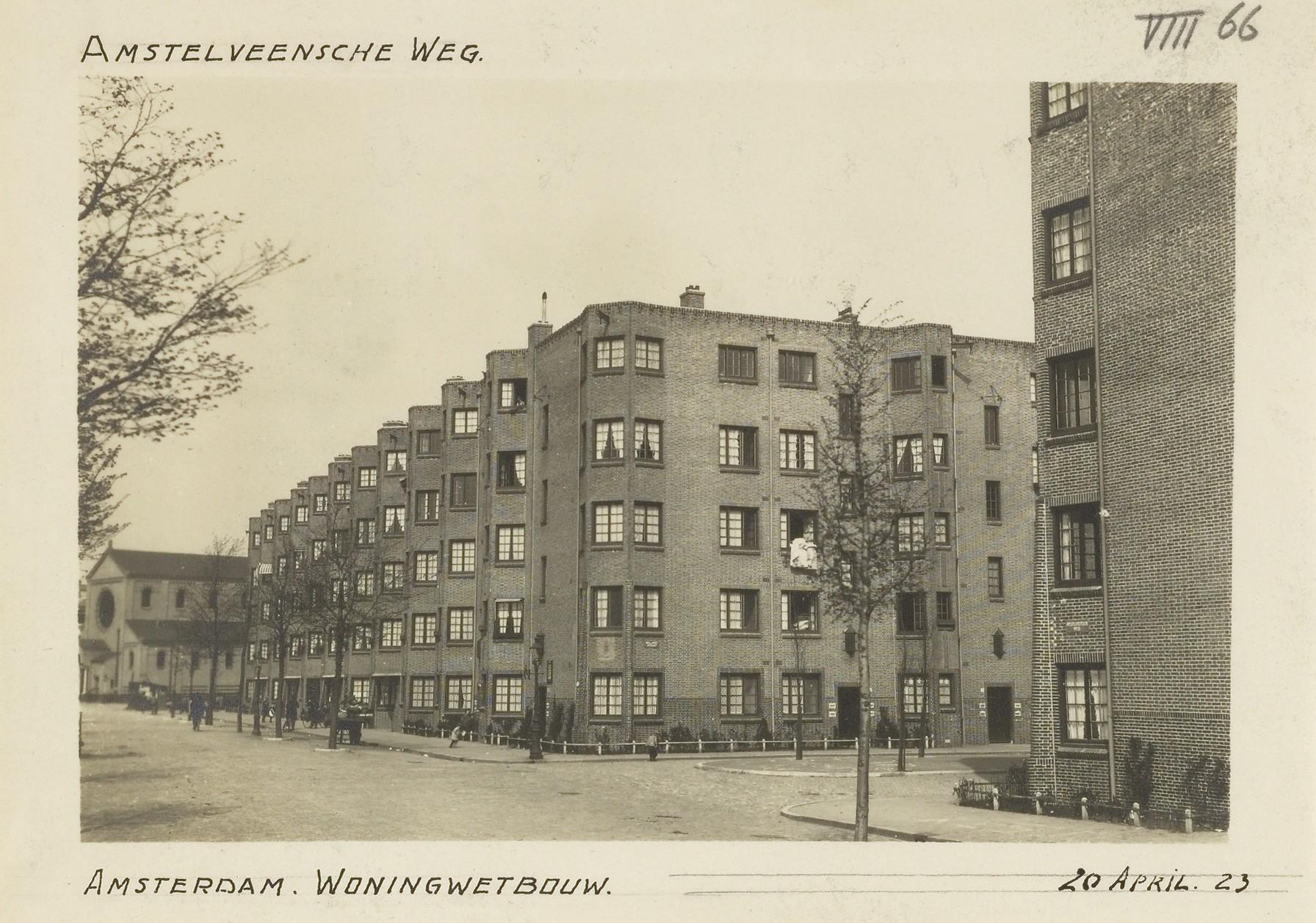
Ensemble de logements sociaux construits à Amsterdam au début des années 1920 dans le cadre de la loi d'urbanisme de 1901.

La loi de 1901 adoptée aux Pays-Bas régit le développement urbain par une planification ordonnée et règle le problème du subventionnement du logement social. En vertu de cette loi, toutes les villes de plus de 10 000 habitants doivent établir un plan de développement comprenant les conditions de démolition des quartiers insalubres, d'entretien des quartiers salubres et de construction des nouveaux quartiers. Ainsi, le discernement des plans régulateurs généraux, réexaminés tous les dix ans, et les plans détaillés, permettant désormais de justifier toute expropriation et toute nouvelle construction, est mis en place.
Pour mener à bien ces plans de développement, l'Etat fournit des prêts à intérêts aux communes concernées qui peuvent couvrir l'intégralité du coût des terrains et des constructions prévues. Les communes peuvent enfin également accorder des subventions aux coopératives et aux organismes qui se chargent de la construction d'habitations abordables, et à concéder les terrains plus rapidement grâce à l'expropriation réglementée, qui est facilitée. La loi de 1901 permit la conception des plans d'Amsterdam en 1902 et de Rotterdam en 1903. De plus, grâce à cette loi, 35 000 logements sociaux financés par l'Etat sont réalisés entre 1901 et 1914 ; la loi d'urbanisme de 1901 inspirera celle adoptée en 1909 en Angleterre.

#### Berlage et l'urbanisme

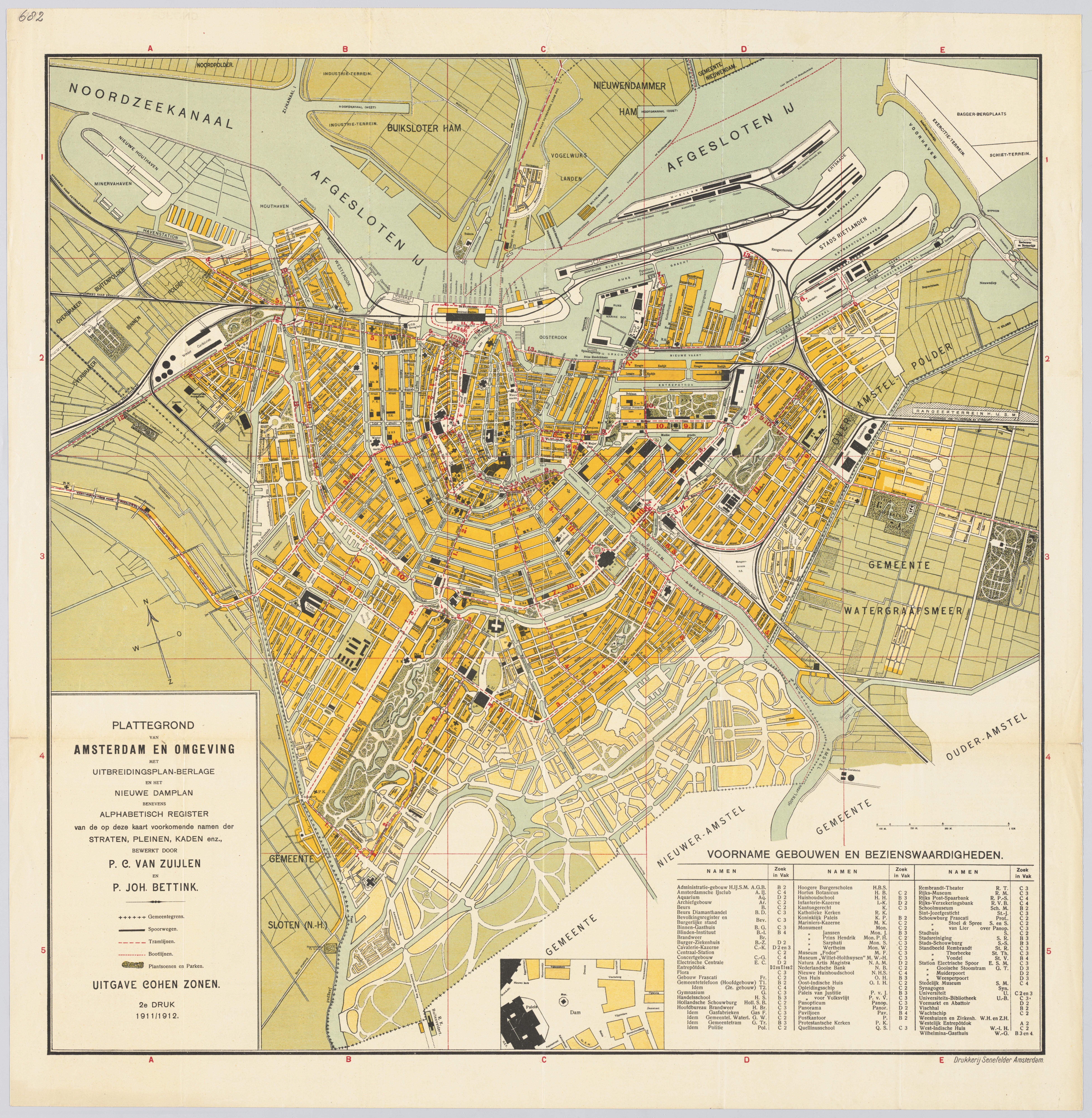
Plan d'Amsterdam au début du XXe siècle, le premier projet de Berlage pour le Plan Zuid est visible au bas de la carte, dans un jaune plus clair.

Amsterdam est le centre de toutes ces innovations architecturales dont Berlage est le moteur. La ville avait alors vu sa population doubler entre 1875 et 1900, grâce notamment à l'ouverture du canal la reliant à la mer du Nord. La conception du quartier sud d'Amsterdam a alors été confiée à Berlage, qui put profiter d'une grande liberté d'action, laquelle s'exprima dans son premier projet dessiné en 1902 : le Plan Zuid.
La principale contrainte de cette extension urbanistique était de concevoir dans un délai très court une architecture de masse, qui ne déshonore pas la beauté reconnue du centre d'Amsterdam et qui soit dans le même temps agréable à vivre pour ses habitants, ceux-là appartenant à la classe ouvrière et à la petite bourgeoisie. Les terrains sur lesquels la ville devait se développer avaient été achetés par cette dernière en vertu d'une loi de 1901 portant sur la lutte contre la spéculation. La ville louait ensuite ces terrains qui étaient alors lotis, d'après une mesure prise par Amsterdam en 1896, bientôt suivie par toutes les villes néerlandaises. Le tracé de Berlage était guidé par l'ovale et la courbe permettant d'aligner les maisons sans qu'elles n'empiètent les unes sur les autres, tandis que les rues étaient axées sur un monument public. Malgré cette liberté dont a su indéniablement profiter Berlage, l'innovation urbanistique de son plan était assez limitée, entre influences médiévale, renaissance et haussmannienne. Ce projet s'inscrit pourtant dans les recherches menées à l'époque afin d'aboutir à la création d'une véritable cité moderne.
Par la suite, Amsterdam créera le service municipal du logement en 1917, et mettra en œuvre à partir de cette même année le projet d'aménagement des quartiers Sud d'après des plans types élaborés par Berlage entre 1912 et 1915, concernant également le Javaplein, place située plus à l'est de la ville.

### L'essor des pavillons de campagne

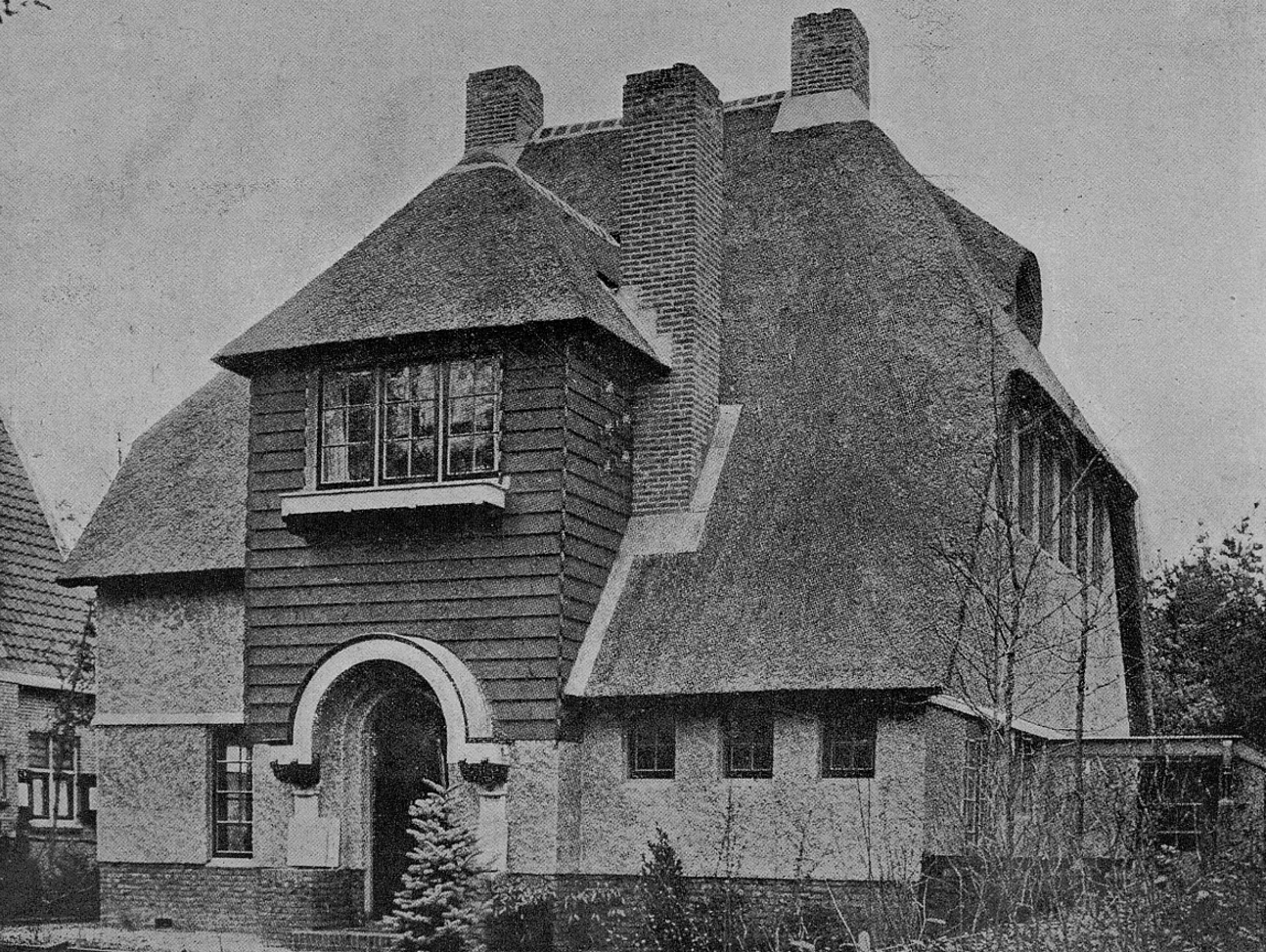
Cottage hollandais dans les environs d'Amsterdam, construit vers la fin des années 1920.

Du fait d'une augmentation significative des impôts fonciers dans les grandes villes néerlandaises dès le début du siècle, beaucoup choisissent de faire construire à l'écart des agglomérations importantes des villas, ou plutôt des cottages, notamment entre Haarlem et Leyde. La réglementation hollandaise s'adapta à ce changement par l'édiction de lois visant à lutter contre la monotonie architecturale de ces nouveaux quartiers, en imposant notamment que les constructeurs choisissent une teinte de brique et de tuile différente de celle de ses voisins. De plus, la clôture cernant le jardin se doit d'être basse, afin que la maison reste bien visible depuis la rue. Cette attention au détail est révélateur d'un état d'esprit bien différent de celui des Anglais qui permettent à la même époque la construction de lotissements comprenant des maisons toutes construites sur le même modèle.
Trois inspirations générales nourrissent les architectes de ces nombreux pavillons : premièrement le modèle américain de la grande maison, au toit assez plat, dont l'étage, lorsqu'il est présent, est souvent construit en bois, deuxièmement le modèle régionaliste de la maison modeste au toit aigu, construite intégralement en terre cuite, et enfin, le modèle anglais pittoresque, reconnaissable par l'emploi de la chaume de jonc pour la couverture des toits.

### L'école d'Amsterdam

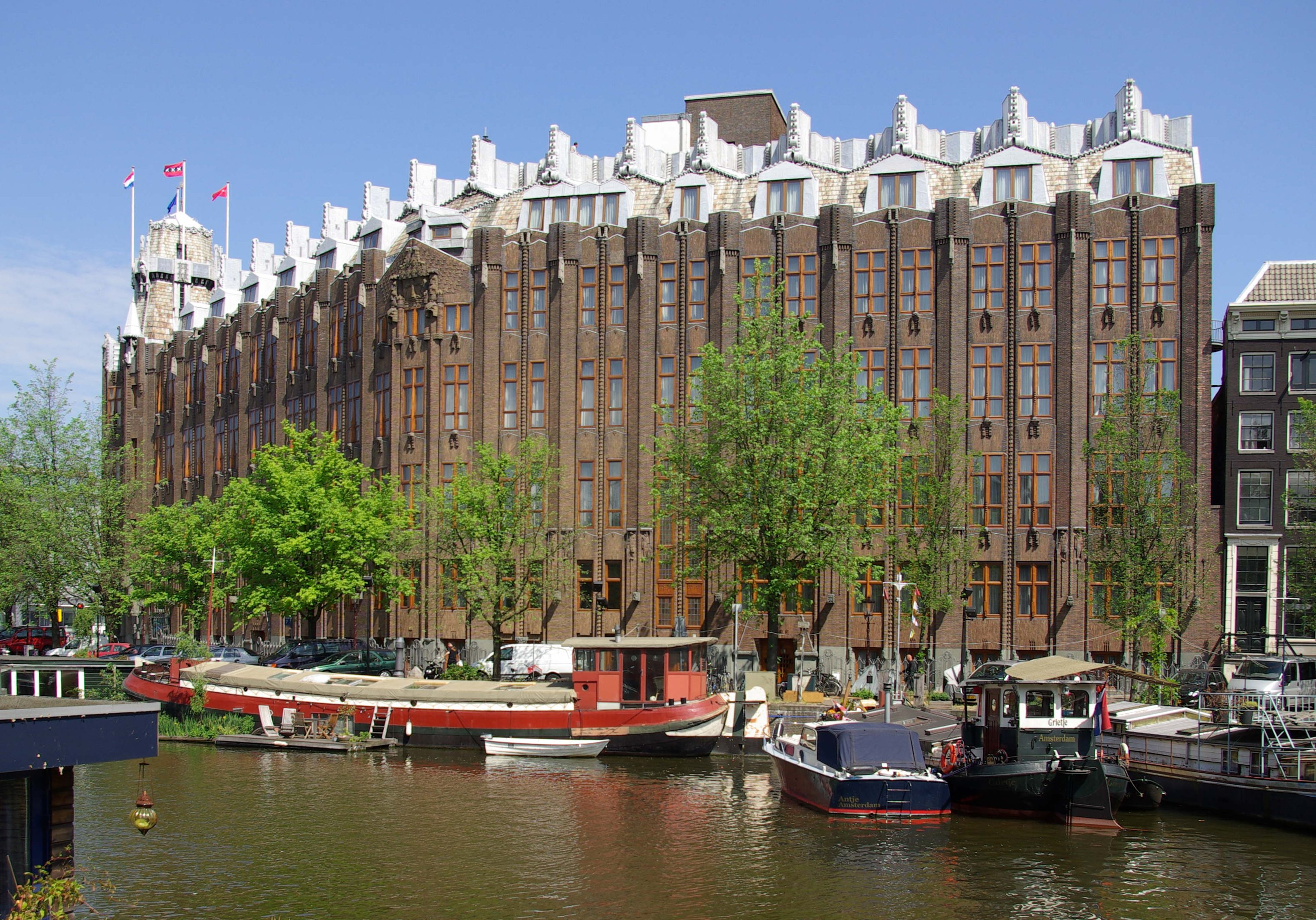
Le Scheepvaarthuis, construit par De Klerk à Amsterdam en 1913.

Certaines de ces tendances se retrouvent dans l'école d'Amsterdam, menée par Michael de Klerk, dont les principes sont l'attention pour les matières et le mur, qui sont exhibés magistralement et de façon logique sans masquer leur matérialité. On y retrouve aussi la pensée de Berlage selon laquelle l'architecture doit développer la société sur les plans politique et culturel, néanmoins les artistes de l'école d'Amsterdam proclamaient l'antirationalité de l'édifice, vu comme une création individuelle subjective (cet aspect peut notamment s'observer dans les nombreuses maisons individuelles de conceptions diverses élevées à cette époque dans le sud d'Amsterdam). Les productions de cette école sont assez surprenantes dans leur recherche de théâtralité, dans ce goût pour la façade plutôt que pour l'espace, du fait de l'influence qu'a eu l'architecture expressionniste sur l'école.
Les idées portées par ce mouvement ont pu être diffusées par un journal mensuel, intitulé Wendingen (c'est-à-dire Inversions), qui parut entre 1918 et 1932. C'est ainsi que l'école d'Amsterdam était également connue sous le nom de Wendingen.

#### Réalisations

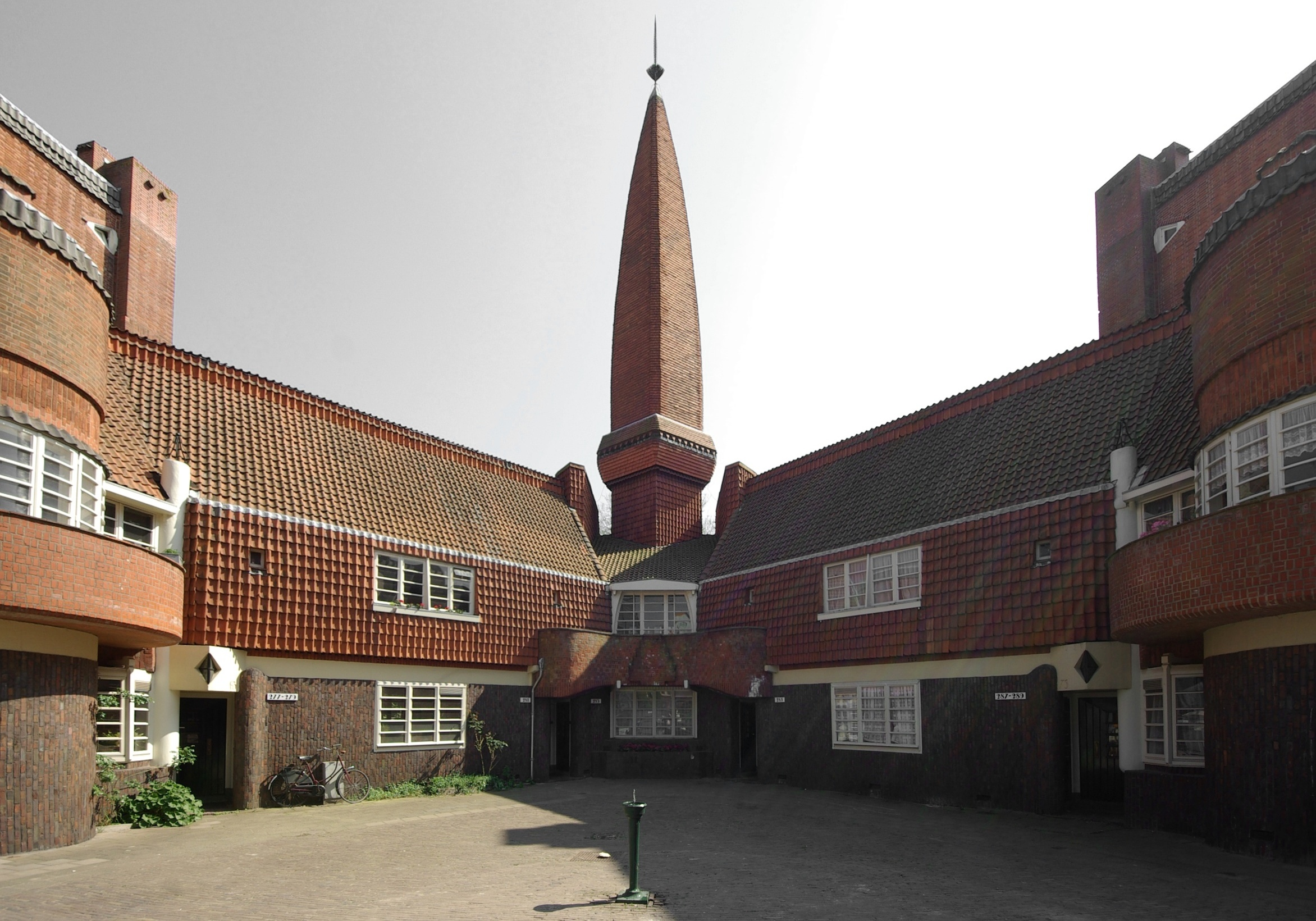
L'immeuble collectif Het Schip construit en 1921 à Amsterdam par Michael de Klerk.

Le Scheepvaarthuis d'Amsterdam constitue la première grande réalisation de cette école, construit en 1913 par Joan van der Mey, De Klerk et Piet Kramer. Ce dernier réalisera également un asile pour marins à Den Helder en 1914, des blocs d'habitation à Amsterdam et un édifice de la chaîne De Bijenkorf à La Haye.
L'immeuble d'habitation Het Schip construit par Michael de Klerk en 1921 est une des dernières réalisations de l'école d'Amsterdam mais également la plus célèbre. Construit à Amsterdam pour des ouvriers de l'industrie, Het Ship (le navire) doit son nom à sa forme, évoquant un navire. En effet, l'immeuble se situe dans le quartier maritime et ferroviaire d'Amsterdam, Spaardammerbuurt. Grâce à la loi sur le logement social de 1901, De Klerk a pu échapper à l'utilitarisme pour créer une œuvre exubérante et luxueuse au service des ouvriers. Ainsi, par exemple, la flèche emblématique de l'édifice ne sert dans la pratique qu'à indiquer la place du centre social, mais elle a surtout une fonction esthétique. De Klerk s'est inspiré pour concevoir cet immeuble des traditions artisanales et de construction navale, exprimant par cela sa sympathie envers la classe ouvrière. Il s'agit d'une architecture radicalement expressionniste, dont la relative simplicité formelle ne masque pas l'ambition de réaliser une architecture authentiquement populaire, à l'opposé des projets habituellement proposés en matière de logement social. Toutefois, les programmes sociaux aux Pays-Bas demeurent, et ce dès le début des années 1900, toujours généreux'.

#### Influence
L'école d'Amsterdam a de fait, malgré les extravagances de Michael de Klerk, établi des critères pour les habitations à bon marché pour toute l'Europe. Son architecture elle-même s'exporta en dehors des Pays-Bas, en Belgique notamment mais également au Danemark, par l'architecte Peder Vilhelm Jensen-Klint, qui réalisa à Copenhague l'église de Grundtvig. L'école d'Amsterdam finira cependant par s'essouffler au début des années 1920, amorçant le dernier retour de Berlage, qui réalisa alors à La Haye la Christian Science Church en 1926 et le musée municipal de 1927 à 1935.

### De Stijl

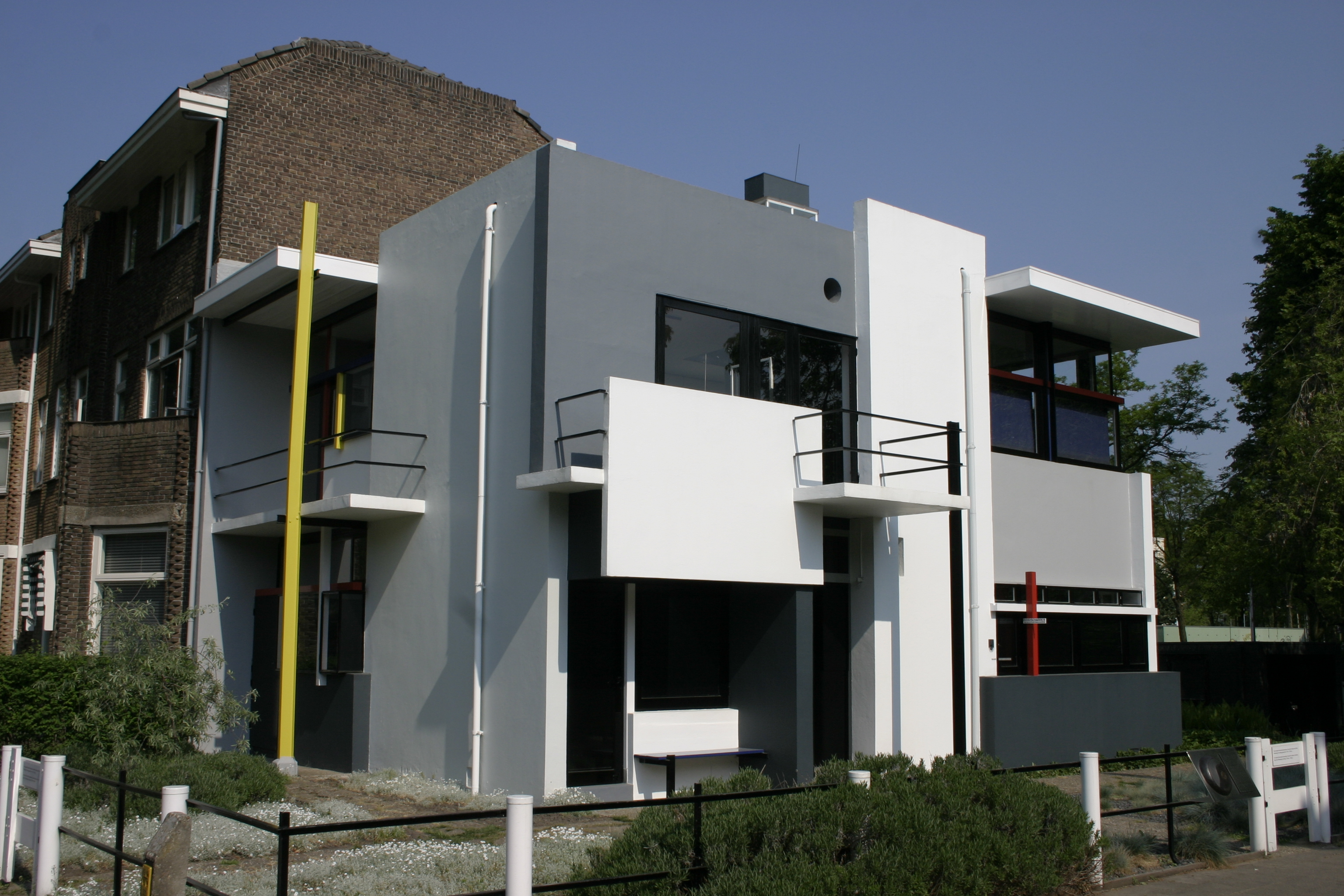
La maison Schröder, construite en 1924 par Gerrit Rietveld.

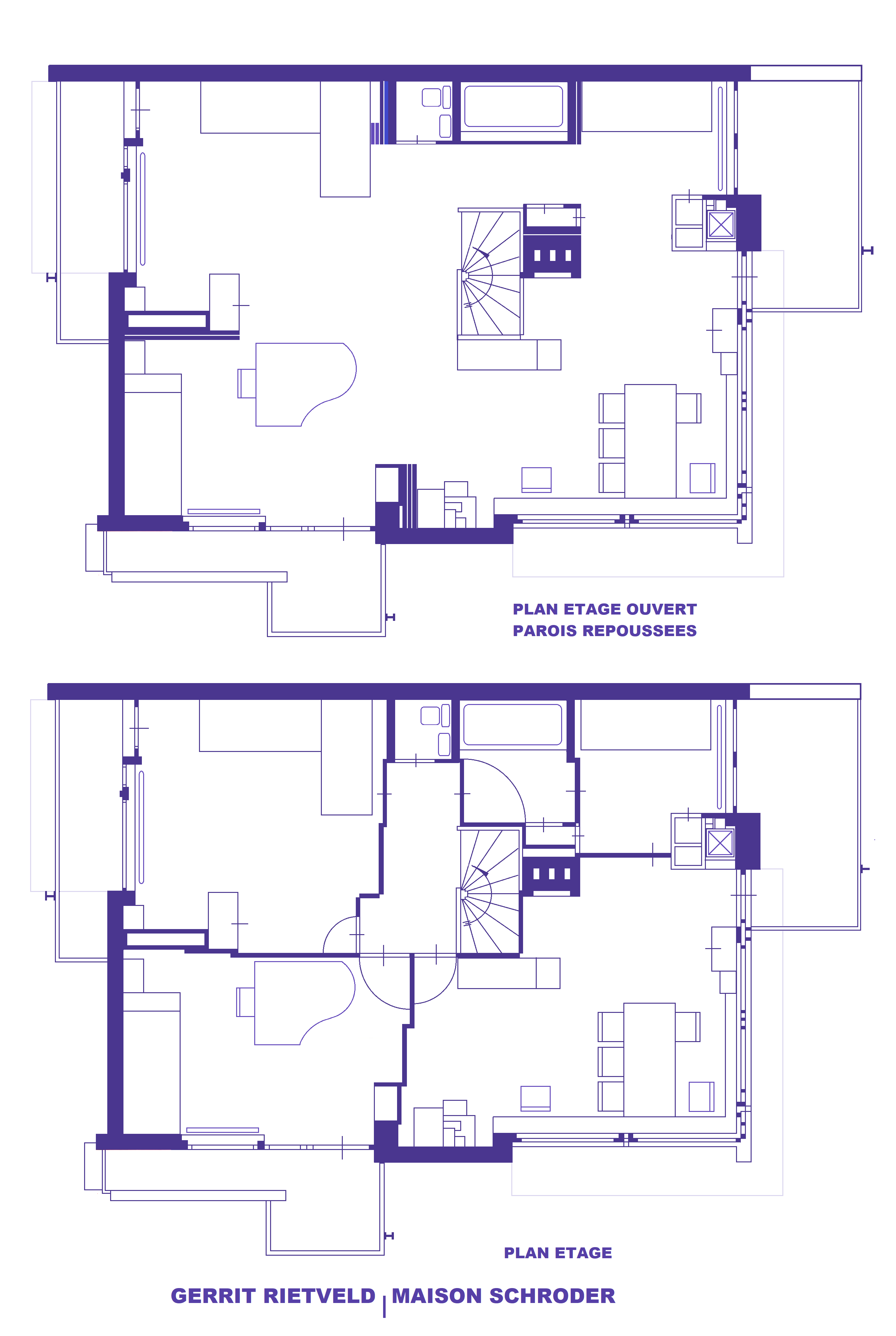
Plans de la maison Schröder.

Le mouvement d'avant-garde De Stijl, fondé par Theo van Doesburg et auquel se rattache Oud, connaîtra également une traduction en architecture, à travers le néoplasticisme, en collaborant notamment avec des peintres comme Piet Mondrian, faisant de la peinture l'égale de l'architecture et non plus sa subordonnée.
De Stijl a eu, de 1917 à 1930 environ, une grande influence sur le développement de l'architecture moderne en Europe, les architectes qui se réclamaient de ce groupe étaient Gerrit Rietveld, Jacobus Johannes Pieter Oud ou encore Robert van 't Hoff (en). Les objectifs de ce mouvement consistaient en la renonciation à l'individualité pour embrasser les principes d'ordre, de clarté, de vérité et de simplicité, en ayant un regard objectif sur la réalité. Les édifices conçus selon ces principes étaient composés selon une géométrie abstraite et rigoureuse, assemblant des éléments orthogonaux alliés à des couleurs primaires, en deux ou en trois dimensions. Ainsi, ces règles de composition devaient constituer une méthodologie valable pour tous les arts.
Alors que De Stijl naissait en 1917, l'école d'Amsterdam, expressionniste, était sur son déclin. Néanmoins, de vives oppositions s'exprimèrent entre les modernistes radicaux et les expressionnistes attachés à certaines conceptions plus traditionnelles de l'architecture.

#### Néoplasticisme

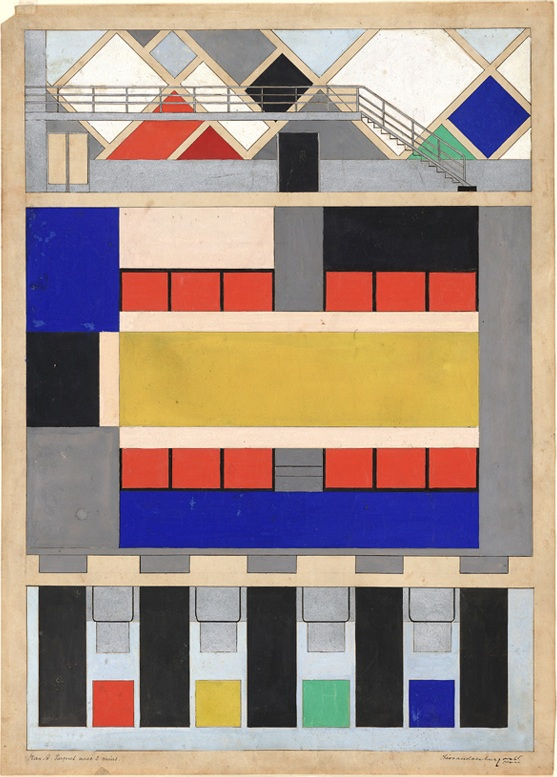
Theo van Doesburg, Ciné-dancing, sol et murs.

Le néoplasticisme, comme mouvement post-cubiste, se fondait sur l'idée fondamentale qu'une combinaison nouvelle des éléments bidimensionnels donnerait naissance à une nouvelle plasticité, en s'appliquant tout d'abord à la peinture et à la sculpture, puis à l'architecture et à l'urbanisme. L'objectif en architecture était de renouer cette discipline avec son époque, en accord avec les évolutions technologiques et psychologiques de la société, grâce à l'établissement de lois objectives et universelles (issues elles-mêmes des lois économiques, mathématiques, techniques ou encore hygiéniques) qui seraient rigoureusement respectées’. Ce qui amena Mondrian à affirmer : « A l'avenir la réalisation de l'expression formelle pure dans la réalité sensible de notre environnement, remplacera l'œuvre d'art. Mais pour arriver là, il faut s'orienter vers une représentation universelle et se détacher de la pression de la nature. Nous n'aurons plus besoin alors de tableaux et de statues, parce que nous vivrons au milieu d'un art réalisé. L'art disparaîtra de la vie dans la mesure où la vie elle-même gagnera en équilibre. ».
Théo van Doesburg s'exprimera quant à lui en ces termes pour exposer sa vision de l'architecture destinée à remplacer les anciens styles : « [...] la nouvelle architecture est « anti-décorative ». Ni la couleur, ni la forme n'ont une valeur ornementale, mais ils sont devenus des moyens élémentaires de l'expression architecturale. La structure nue de l'édifice est subordonnée à la conception architecturale. Seulement par la collaboration de tous les arts plastiques le style moderne atteint à sa pleine expression. Chaque élément architectural doit contribuer à créer un maximum d'expression plastique sur une base logique, pratique et économique. ». Il s'exprimera également en défaveur du morpho-plasticisme, c'est-à-dire la plastique qui met la forme naturelle au premier plan de la création artistique, auquel il oppose le néoplasticisme, dans le même article (voir la note).

#### Réalisations

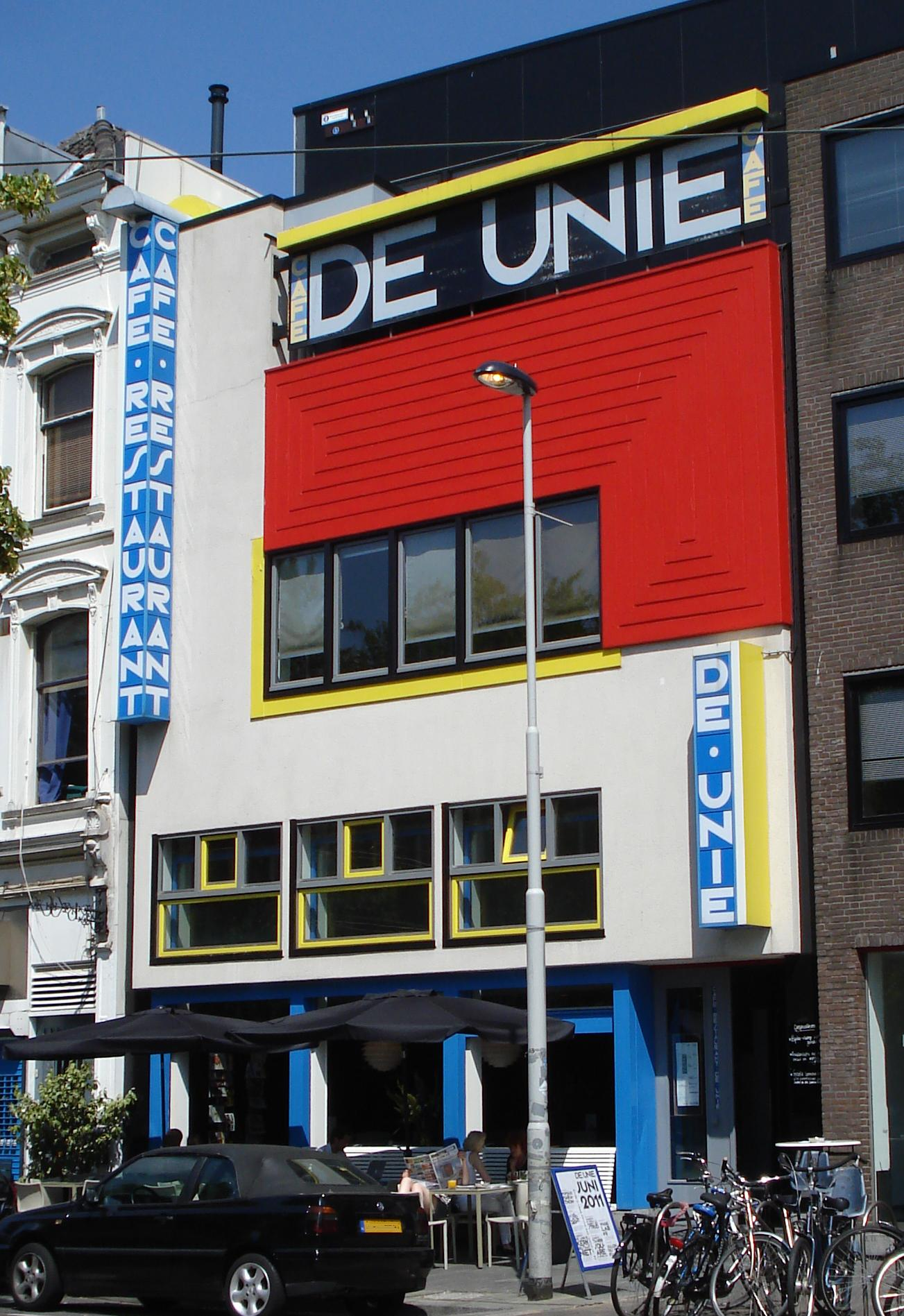
Le café De Unie, construit en 1925 à Rotterdam par Jacobus Johannes Pieter Oud.

La villa que construisit Robert van't Hoff à Huis ter Heide en 1916 constitue une réalisation précoce du futur mouvement De Stijl ; elle s'inspire du modèle wrightien de la maison dans la prairie, qui fut popularisé auprès des architectes néerlandais par la publication des œuvres de Wright par l'éditeur berlinois Wasmuth. En 1917, Oud conçoit selon cette méthode un ensemble de maisons ouvrières en bord de mer à Scheveningen, constitué de parallélépipèdes rectangles aux dimensions diverses alignés le long d'un même axe. Le dessin des façades est simplifié à l'extrême, sans saillie, dont l'esthétique correspond à une série de modules imbriqués les uns à la suite des autres.
Théo van Doesburg quant à lui imagine des habitations dont les dimensions peuvent être contrôlées et rationalisées grâce à l'usage de modèles tridimensionnels, jouant des avancées et des retraits des volumes, comme dans les compositions de Vantongerloo. Van Doesburg et Rietveld choisissent d'exploiter cette idée dans un projet de maison de 1920, où les cavités se creusent dans les surfaces planes, et où la maison n'est constituée que de boîtes enchevêtrées, jouant des possibilités multiples de combinaison des volumes dans l'espace.
Mais la réalisation phare reste la maison Schröder, réalisée en 1924 à Utrecht par Rietveld, dont l'intérieur est constitué d'espaces modulables grâce à des cloisons coulissantes. L'importance donné à l'angle droit dans la peinture de Mondrian est également présente dans cette maison, formant une composition en tension où la couleur structure les pièces et où s'opposent les pans de murs horizontaux et verticaux ainsi que les plans séquencés des baies vitrées,.
L'influence de Frank Lloyd Wright, présente chez les architectes néerlandais dès le début des années 1900, se ressent d'autant plus dans cette maison, dont certaines caractéristiques relèvent presque de la citation, à l'image du toit dallé saillant ou encore de la juxtaposition de volumes ouverts et fermés. La façade de la maison quant à elle constitue une sorte de transcription en trois dimensions d'une peinture abstraite de Mondrian.

### Oud et Dudok: vers une architecture synthétique

#### Jacobus Johannes Pieter Oud

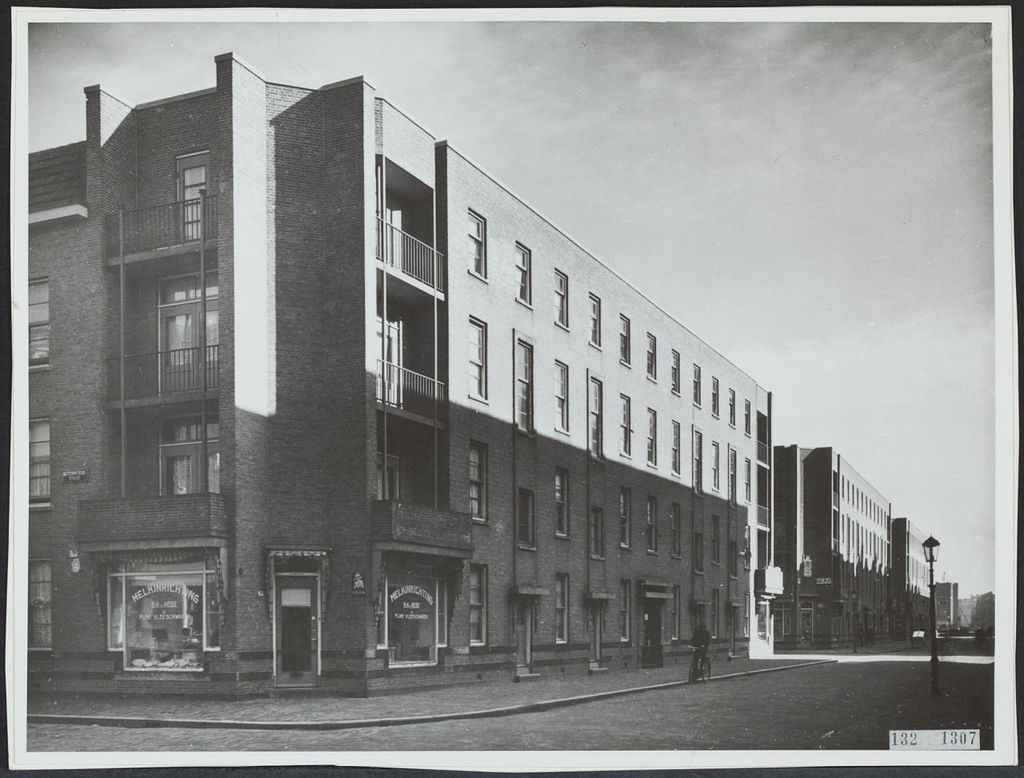
Quartier de Tusschendijken, construit par Oud à Rotterdam en 1919.

Le Café De Unie (nl) construit à Rotterdam par Oud en 1925 reprend tous les principes établis par De Stijl, et combine l'ordre linéaire et rectangulaire avec une asymétrie qui induit un flux et un mouvement particulier, cette réalisation synthétise toutes les expériences menées jusqu'alors par les architectes et les peintres néoplastiques. Oud a été nommé dès 1918 architecte en chef de la Ville de Rotterdam (poste qu'il occupera jusqu'en 1933), ce qui le confrontera à la réalité des contraintes techniques et économiques, en opposition à la théorie de Van Doesburg selon laquelle la correspondance entre les lois formelles néoplastiques et les lois concrètes serait établie et harmonieuse. Van Doesburg protestera d'ailleurs auprès d'Oud lorsque ce dernier réalise en 1920 son premier quartier d'habitats individuels populaires, dans lequel il opte pour la brique dans un souci d'homogénéisation esthétique. Oud finira par se détacher complètement de Van Doesburg au cours des années suivantes, après avoir réalisé des quartiers dont la conception entrait en contradiction avec les idées de ce dernier (Oud Mathenesse en 1922, Hoek Van Holland en 1924 et Kijfhoek en 1925). C'est cependant dans ces projets que se concrétise la méthode néoplastique, car si la décomposition n'est désormais plus manifeste, les volumes, les surfaces et les couleurs connaissent une métamorphose permettant de renouveler l'accord entre forme et construction. Oud résumera lui-même son expérience dans une lettre qu'il fera parvenir à l'architecte et historien de l'art Bruno Zevi.

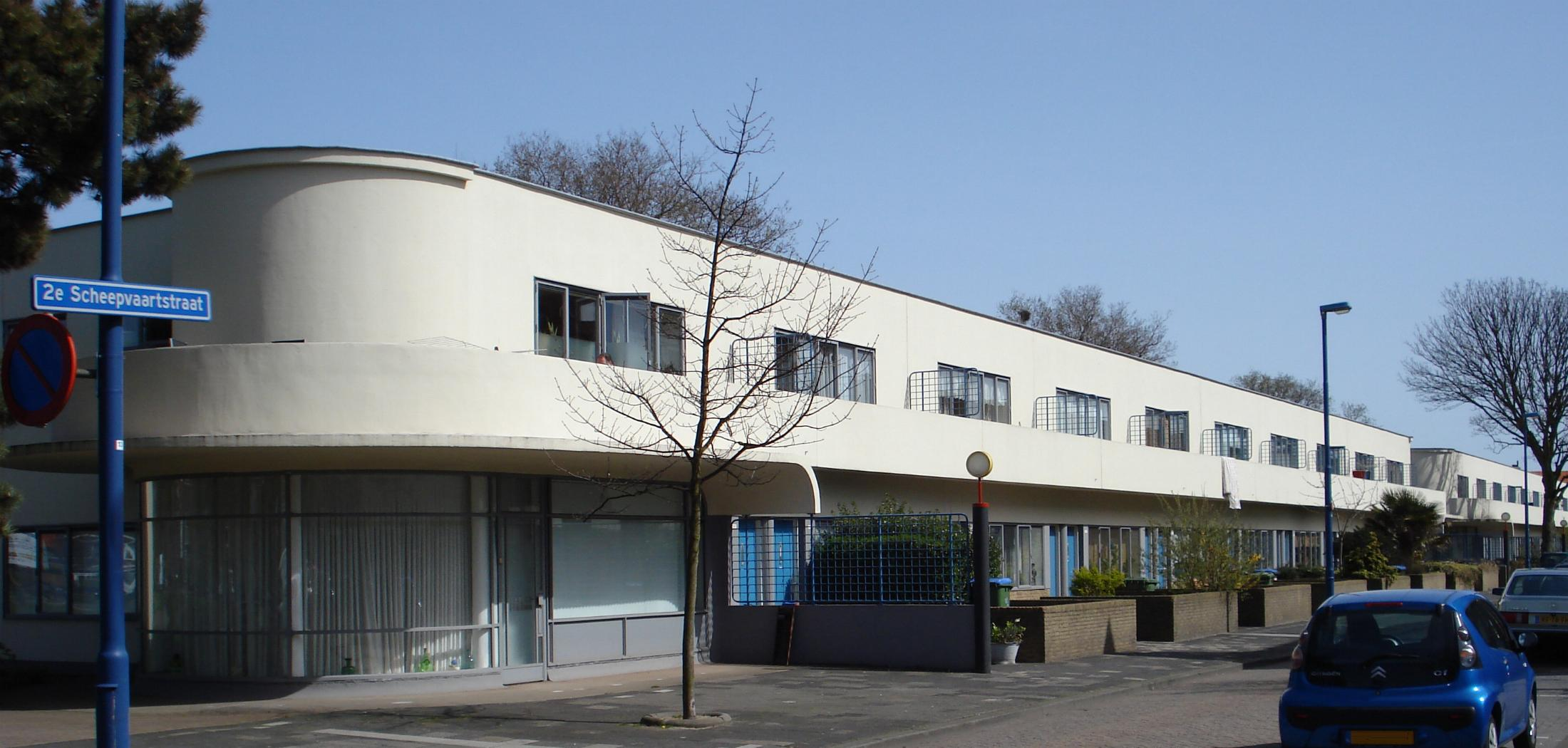
Le quartier d'Hoek van Holland, réalisé à Rotterdam par Oud en 1924.

Alors que Oud ne s'éloigne de De Stijl pour se rapprocher de Berlage qu'à partir du début des années 1920, il réalise dès 1919 à Rotterdam des blocs d'habitation qui peuvent être assimilés aux conceptions de Berlage sur le jeu et la combinaison des volumes. De plus, Oud emploie sans réticence la symétrie, la répétition uniforme des alignements de logements, le revêtement de briques, mais en révélant le désir néoplastique de décomposer les volumes traditionnels par l'articulation des angles évidés.

##### Hoek van Holland
Mais l'œuvre maîtresse d'Oud à cette période est bien sûr le quartier de Hoek van Holland, composé de maisons en bande, dénuées de toute référence historique, la place de la brique étant également fortement réduite (les murs sont en effet revêtus de crépis blanc, le socle et le perron étant de briques rouges et jaunes). Ici, le programme est unitaire, homogène, sans aucune référence à la décomposition néoplastique. Le quartier se compose de deux barres continues comportant deux rangées de logements superposés aux extrémités arrondies. Cependant, certains de ses programmes architecturaux révèlent la forte contrainte de la réduction des coûts qui pèse sur Oud, ce dernier étant amené à simplifier ses projets et à refuser les recherches combinatoires trop hardies, tandis qu'en urbanisme, l'architecte fait le choix de revenir le plus souvent à des conceptions traditionnelles, voire néoclassiques, en opposition aux constructions qu'il conçoit.

#### Willem Marinus Dudok

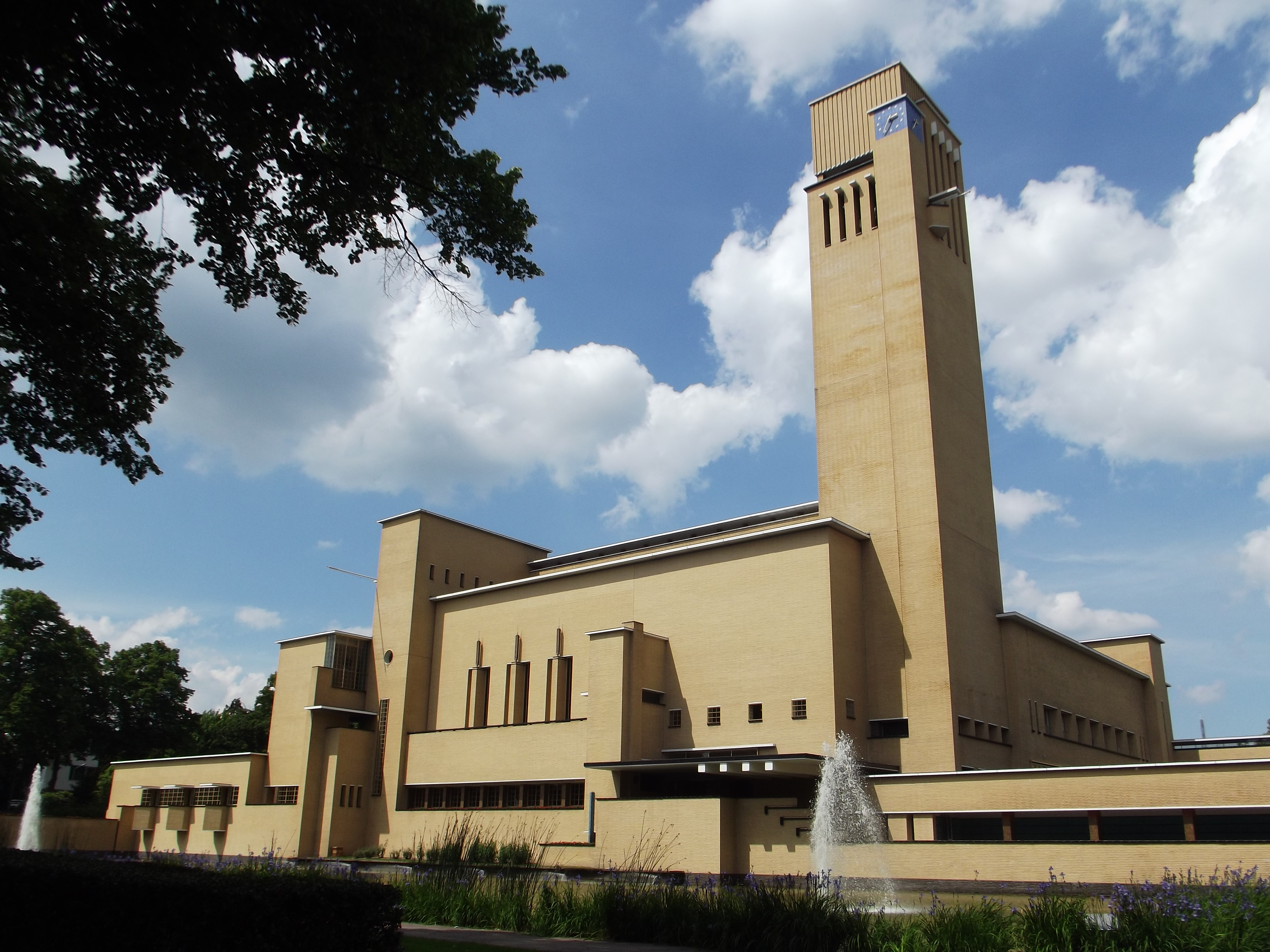
L'hôtel de ville d'Hilversum, réalisé entre 1924 et 1928 par Dudok.

Dudok exercera surtout à Hilversum, où il s'installe dès 1915. Hilversum est alors une ville en plein développement urbain, dont l'encadrement est confié à Dudok dès 1921. Celui-ci établit ainsi un plan régulateur général, bien qu'il ait conçu dès 1918 de nombreux districts résidentiels, comportant également des équipements publics. Ce n'est pas tant sur le plan architectural qu'urbanistique que Dudok se démarque, réinterprétant l'idéal de la cité-jardin pour le traduire concrètement dans des projets résidentiels urbains.
Dudok s'inspire en premier lieu du travail de Berlage et de De Bazel, en reprenant avec du recul certaines caractéristiques de l'école d'Amsterdam dans ses premiers projets à Hilversum. Cependant, Dudok développera par la suite un subit intérêt pour le néoplasticisme, tout en s'affichant particulièrement pragmatique. Dudok souhaite alors renouveler certains aspects de la tradition hollandaise, encore récente, au contact du mouvement européen, sans toutefois rompre la continuité des expériences architecturales qui sont alors menées, et en rejetant les excès. L'harmonie urbaine devient un enjeu important, mais elle peut toutefois être préservée par la sauvegarde de valeurs urbanistiques développées dans l'avant-guerre. Ainsi, Dudok prend à cœur d'intégrer dans ses édifices des citations néoplastiques ou wrightiennes. Dudok permit par ailleurs la réactualisation de l'architecture de Berlage, privilégiant l'asymétrie des espaces et l'ouverture des volumes.
L'hôtel de ville d'Hilversum, réalisé en 1928, demeure cependant l'œuvre principale de Dudok, où il résuma en un édifice emblématique l'intégralité de son travail à Hilversum. Dudok conçut un volume ouvert, cohérent avec son environnement immédiat très aéré. Par cet hôtel de ville perçu comme le lieu central et symbolique de la ville, Dudok exprime par le jeu puissant des volumes revêtus de briques le goût qu'il éprouvait pour l'architecture monumentale de Berlage,.

### Modernisme de l'entre-deux-guerres

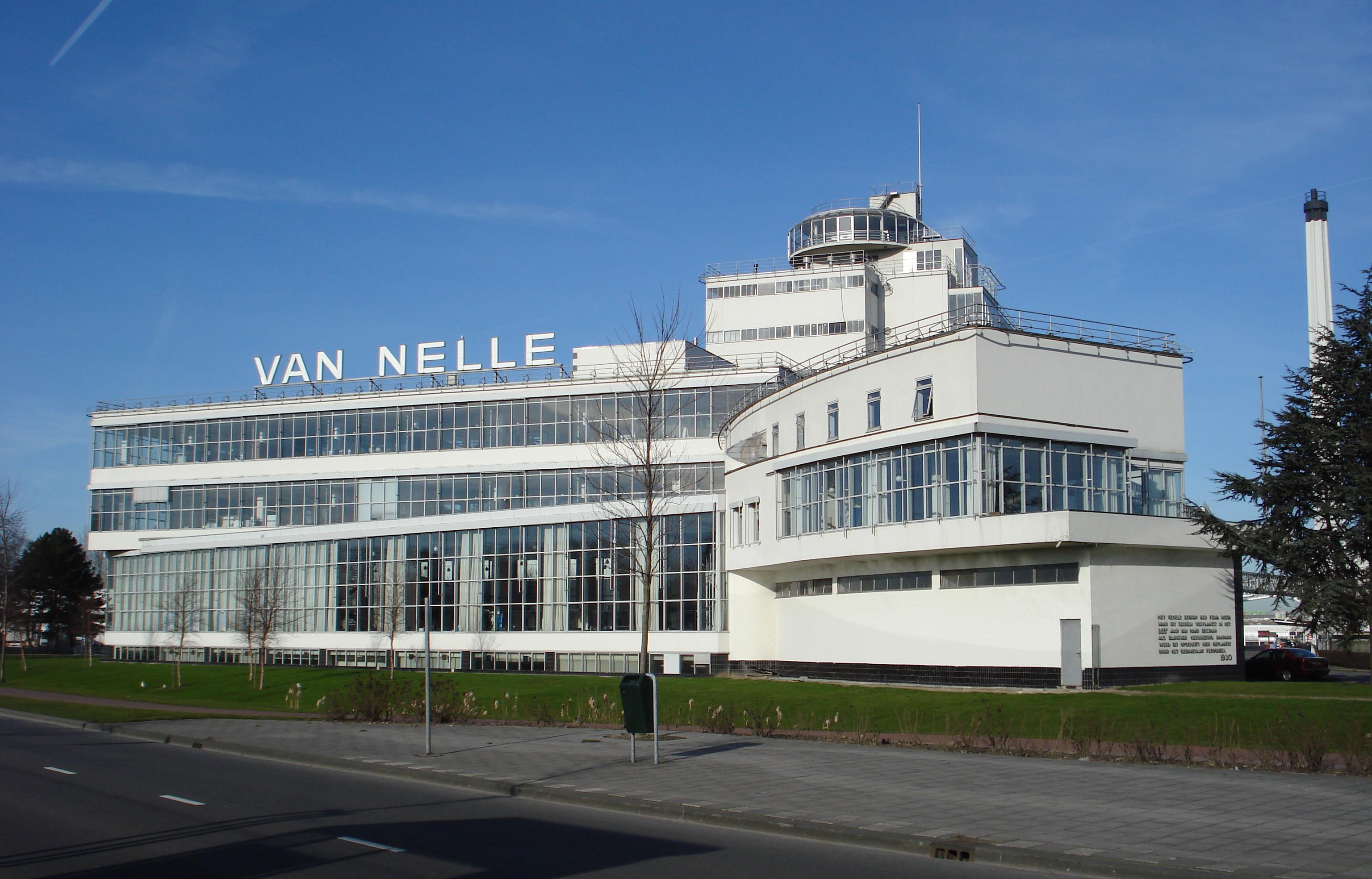
L'usine Van Nelle construite en 1931 à Rotterdam par Leendert van der Vlugt et Johannes Brinkman.

Le mouvement moderne a pu s'implanter facilement aux Pays-Bas grâce à l'arrivée notamment des avant-gardes néo-plastiques dans les années 1920.

#### L'usine Van Nelle
L'usine Van Nelle, construite en 1931 à Rotterdam, est une réalisation-phare des débuts du modernisme aux Pays-Bas. Les architectes l'ayant conçue, Leendert van der Vlugt (en) et Johannes Brinkman (en) ne sont pas devenus de grands noms de l'architecture moderne, pourtant leur usine parfaitement conçue a pu devenir une icône de cette architecture.
L'usine Van Nelle est bâtie en béton armé, en acier et en verre, et emploie le système du mur-rideau permettant d'inonder de lumière les espaces intérieurs. Le programme contenait également des installations sportives et de loisirs de plein air à destination des ouvriers, ainsi à l'image de Michael de Klerk, les architectes prenaient en compte le rôle de l'architecture dans l'amélioration de la condition de la classe ouvrière. La typologie de l'usine avait évolué depuis la halle et l'entrepôt, mais l'usine nécessite des planchers plus grand, permettant une plus grande superficie, ainsi qu'une lumière abondante afin de contrôler les machines et permettre un travail plus efficace. À l'usine Van Nelle, cela fut permis par l'emploi de colonnes-champignons, invention alors toute récente, autorisant un débordement des planchers en porte-à-faux ainsi que l'emploi d'une façade-rideau dont les fenêtres en bandeau n'ont pas à suivre la travée structurelle du fait de l'éloignement des poteaux.

#### Duiker et Peutz
Johannes Jan Duiker (nl) est un architecte moderniste ayant pris une place importante sur la scène architecturale de l'entre-deux-guerres. Les motivations de Duiker étaient avant tout sociales, défendant l'accès à des logements salubres et de qualité, souhaitant créer des espaces lumineux et aérés. Duiker s'opposait aux recherches esthétiques sans aspirations sociales, qu'elles soient modernes comme l'architecture néoplastique ou réactionnaires comme l'école de Delft. Il ne tenait pas non plus en faveur l'expressionnisme et l'école d'Amsterdam, malgré l'idéal social de Michael de Klerk, du fait d'un trop grand conservatisme formel. L'école de plein air d'Amsterdam (nl), construite en 1928 par Johannes Duiker, est une de ses plus fameuses réalisations. Duiker y a recherché la plus grande légèreté possible, notamment par la saillie des planchers bien au-delà des poteaux porteurs. Les étages sont totalement vitrés, Duiker employant des menuiseries en acier les plus fines possibles afin de compléter cette impression de légèreté et de transparence. Cette nouvelle architecture scolaire correspondait également à une nouvelle vision de la pédagogie, qui accordait davantage de liberté aux élèves, et qui suscita une forte opposition des partisans du traditionalisme. Le sanatorium Zonnestraal (en) d'Hilversum réalisé en 1928 par Duiker constitue une œuvre majeure de par sa typologie ; ce sanatorium influencera en effet l'architecture des édifices dédiés aux programmes sanitaires.

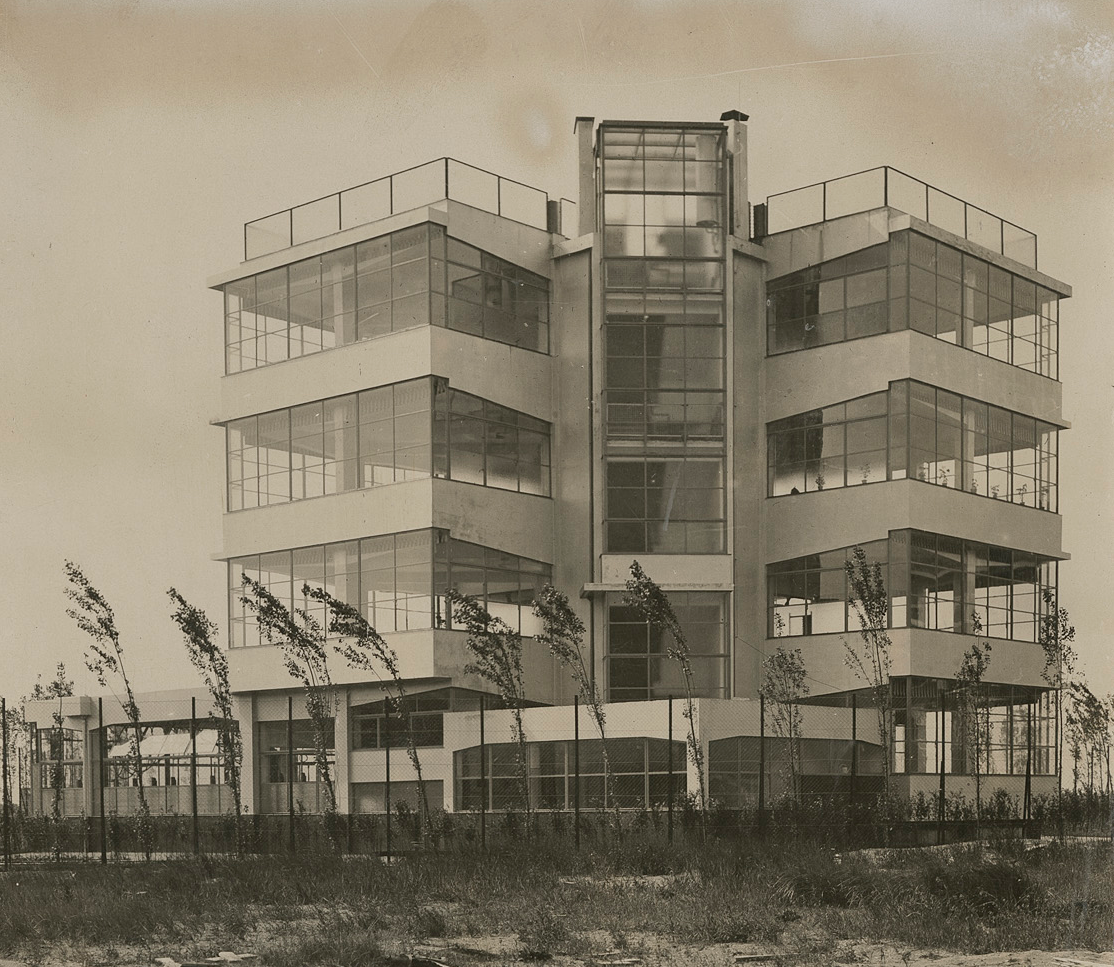
L' construite par Johannes Jan Duiker en 1928.

Le Palais de verre de Heerlen (Glaspaleis (en)) réalisé en 1935 par Frits Peutz (en) est un grand magasin d'une conception radicale, faisant la part belle aux surfaces vitrées, donnant une impression de transparence très novatrice pour l'époque, laissant apparent la succession d'étages en béton soutenus les uns sur les autres par des colonnes-champignons également employées dans l'usine Van Nelle.

### L'école de Delft

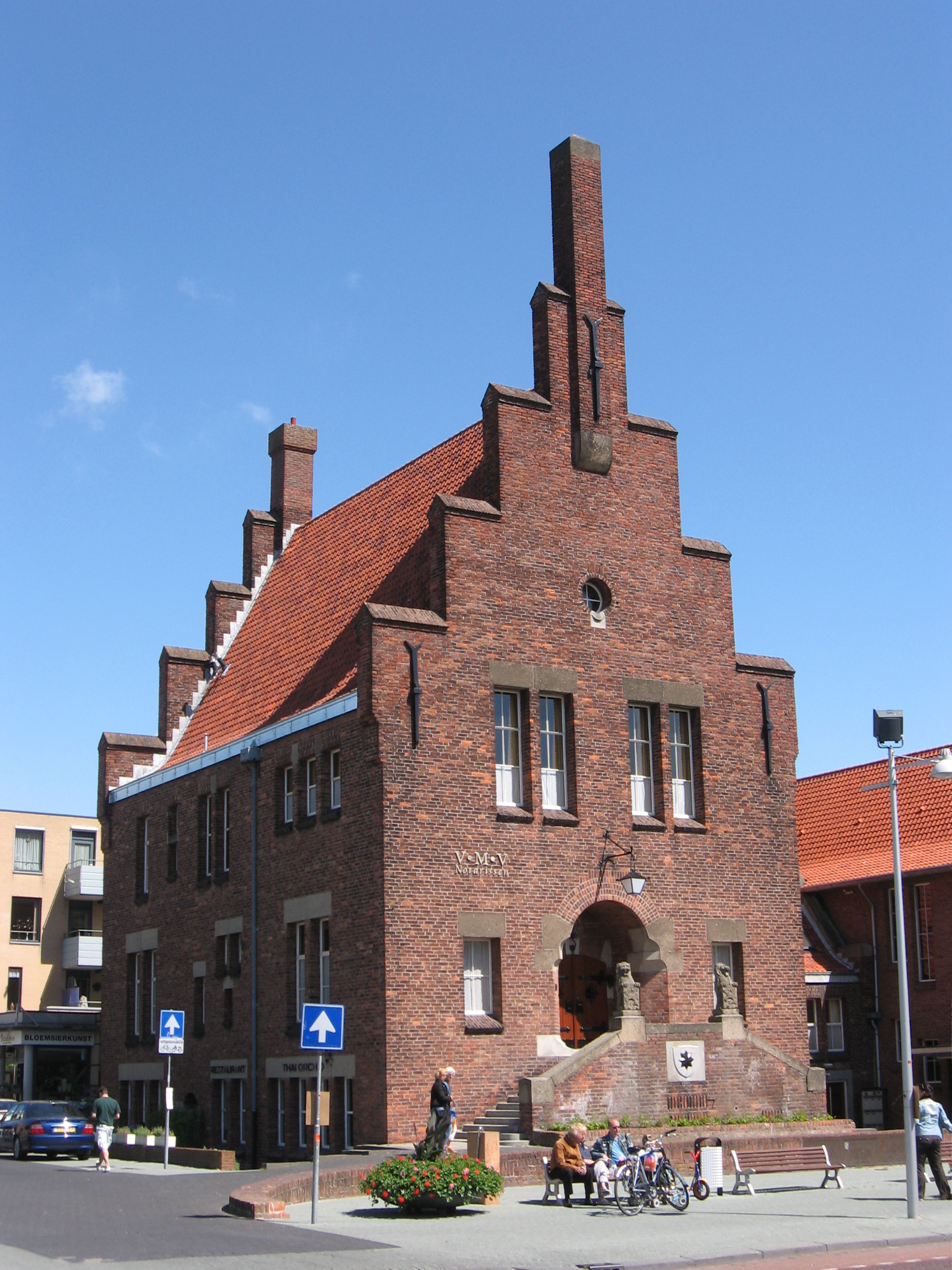
L'hôtel de ville de Wateringen, construit en 1938, est une réalisation de l'école de Delft.

L'école de Delft peut être considéré comme une réaction traditionaliste face aux architectures d'avant-garde incarnées aux Pays-Bas par De Stijl. Cette école, active de 1925 jusqu'à 1955 environ, préconise le maintien des formes traditionnelles (comprenant par exemple l'emploi de la brique et de la pierre, du toit en pente, du pignon droit ou à gradins en façade). La fonction doit pouvoir être lue sur l'édifice, en construisant par exemple des maisons très simples et des édifices publics monumentaux, et les architectes se réclamant de cette école souhaitent se fondre dans l'environnement urbain sans se démarquer. Les références à l'architecture de la Renaissance néerlandaise présentes dans les édifices appliquant les principes de l'école de Delft sont employées avec parcimonie, elles servent à conforter l'identité d'un territoire, et cette école a d'ailleurs joué un rôle important dans la reconstruction de certaines villes néerlandaises bombardées durant la Seconde Guerre mondiale. En effet, l'architecture traditionnelle a permis de redonner des repères aux habitants traumatisés et durement affectés par les bombardements sans pour autant constituer une reconstruction à l'identique.

### L'École de Bois-le-Duc
L'école de Bois-le-Duc, fondée en 1946, lors de la Reconstruction, constitue un prolongement de l'école de Delft puisque son apogée se situe dans les années 1960 et 1970, et a encore des adeptes aujourd'hui. L'école était au départ censée guider les constructeurs dans la reconstruction d'églises. La caractéristique principale de cette école est l'emploi systématique d'un système de proportion fondé sur le nombre plastique dans les édifices réalisés par les architectes appartenant à ce courant.

### Modernisme de l'après-guerre

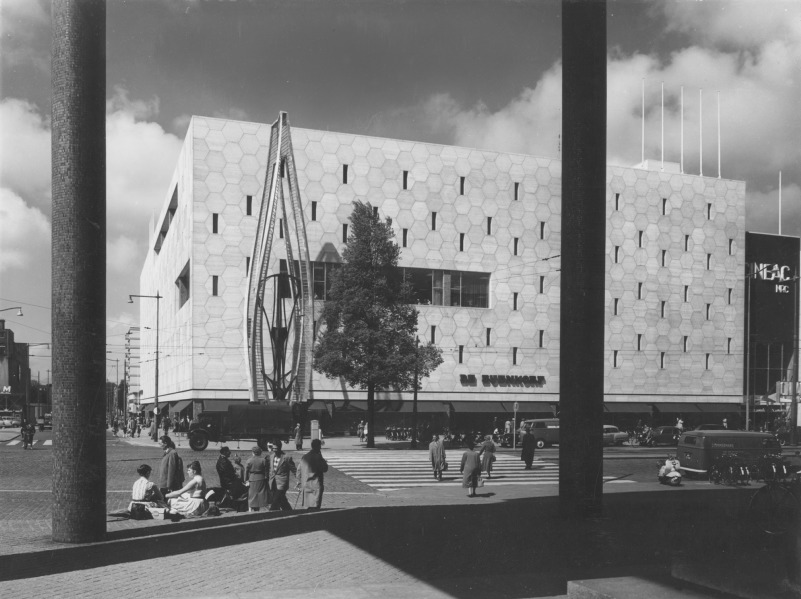
Le magasin De Bijenkorf construit à Rotterdam par Marcel Breuer en 1957.

En 1945, un quart des habitations aux Pays-Bas sont détruites ou fortement endommagées à la suite des combats et des bombardements de la Seconde guerre mondiale. La reconstruction de Rotterdam, détruite en mai 1940 et dont le plan a été élaboré dès le 8 juin de cette même année, a fourni l'occasion aux architectes modernistes d'expérimenter leurs principes sans avoir à prendre en compte les tracés et édifices antérieurs puisqu'il a été décidé de raser toute la zone touchée, c'est-à-dire le centre-ville. Les principes de la Chartes d'Athènes, à savoir la primauté donnée à la circulation, la spécialisation des quartiers et la création d'un centre d'affaires, ont alors été mis en œuvre. Les principaux architectes qui ont été chargés du plan de reconstruction sont Johannes Hendrik van den Broek ainsi que Jacob Bakema, auteurs notamment de la Lijnbaan entre 1949 et 1953, qui est le premier exemple de rue commerçante piétonne aux Pays-Bas. Des équipements d'architecture moderniste sont également réalisés, comme le lycée Montessori en 1958 par Bakema et Van der Broek, la tour de l'Euromast, construite en 1960, le magasin De Bijenkorf (nl) réalisé en 1957 par Marcel Breuer ou encore le centre De Doelen, ouvert en 1966,. A Rotterdam (comme ailleurs aux Pays-Bas) sont construits des immeubles de grande hauteur, directement issus du fonctionnalisme en faveur, servis par des élans technocratiques, exprimant par la monumentalité la puissance de l'entreprise ou du gouvernement.
C'est une période durant laquelle Gerrit Rietveld peut amorcer son retour avec notamment la réalisation d'une usine textile à Bergeijck en 1956, le musée Zonnehof à Amersfoort en 1959, l'hôtel de ville de Leerdam et le musée Van Gogh à Amsterdam de 1963 à 1973.
Avec l'accueil des rapatriés d'Indonésie en 1953 ainsi que la reconstruction des habitations détruits par la guerre, en plus de la réponse en logements à l'accroissement démographique, un million de logements sont construits entre 1945 et 1964. Entre 1964 et 1974, ce sont un million de logements supplémentaires qui sont réalisés.

### Brutalisme et structuralisme

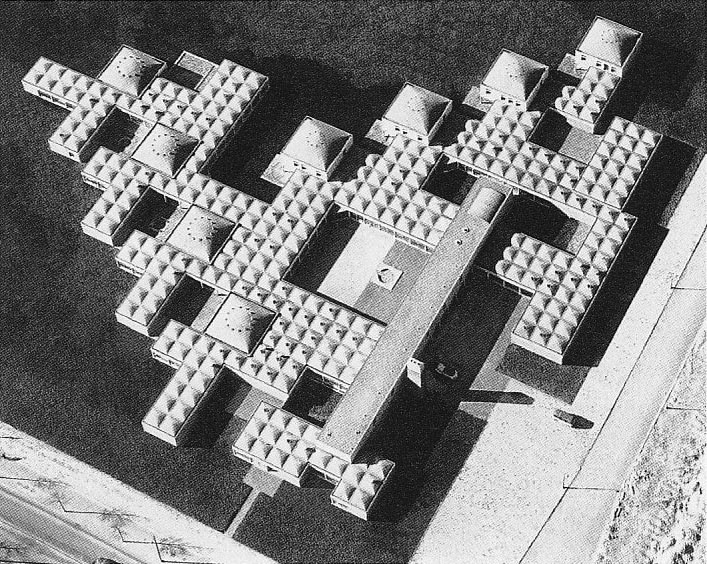
Vue aérienne de l'orphelinat d'Amsterdam construit par Aldo van Eyck entre 1960 et 1961.

Le brutalisme et le structuralisme architectural (en) sont bien sûr présents aux Pays-Bas, par le biais du groupe Team X, connu sous le nom de Forum Group, du nom de la revue Forum, qui va notamment s'opposer au CIAM jusqu'à sa dissolution en 1959 ainsi qu'aux tours fonctionnalistes en proposant une architecture de la prolifération.

#### Aldo van Eyck
Aldo van Eyck, alors membre du groupe brutaliste Team X, s'intéressait de près dans les années 1960 à la préfabrication pour laquelle il souhaitait adapter le langage architectural de Le Corbusier, ce qu'il tenta des réaliser dans l'orphelinat d'Amsterdam (1960-1961) par une série additive de poteaux, de poutres et de coupoles en béton, fermées par des parois en brique, formant une répétition d'un même module. Cet édifice a été remarqué pour sa souplesse et fut copié dans d'autres projets scolaires.
L'église catholique de La Haye conçue également par Aldo van Eyck entre 1964 et 1969 semble au premier abord être une simple addition de volumes parallélépipèdiques dont la modeste entrée se distingue par un demi-cylindre plaqué contre la façade, abritant une chapelle. A l'intérieure, une seconde entrée plus large marque la transition vers le centre de l'église, qui ne comporte pas de nef mais plutôt un grand espace dont la dynamique est marquée par de larges piliers. Ainsi, par son éclairage zénithal diffus et par la faible hauteur de l'église, l'espace central de cette dernière s'apparente davantage à une crypte qu'à une nef.

#### Herman Hertzberger
Dans l'extension de l'usine Lin Mij réalisée en 1964, Herman Hertzberger (en) choisit d'adapter les dispositifs modulaires structurels. L'usine en question, construite dans le courant du XXe siècle, avait mauvaise réputation mais constituait une source d'intérêt pour Hertzberger qui prit la décision de différencier nettement son extension du bâti existant en traitant cette dernière comme une excroissance indépendante, à l'image de coquillages sur la coque d'un navire. Hertzberger réalisa également en 1972 les bureaux de la compagnie d'assurances Central Beheer situés à Apeldoorn. Ces bureaux sont conçus comme un bloc composé de quatre îlots cubiques disposés autour d'un atrium central. L'extension de ces bureaux sera aussi réalisée par Hertzberger en 1995 selon les mêmes principes structuralistes, où l'attention est portée aux éléments constructifs fondamentaux, l'escalier de cette extension devenant une sculpture à part entière, délimité par deux écrans métalliques grillagés.

### Post-modernisme

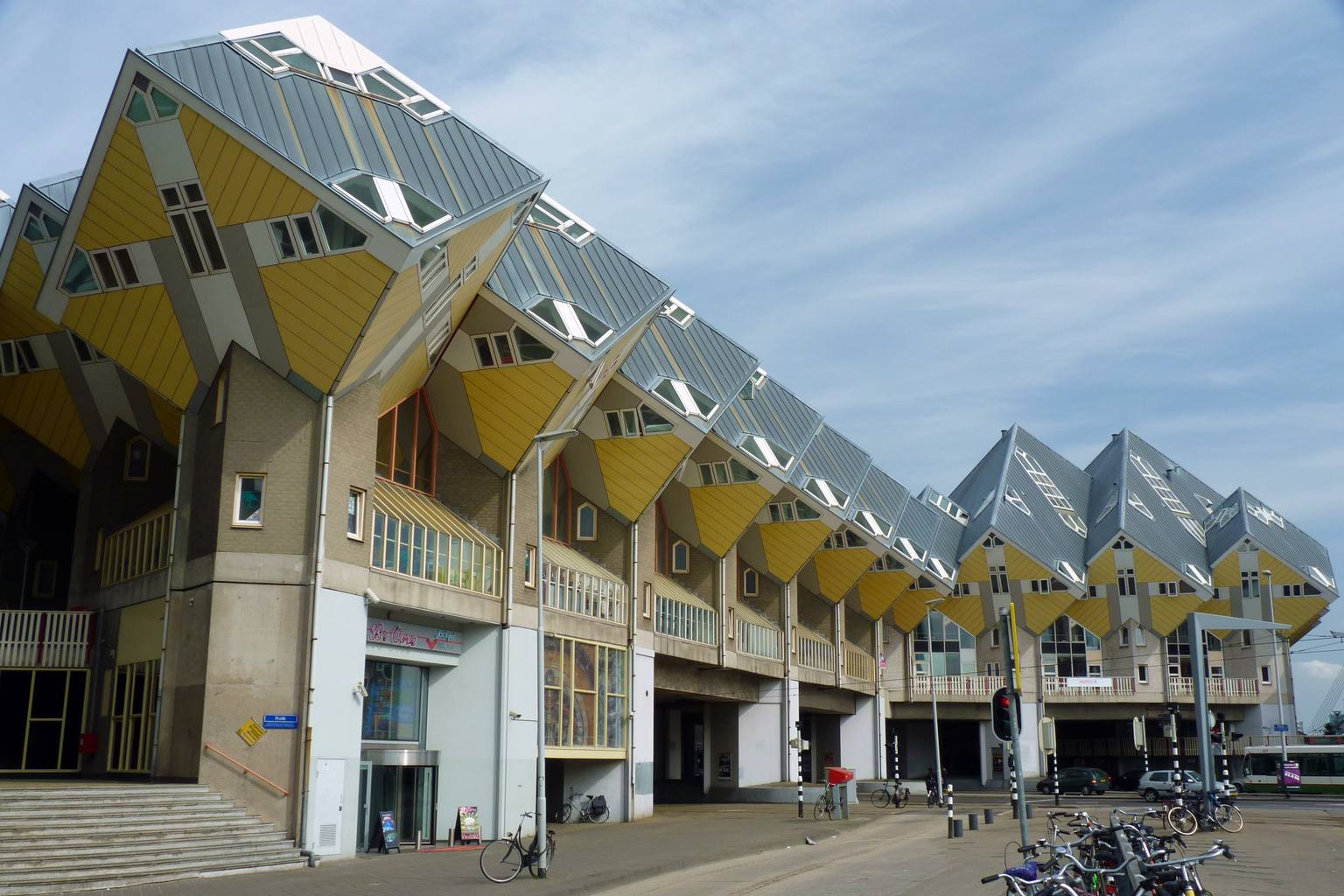
Les maisons cubiques de, édifiées entre 1984 et 1986 à Rotterdam.

Aldo van Eyck est également une figure du post-modernisme aux Pays-Bas, il réalisa entre 1976 et 1980 un îlot du quartier Jordaan à Amsterdam, concevant une architecture "additive" issue de ses recherches sur la préfabrication dans les années 1960, et également liée aux conceptions de l'architecte danois Jørn Utzon, qui réalisa notamment l'opéra de Sydney. Cette architecture traduite dans le quartier Jordaan reprend pour des logements collectifs la formule de la maison individuelle entre mitoyens. Ce concept structurel développé auparavant par le Forum Group est fondé à partir de la maison familiale, pensée comme une cellule qui peut se démultiplier à l'infini, pouvant former un village en expansion permanente.
L'architecture post-moderne est également présente à Rotterdam, avec les maisons cubiques construites entre 1982 et 1984 par Piet Blom (nl), architecte dans la veine du structuralisme. L'objectif de cet ensemble d'habitations était d'animer le centre-ville et d'y apporter davantage de logements, tout en affirmant l'opposition de l'architecte et d'une partie de la population à l'architecture moderniste omniprésente depuis la reconstruction. Bien que seules 39 des 55 maisons prévues ont été réalisées, les maisons cubiques ont reçu un accueil très enthousiaste et constituent encore aujourd'hui un site très visité à Rotterdam. Le principe structuraliste de l'agencement de modules est présent dans cette réalisation, tout comme à la Kasbah Housing construite par Blom à Hengelo en 1973, dans laquelle quatre modules partagent une terrasse commune.

### L'architecture des logements

#### Maisons individuelles
Bastioneiland est un groupe de 20 maisons construites à Leeuwarden en 2000 par DOK architecten (nl) sur une île artificielle située sur un lac. Organisé autour d'une cour carrée, le lotissement est séparé de l'espace public par les garages et du lac par les maisons elles-mêmes. Revêtues de bois et ornée d'un pignon droit, les maisons affectent du côté du lac la forme d'un navire primitif par la présence d'une proue contenant une chambre et surmontées d'une terrasse. Chaque maison dispose également d'une jetée, garantissant pour tous les habitants un accès au lac.
Les maisons Sound Wall (maisons anti-bruit), construites à Hilversum en 2001 sont une réinterprétation contemporaine des lotissements fréquemment construits en banlieue des villes néerlandaises. Réalisées par l'agence NIO architecten (nl), ces maisons sont bâties sur un terrain à proximité immédiate d'une grande voie de circulation automobile, et il fallait les protéger autant que possible des nuisances sonores et visuelles, ainsi que du regard indiscret des passants. Les maisons ont été construites en bandes, afin de constituer un front contre ces nuisances, en plus de former un ensemble visuellement saisissant grâce à l'emploi de la ligne oblique et du renouvellement du répertoire formel de la maison individuelle brisant la monotonie des lotissements habituels.

#### Logements collectifs
Le Kavel 25 est un immeuble de logements construit en 1992 à l'occasion d'une exposition d'architecture située à La Haye dont le chantier s'est étendu de 1987 à 2003. Le Kavel 25 a été conçu par l'agence KCAP et peut-être décrit comme une tour renversée sur le côté. L'immeuble, qui compte 6 niveaux, repose sur des pilotis et est percé de deux grands vides traversés par des paliers et abritant des escaliers permettant d'animer la façade (divisée ainsi en trois) et de créer des espaces intermédiaires.

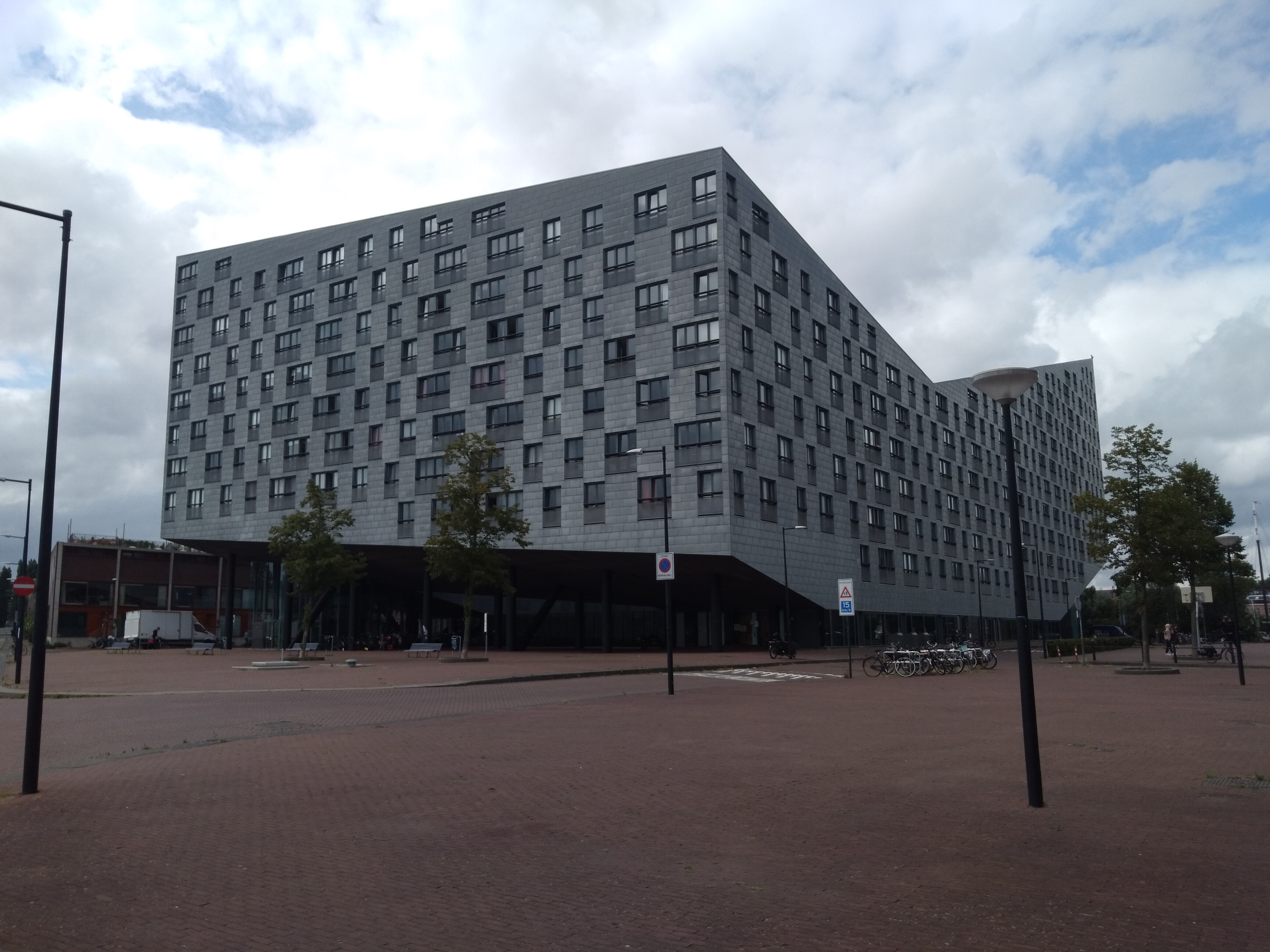
L'immeuble de logements collectifs The Whale construit à Amsterdam par l'agence De Architecten en 2000.

L'immeuble de logements The Whale (nl) construit à Amsterdam par l'agence De Architecten en 2000 est un ensemble dont la forme incongrue évoquant approximativement une baleine a été calculée afin de procurer un maximum d'ensoleillement à la cour intérieure. Cet immeuble caractéristique aux lignes dynamiques constitue un repère urbain, il contient 6 à 8 niveaux de logements mais également des espaces commerciaux. La circulation dans l'édifice est permise par des escaliers situés sur la façade de la cour intérieure. L'édifice tout entier est revêtu de plaques de métal gris, à l'exception des passages couverts qui sont habillés de bois.
L'immeuble de logements Mauritskade construits à Amsterdam par l'agence Erick van Egeraat Associated Architects en 2001 est en fait un édifice à usage mixte abritant des espaces commerciaux et quatre niveaux d'appartements luxueux. L'immeuble ferme l'angle d'un pâté de maisons bâties au XIXe siècle. Les façades de l'édifice sont un jeu de saillie des étages qui débordent les uns sur les autres, façade rythmée également par les fenêtres en bandeau de tailles diverses et par la variété des matériaux employés (bandes de pierre, panneaux d'allège en métal, châssis des fenêtres en bois).
L'ensemble de logements Schots 1 + 2 a été construit à Groningue par l'agence S333 Architecture + Urbanism en 2002, il s'inscrit dans un projet plus vaste de rénovation urbaine et regroupe deux typologie de bâtiments, des maisons en bande de 2 ou 3 étages et des immeubles de 7 étages, reliées par un parking souterrain mais séparées au niveau de la rue par une voie piétonne centrale cernée de commerces. Ce projet se distingue par la mixité sociale qu'il veut impulser à travers la variété des logements proposés, conçus pour des personnes âgées, des étudiants, des célibataires ou bien des familles. Les logements sont tous en location, et 30% d'entre eux sont des logements sociaux.

### Architectes et agences
Dans l'architecture contemporaine, les nationalités et les courants ont perdu de leur importance, cependant de nombreux architectes et agences néerlandais ont su se distinguer.

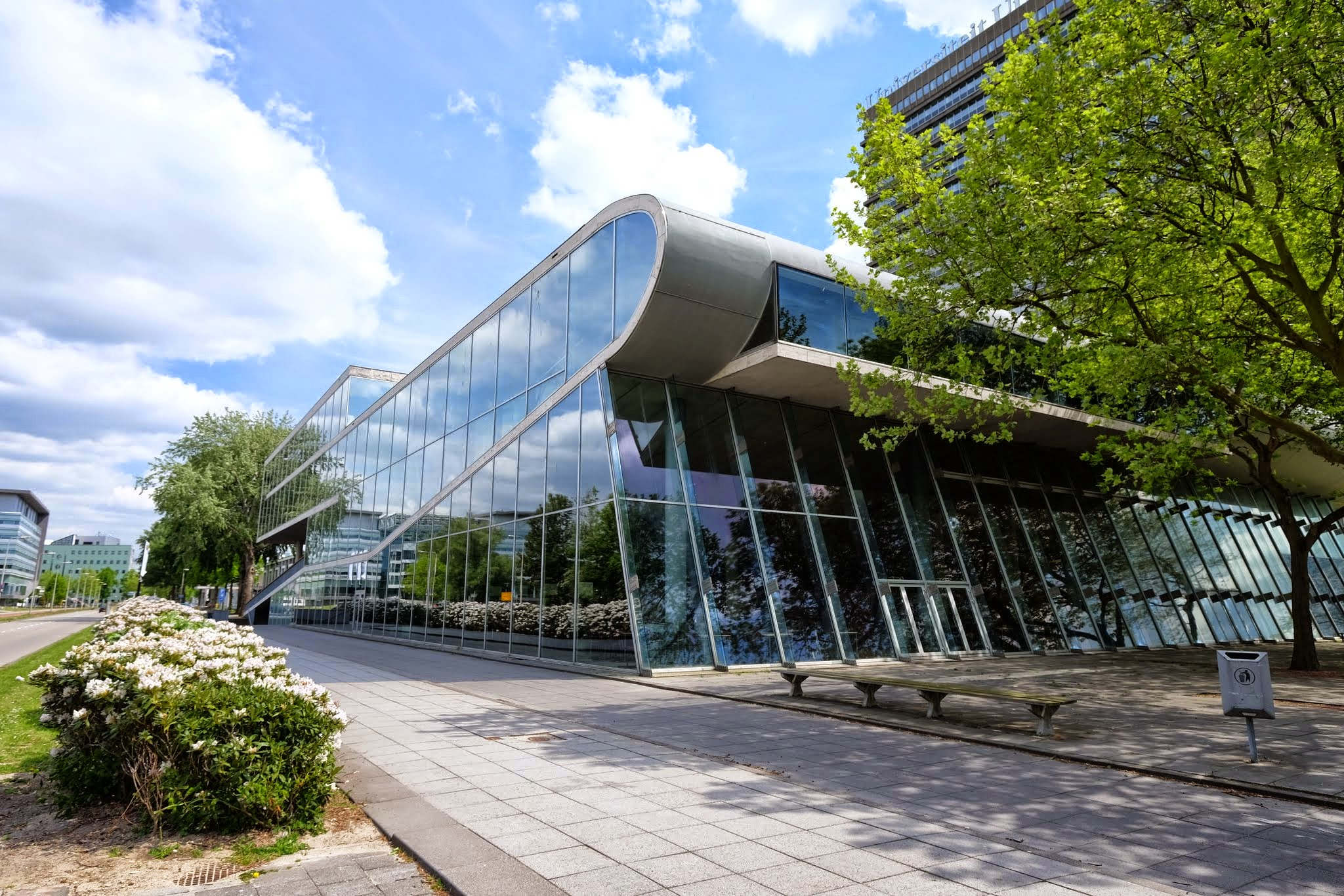
L'Educatorium d'Utrecht construit de 1992 à 2008 par Rem Koolhaas.

Rem Koolhaas est un architecte néerlandais qui s'inscrit dans la continuité du mouvement moderne. Né en 1944, il commence ses premières réalisations dans les années 1980, avec notamment deux villas à patio à Rotterdam de 1984 à 1988. Il conçoit aussi à Lille le schéma directeur du projet du quartier d'affaires Euralille (1988-2005) et de 1992 à 2008 l'Educatorium d'Utreht (nl). Il réalise depuis un nombre important d'édifices dans de nombreux pays, comme la maison Lemoine à Bordeaux en 1998, l'ambassade des Pays-Bas à Berlin en 2003, la maison de la musique à Porto et la bibliothèque de Seattle en 2004 ou encore le Leeum Museum à Séoul la même année.
Lars Spuybroek et le cabinet d'architectes NOX ont travaillé sur l'inclusion du numérique en architecture, grâce au potentiel formel des programmes de modélisation numérique, ces architectes ont pu s'inspirer de formes organiques, comme de l'eau en mouvement, afin de créer une architecture liquide. Cette dernière s'est matérialisée dans le HtwoOexpo Pavilion construit à Vrouwenpolder en 1997 par Spuybroek et NOX. 

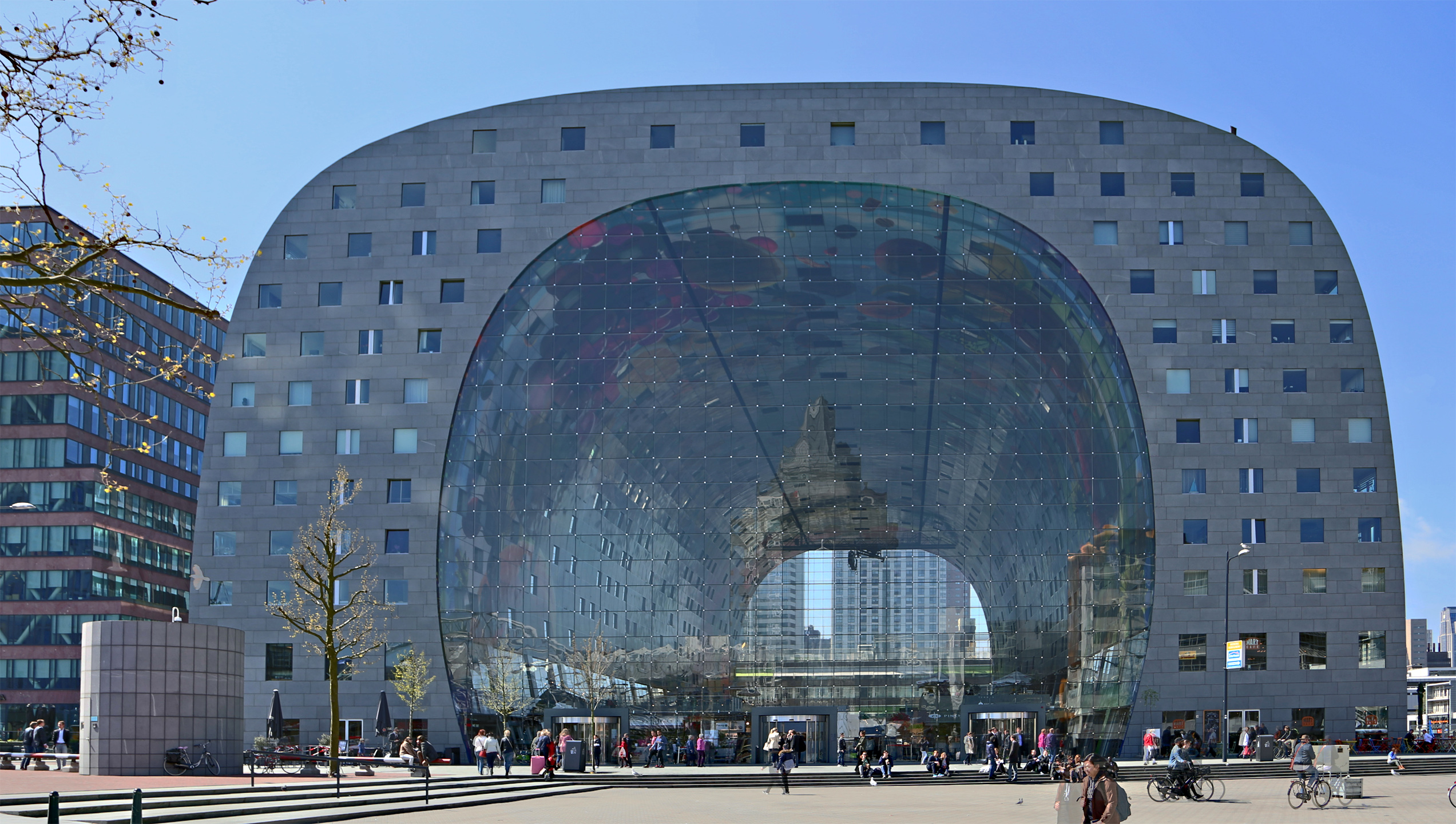
Le Markthal à Rotterdam (2004-2014), conçu par l'agence MVRDV.

L'agence MVRDV, fondée en 1995 par Jacob van Rijs, Winy Maas et Nathalie de Vries, occupe une grande place sur la scène de l'architecture néerlandaise contemporaine. L'agence souhaite s'appuyer sur les idéaux démocratiques farouchement défendus par les néerlandais, les Pays-Bas constituant depuis la création des Provinces-unies un État modèle en matière de liberté. Ainsi, MVRDV exprime sa volonté d'associer et de consulter les usagers dans la conception architecturale, tout en mettant l'accent sur l'analyse du contexte, notamment à l'aide de données statistiques. Van Rijs et Maas ont été influencés par Rem Koolhaas, une figure incontournable de l'architecture au niveau international, chez qui ils ont travaillé. L'agence réalisa notamment entre 2004 et 2014 le Markthal dans le centre-ville de Rotterdam, ensemble immobilier de 228 appartements installés au sein d'une voûte surmontant un marché aux fruits et aux fleurs, bien qu'il ne soit pas de tradition hollandaise de couvrir les marchés. L'agence réalisa également la Glass Farm, construite en 2012 à Schijndel, qui est un édifice multifonctionnel situé sur la place du marché de la petite ville dont les parois de verre ont été sérigraphiées à partir de photos de fermes traditionnelles.

## Architecture coloniale néerlandaise
L'empire colonial néerlandais, constitué à partir du XVIIe siècle, a été l'un des plus vastes jamais formés jusqu'à sa dissolution au XXe siècle lors de la décolonisation. Les néerlandais imprimèrent à ces territoires colonisés leur propre architecture, dont les modèles issus de la métropole ont été plus ou moins transformés sous l'influence des traditions constructives locales. L'architecture coloniale néerlandaise se retrouve essentiellement en Amérique, en Afrique du Sud et en Asie du Sud-Est.

### Indes occidentales néerlandaises
Les Indes occidentales, en Amérique, se divisaient en deux régions :

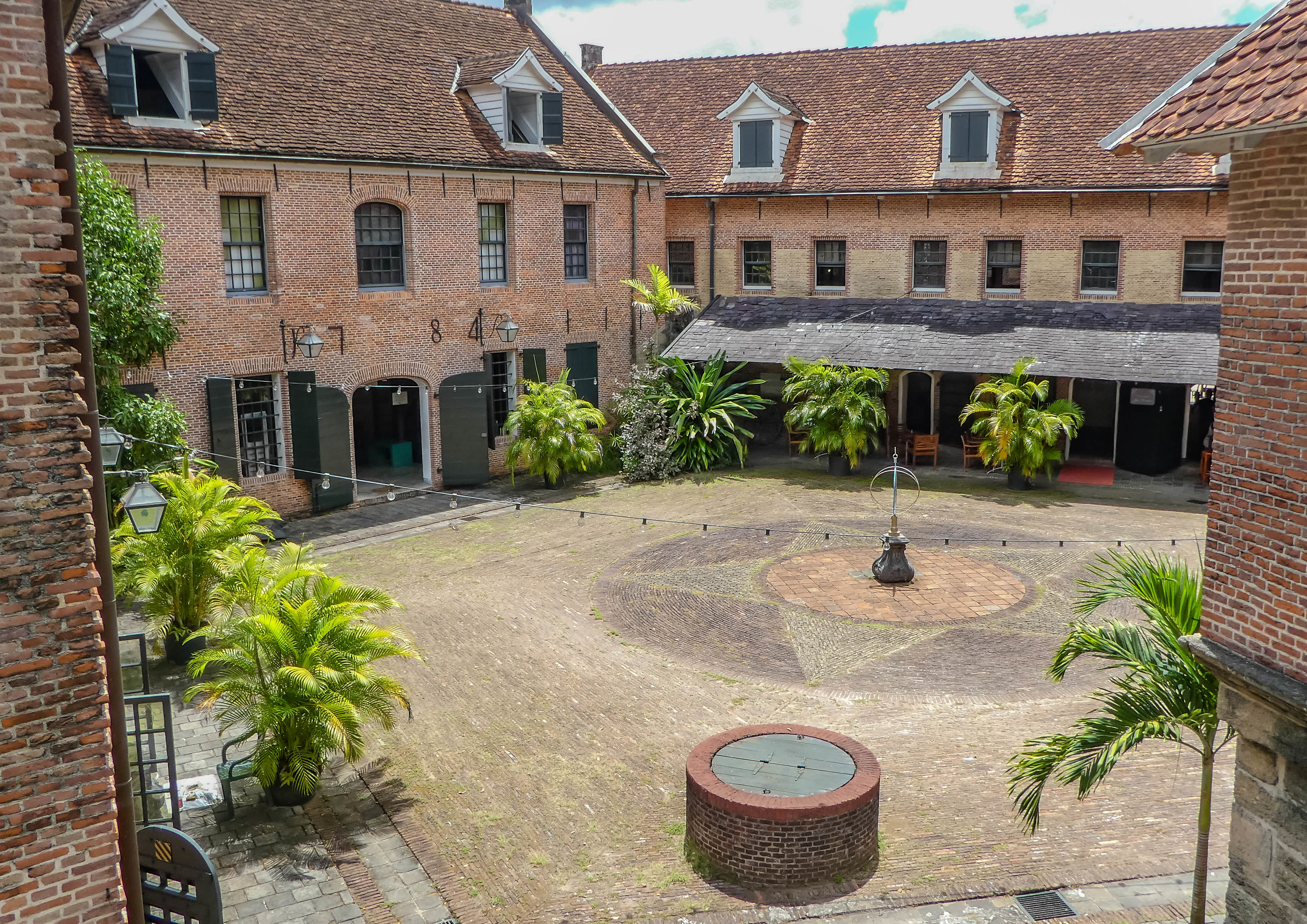
Le Fort Zeelandia construit à Paramaribo, au Suriname, (ancienne Guyane hollandaise) par les néerlandais à partir du XVIIe siècle.

- Le Fort Zeelandia construit à Paramaribo, au Suriname, (ancienne Guyane hollandaise) par les néerlandais à partir du XVIIe siècle.Les Antilles néerlandaises, comprenant deux groupes d'îles : au sud les îles Sous-le-Vent  formées par Curaçao, Bonaire et Aruba, et à l'est les îles du Vent (ou petites Antilles), comprenant Saint-Eustache et Saba. Les Pays-Bas possédaient également le sud de l'île Saint-Martin (le nord appartenant à la France)[14]. Depuis 2010, Curaçao et la partie néerlandaise de l'île de Saint-Martin forment deux États autonomes au sein du royaume des Pays-Bas,à l'instar de l'île d'Aruba qui est autonome depuis 1986, tandis que les îles de Bonaire, Saba et Saint-Eustache constituent des municipalités à statut particulier des Pays-Bas, sous le nom de Pays-Bas caribéens. Le centre historique de Willemstad, la capitale de Curaçao, est aujourd'hui classé au patrimoine mondial par l'Unesco[81]. La plupart des édifices classés datent du XVIIIe siècle mais le quartier le plus ancien, Punda, date du XVIIe siècle. L'architecture des édifices construits à Willemstad est de style hollandais (par la présence de pignons à volute et par les détail décoratifs) mais s'adapte aux conditions locales par l'emploi du stuc peint de couleurs vives et par la construction de galeries couvertes[82].

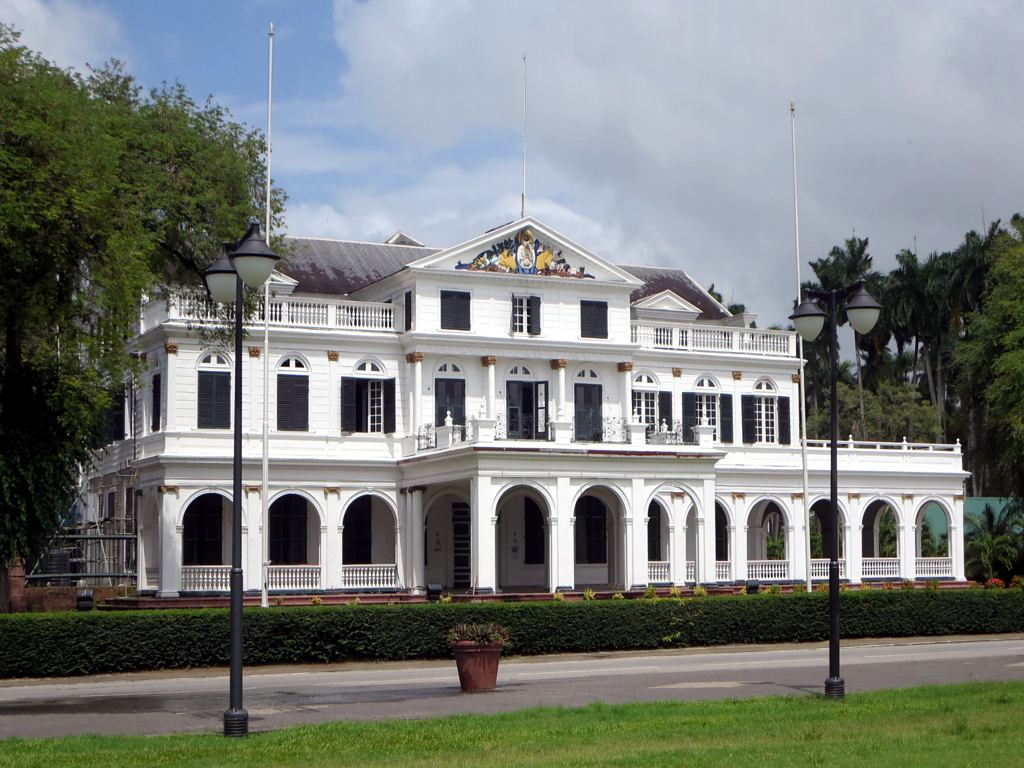
Le Palais présidentiel du Suriname, construit en 1730 à Paramaribo.

- Le Palais présidentiel du Suriname, construit en 1730 à Paramaribo.La Guyane hollandaise (actuel Suriname), la capitale Paramaribo est une ville au caractère spécifiquement hollandais, subsistent néanmoins certaines traditions constructives locales. Les édifices importants y étaient construits en brique tandis que les maisons étaient traditionnellement faites de bois peint en gris. De très nombreux canaux ont été creusés par les néerlandais, qui avaient également percé dans la ville de larges avenues sablées[14]. Classé au patrimoine mondial de l'humanité, le centre historique se compose d'édifices datant du XVIIe siècle et du XVIIIe siècle. Les néerlandais ont pu grâce à leur propre expérience étendre la ville sur des terres marécageuses. Les grands monuments sont le Fort Zeelandia construit à partir du XVIIe siècle, l'actuel palais présidentiel construit en pierre et en bois, datant de 1730, le ministère des finances en brique datant de 1841, l'église réformée néo-classique datant de 1837 et l'église catholique construite en bois en 1885 dans le style néogothique[83]. Le territoire de la Nouvelle-Hollande au Brésil a appartenu aux néerlandais de 1630 à 1654, sa capitale était alors Mauritstadt, c'est-à-dire Recife.

### Indes orientales néerlandaises

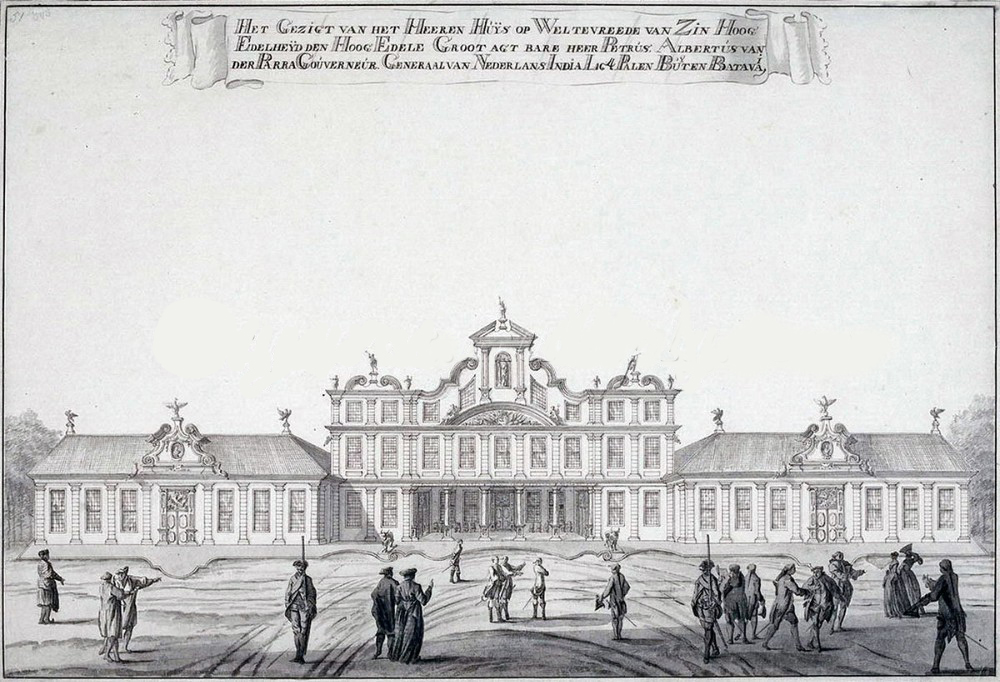
L'ancien Palais du gouverneur général des Indes orientales construit en 1761.

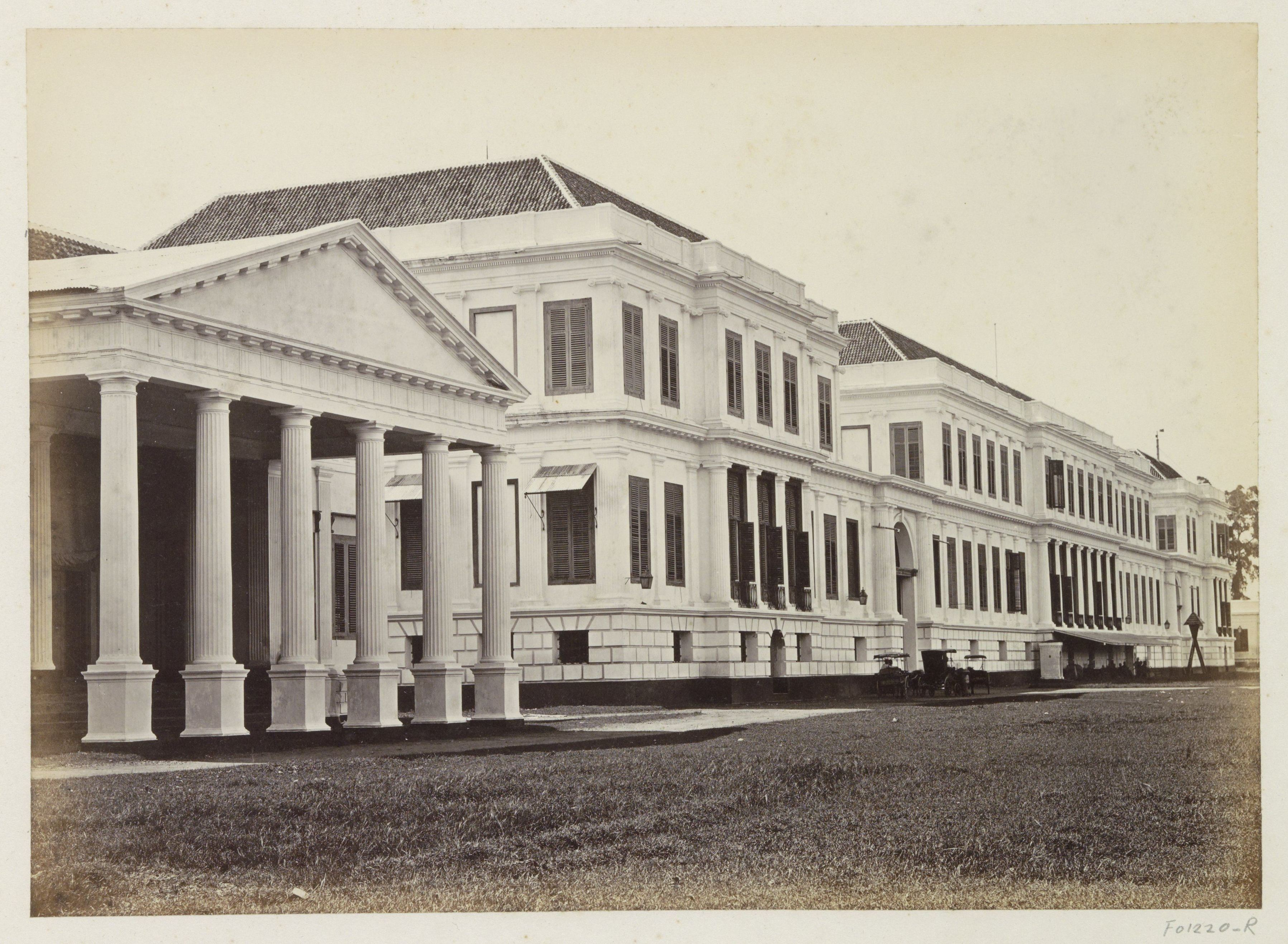
Palais du gouverneur général des Indes orientales, construit en 1828 par Jannis Tromp à Batavia (abritant aujourd'hui le ministère indonésien des finances à Jakarta).

Les Indes orientales, en Asie du Sud-Est, s'étiraient sur 18 600 000 km² et comprenaient au début du XXe siècle près de 30 millions d'habitants. Elles forment l'actuelle Indonésie. La capitale des Indes orientales était Batavia, fondée en 1619 à la suite de la destruction de l'ancienne capitale Jakarta en raison des révoltes javanaises de 1618.
Batavia, située sur l'île de Java, était composée de trois parties :
- La ville basse (ou vieille Batavia), où se trouvaient les comptoirs tenus par des européens ainsi que des hôtels[84].
- La ville haute (Weltevreden (en)), où se trouvaient les maisons d'habitation, très larges, qui comportent généralement un étage. Ces quartiers étaient très aérés et très peu denses, puisque chaque maison disposait de vastes jardins.
- Le quartier chinois, proche des quartiers commerciaux, situé entre la ville haute et la ville basse[14].

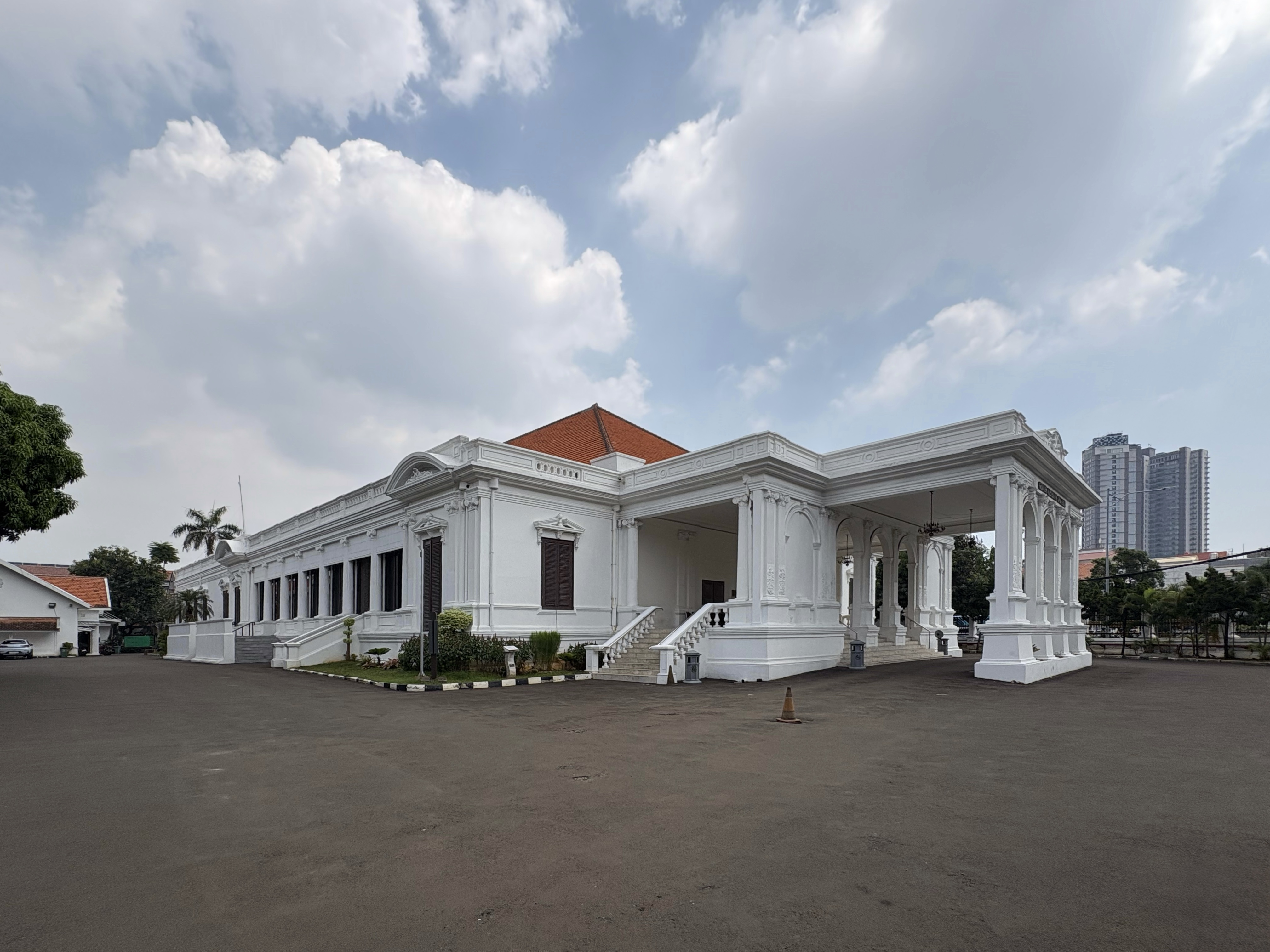
L'ancien théâtre de Batavia construit en 1821 par JC Schultze, devenu aujourd'hui une salle de concert à Jakarta.

Les villes basse et haute étaient reliés au début du XXe siècle par des tramways à vapeur et des tramways électriques, et des canaux étaient creusés le long des avenues principales, bordées de maisons occupées par les colons. Les indigènes étaient relégués dans des quartiers périphériques, nommés kampongs. Ces canaux servaient au transport de marchandise et comme lieu de baignade pour les indigènes.
Les édifices publics les plus importants construits par les néerlandais étaient le Palais du gouverneur général, le musée de l'Association batave au Koningsplein (la place royale), les églises, le théâtre ainsi que les cercles Harmonie et Concordia, comportant des salles de lecture, de concert et de conversation.
Soerabaja, également située sur l'île de Java, était, au début du XXe siècle, une grande ville mais moins peuplée que Batavia. Les néerlandais y avaient construit dans la vieille ville un ensemble commercial (composé d'un grand établissement de marine, d'ateliers, de magasins) bordé de maisons bourgeoises et de cercles. Tout autour avaient été construites des maisons plus modestes, dans le style classique hollandais. Soerabaja était également constituée d'une ville basse et d'une ville haute, mais présentait plus d'unité que Batavia. Une grande rue traversait les quartiers européens, chinois, malais et arabes. Les quartiers périphériques étaient formés de constructions disséminées sur les grandes voies, mais se densifiaient le long des rues annexes, où habitaient des employés de commerce, des ouvriers de l'arsenal ou de la marine. Enfin, en campagne, de grandes maisons étaient occupées par de riches commerçants Européens.
Soerakarta, à Java, comprenait un quartier européen où se trouvaient le palais de la Résidence, l'église protestante, un théâtre, une mosquée, la caserne de la garde impériale et une école normale d'instituteurs. Au centre de la ville a été construit le Fort de Vastenburg (en), cerné d'un large fossé.

### Colonie du Cap

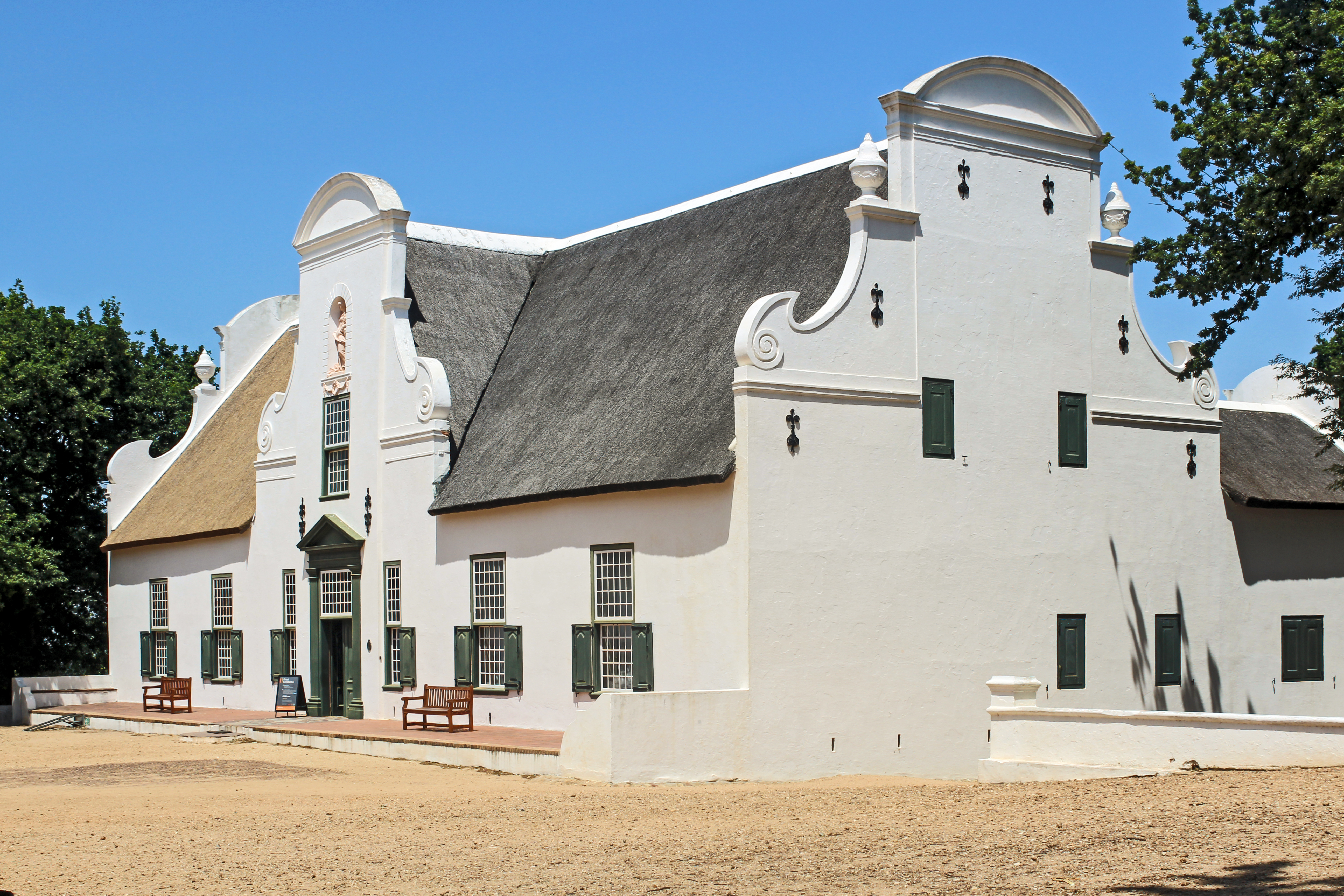
Manoir de Groot Constantia, construit en 1778 par l'architecte Louis Michel Thibault au Cap.

La colonie du Cap était un territoire néerlandais depuis la fondation du Cap en 1652 jusqu'à sa cession aux Anglais en 1806. Les premières maisons construites par les Boers étaient très simples : elles ne comptaient qu'un étage, disposaient de trois pièces et les murs enduits de chaux étaient faits d'adobe ou de gravats, matériaux remplacés par la suite par de la brique cuite, le toit était couvert de chaume. Ce n'est qu'à partir du XVIIIe siècle que ces maisons commencèrent à être ornés de pignons à volutes du fait de la prospérité croissante des villes et des fermes. À partir de 1750, et jusqu'à la fin du XVIIIe siècle, les colons adoptèrent un style proche du maniérisme évoluant vers le baroque pour décorés les pignons de leurs maisons. Les toits en chaume furent alors remplacés par des toits plats et aux pignons à volutes furent préférés les frontons à l'antique. Les maisons comportaient alors deux étages, et de nombreuses maisons hollandaises continuèrent à être construites au XIXe siècle au Cap.

### Nouvelle-Néerlande
La colonie de la Nouvelle-Néerlande désigne les territoires colonisés par les néerlandais en Amérique du Nord, il reste aujourd'hui peu d'exemples de cette architecture coloniale, construite le plus souvent en bois.